# Bremer Dom

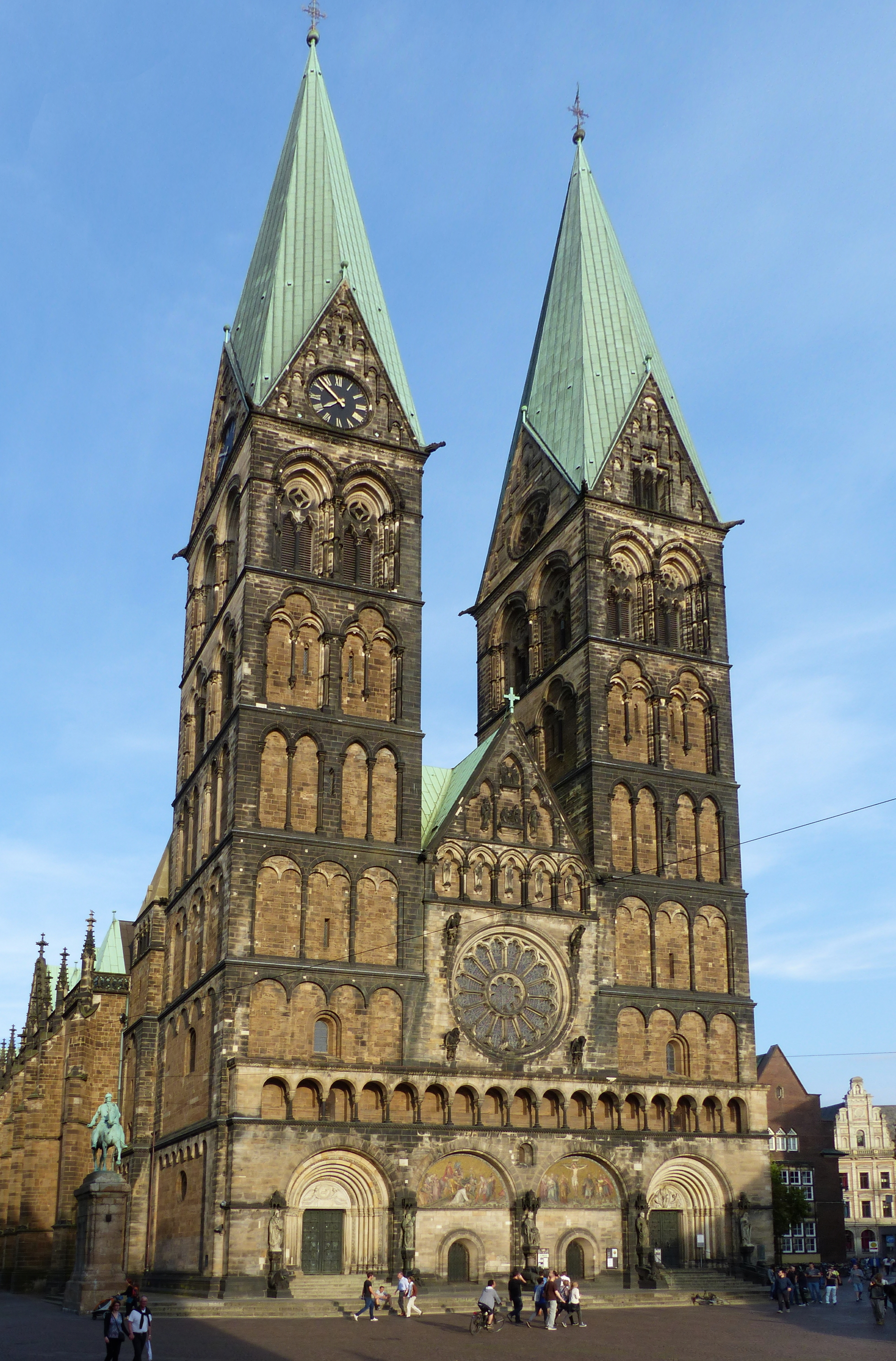
Westfassade: romanische und gotische Formen, seit 1888–1901 teils Replik, teils Neukreation

Der St.-Petri-Dom in Bremen wurde über den Fundamenten älterer Vorgängerbauten vom 11. Jahrhundert an in romanischem Stil errichtet und seit dem 13. Jahrhundert in gotischem Stil umgebaut und erweitert. Gemauert ist dieser Kirchenbau aus Sandstein, an verborgenen Stellen der älteren Teile auch Tuffstein. Von dem seit der Gotik eingesetzten Backstein ist nur ein Teil sichtbar. Im 14. Jahrhundert gab es Erweiterungen um seitliche Kapellen. 1502 begann die Umgestaltung in eine spätgotische Hallenkirche, die aber über ein neues Nordseitenschiff nicht hinauskam und mit zahlreichen Provisorien abgeschlossen wurde, als die Reformation weitere Ausbauten stoppte. Im späten 19. Jahrhundert erfolgte eine umfangreiche Renovierung des innen durchaus gepflegten, äußerlich aber schäbig wirkenden Baus, bei dem einer der beiden Westtürme eingestürzt war. Die Gestaltung orientierte sich überwiegend am Vorhandenen und an alten Darstellungen, jedoch gestaltete man auch einige Neuerungen wie den neoromanischen Vierungsturm. Das Gotteshaus gehört heute zur evangelisch-lutherischen Domgemeinde St. Petri.
Das Gebäude steht seit 1917 unter Bremischem Denkmalschutz.

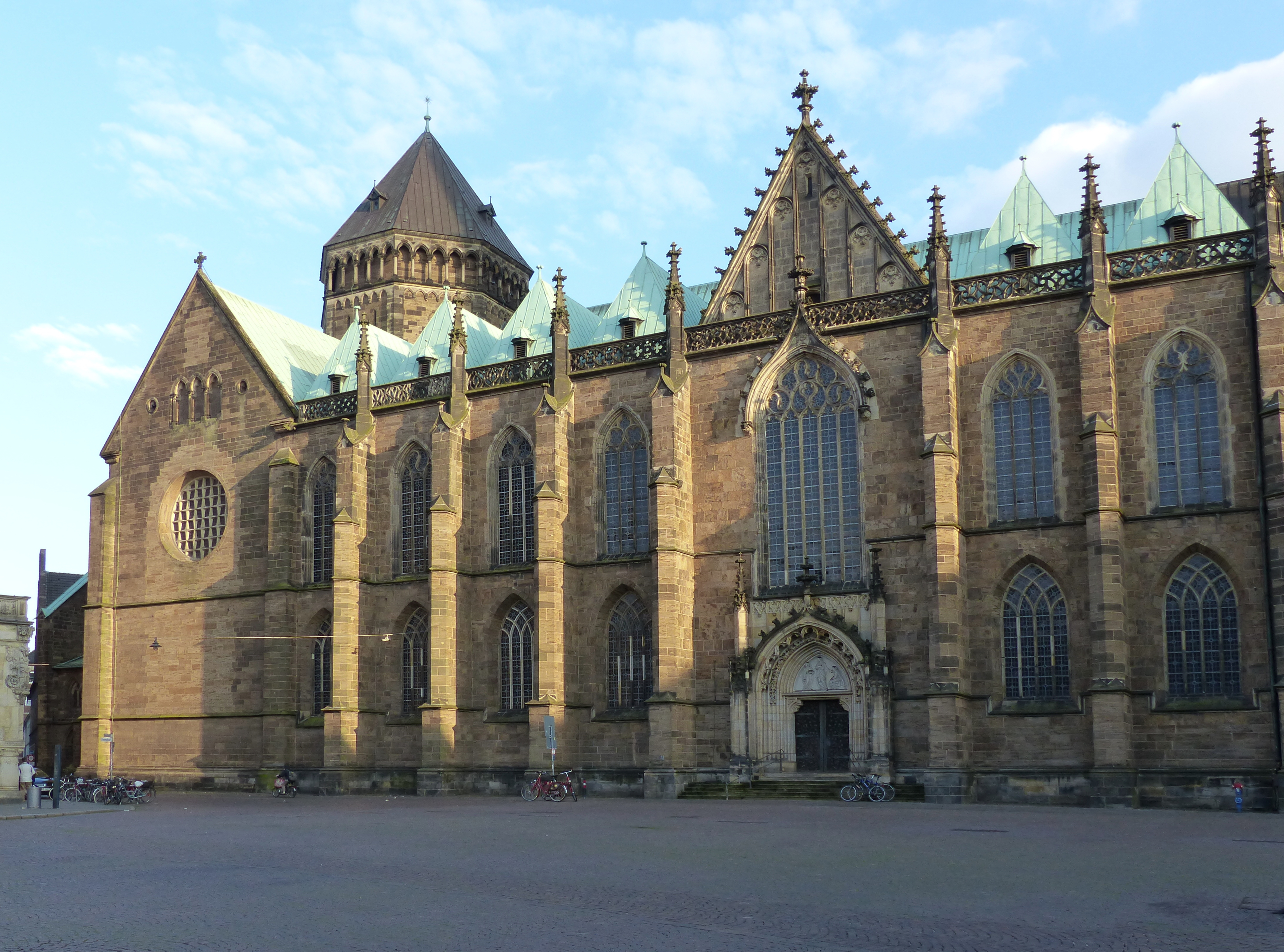
Nördliches Seitenschiff spätgotisch, aber obere Fenster ab 1817, Brautportal, beide Zwerchgiebel, Vierung u. alle Walmdächer ab 1888, Rosette des Querschiffs nach 1945

## Geschichte

### Die karolingischen Vorgängerbauten
Der Ort an der Stelle des heutigen Doms, dem höchsten Punkt der Weserdüne unmittelbar bei einer bereits bestehenden Siedlung wurde mit dem (dort vermuteten) Bau einer angeblich 789 geweihten Kirche durch den angelsächsischen Missionsbischof Willehad zur Keimzelle des sich entwickelnden Bistums. Der Holzbau wurde bereits 792, nur drei Jahre nach seiner Fertigstellung, im Zuge der Sachsenkriege niedergebrannt und restlos zerstört. Nach dem Tode Willehads 789 gab es 13 Jahre weder einen Bischof noch eine Kathedrale in Bremen.
Aus der Zeit des Bischofs Willerich (805–835) und seiner Nachfolger sind durch Ausgrabungen im Mittelschiff des heutigen Doms mehrere Bauphasen einer Steinkirche nachgewiesen worden, die in ihrer größten und spätesten Ausdehnung einen dreischiffigen Steinbau darstellte, der mit einer Weihe des Jahres 860 durch Bischof Ansgar in Verbindung gebracht wird.
Nordwestlich der Spuren der nördlichen Seitenwand dieser dreischiffigen Kirche, kurz vor dem westlichen Ende des heutigen Nordschiffs, wurde bei den Grabungen ein weiteres Fundament aus dem 9. Jahrhundert entdeckt. 2010 wurde darin ein Hinweis auf ein Westquerhaus vermutet, wie in derselben Epoche in Fulda, Paderborn und im Kölner Hildebold-Dom errichtet. Diese Vermutung deckt sich allerdings nicht mit Details der archäologischen Funde. Für die übrige Gestalt des karolingischen Bremer Westquerhauses fanden sich keine archäologischen Hinweise. Adam von Bremen hatte einen Peterschor als „apsida“ erwähnt, aber bei der archäologischen Untersuchung der Westkrypta 1931 durch Helen Rosenau waren davon keine Spuren zu finden.
Am 11. September 1041 fiel das karolingische Gotteshaus jedoch – wie auch ein Großteil der übrigen Stadtbebauung – der Feuersbrunst des Bremer Brandes zum Opfer. Die Flammen zerstörten auch Bestände der Dombibliothek unwiederbringlich.

### Die salische Bauphase

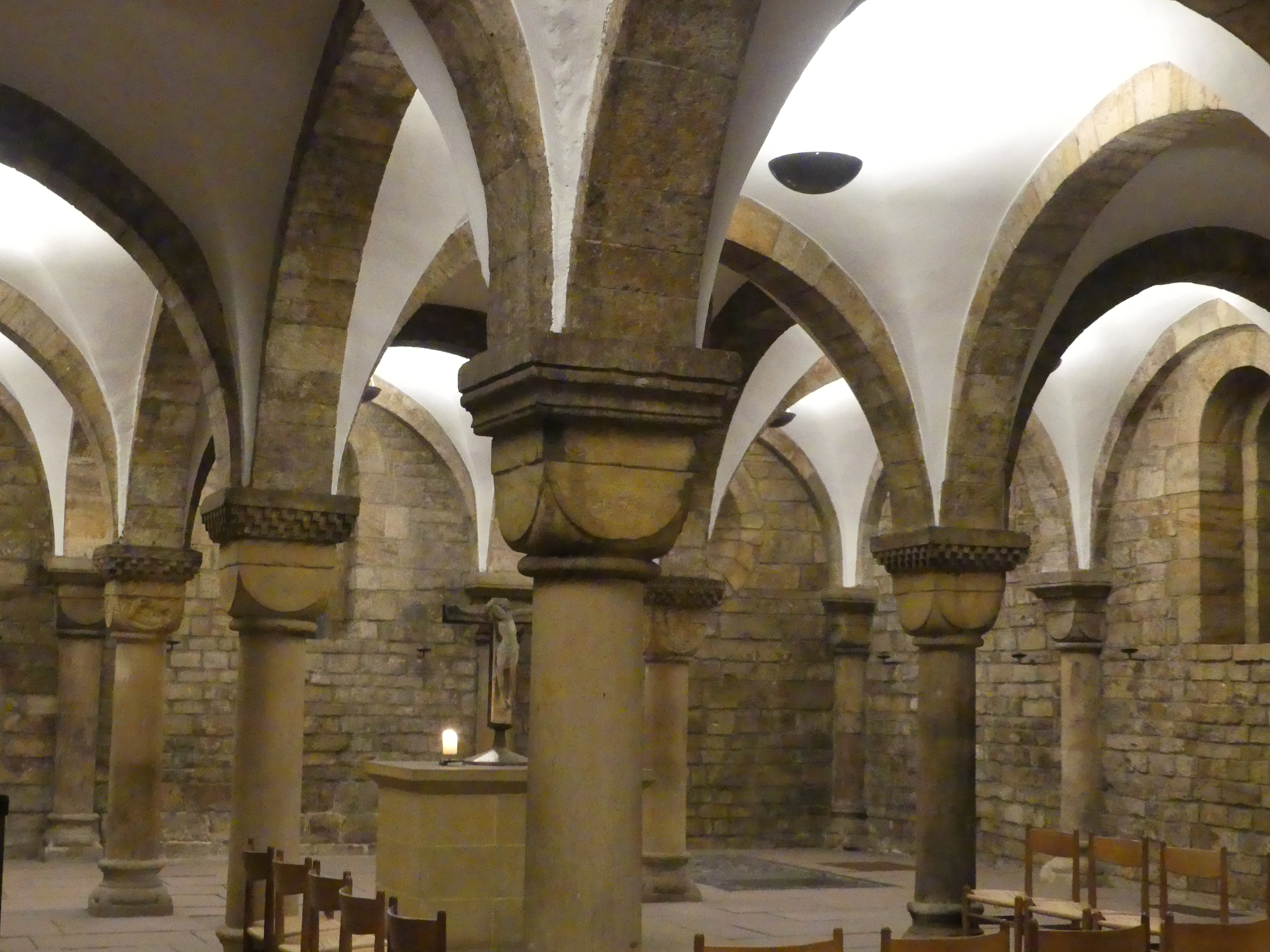
Ostkrypta, 11. Jahrhundert

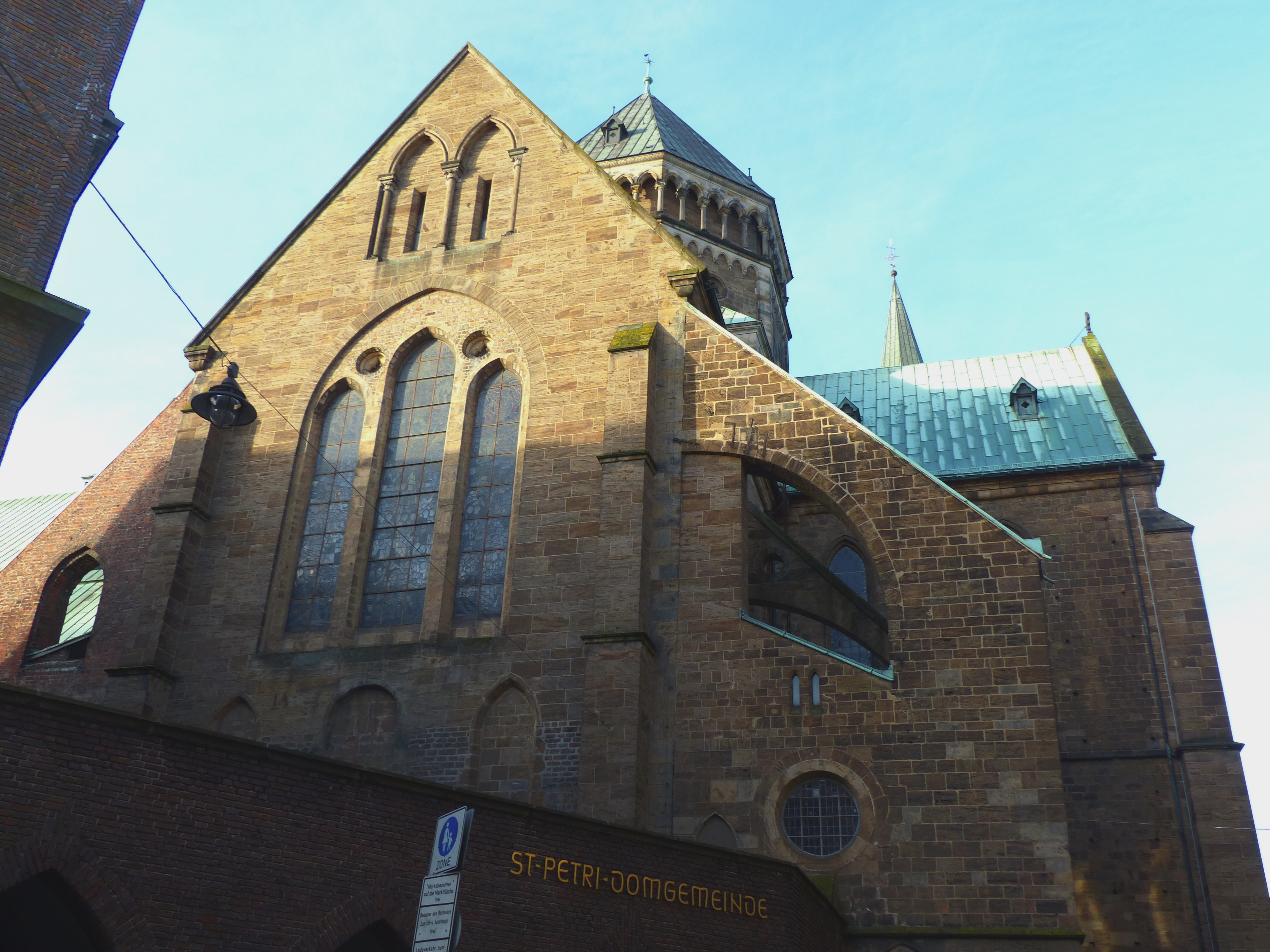
Chor und Querhaus frühgotisch, Vierungsturm ab 1895

In die salische Zeit fällt, beginnend mit den letzten Amtsjahren des Bischofs Adalbrand (1035–1043), ein grundlegender Neubau, dessen Dimensionen und materielle Spuren am heutigen Baukörper noch beobachtet werden können. Seither ist der Dom wenigstens doppelt so groß wie seine Vorgänger. Adalbrand, der in der baugeschichtlichen Literatur meist mit seinem anderen Namen Bezelin genannt wird und Kölner Domherr gewesen war, habe, so berichtet Adam von Bremen, sich den alten, karolingischen Kölner Dom zum Vorbild genommen. Grundrissmaße, zwei Chöre, zwei Krypten und die Patrozinien Petrus im Westchor und Maria im Ostchor wurden so in Bremen übernommen. Unter Becelin wurde auch schon wenigstens ein Bogen errichtet.
Adalbrands Nachfolger Adalbert (1043–1072), einer der mächtigsten Bischöfe jener Epoche, habe, so wiederum Adam von Bremen, den Bau nach dem Vorbild des Doms in Benevent fortgesetzt. Kontrovers ist die Beurteilung der Abfolge der Baumaßnahmen nach 1042, insbesondere hinsichtlich der beiden Krypten. Dabei ist zu berücksichtigen, dass mehrere, auch verdiente Autoren sich aus Adam von Bremens Chronik nur einzelne Brocken herausgegriffen haben, statt den Text im Zusammenhang zu lesen.
Bei der Weihe des Hochaltars 1049 dürfte der Ostchor hochgezogen und auch die Ostkrypta darunter, veilleicht nicht fertiggestellt, aber doch errichtet gewesen sein. Ihre Säulen enden in Würfelkapitellen, von denen nur zwei aufwändig verziert sind. Als östlichstes Säulenpaar sind es die beiden Säulen unter dem Hauptaltar des Chors, was eine Bedeutungshierarchie nahelegt. Die Kapitelle mancher Wandpfeiler haben einfache Verzierungen. Die vier Pfeiler in ihrem westlichen Drittel haben eine wechselvolle jüngere Geschichte: Ernst Ehrhard hatte sie aus Unverständnis durch Säulen ersetzt, nach den 1970er Jahren wurden wieder Pfeiler daraus.

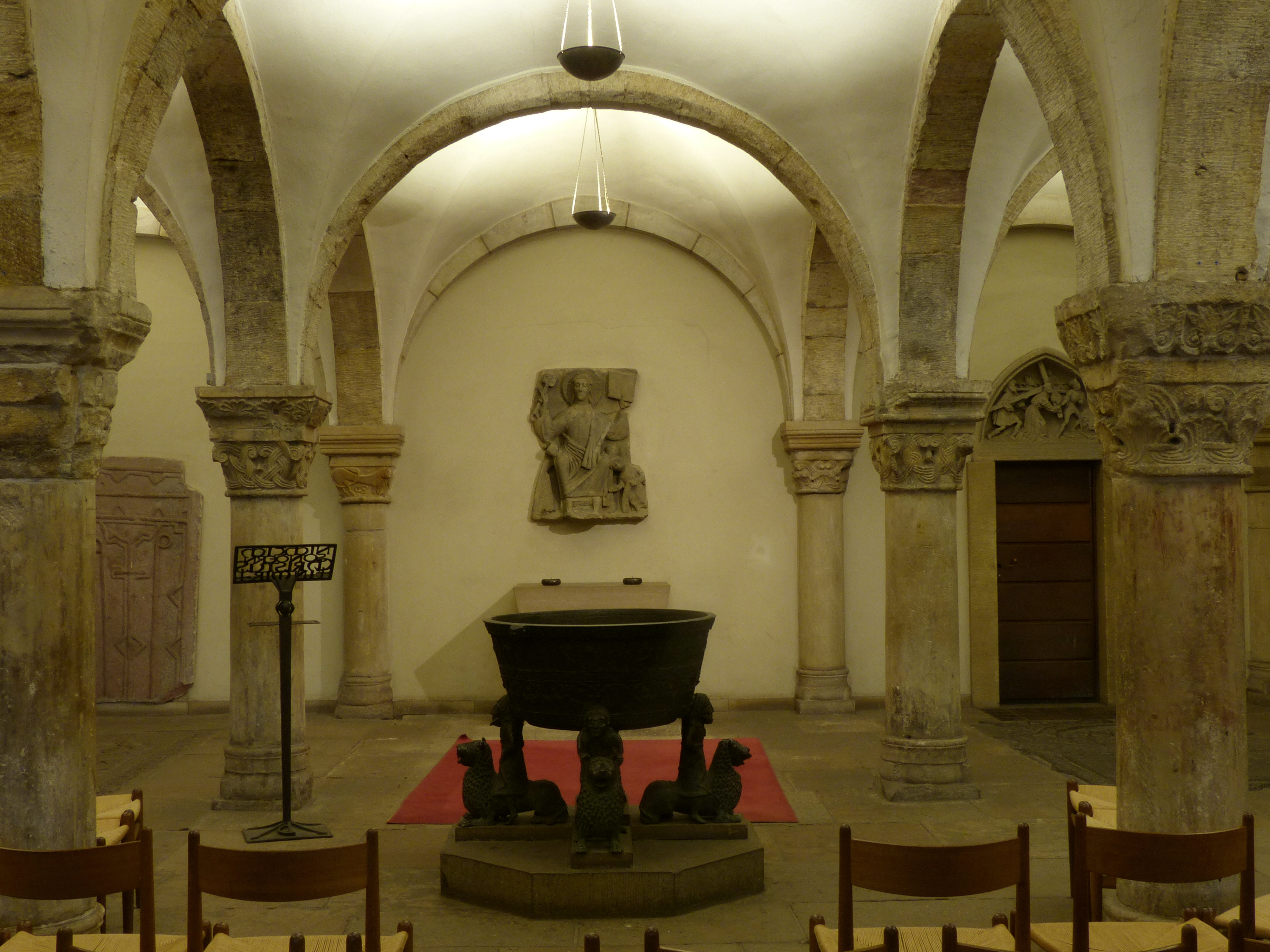
Westkrypta, 1068 geweiht
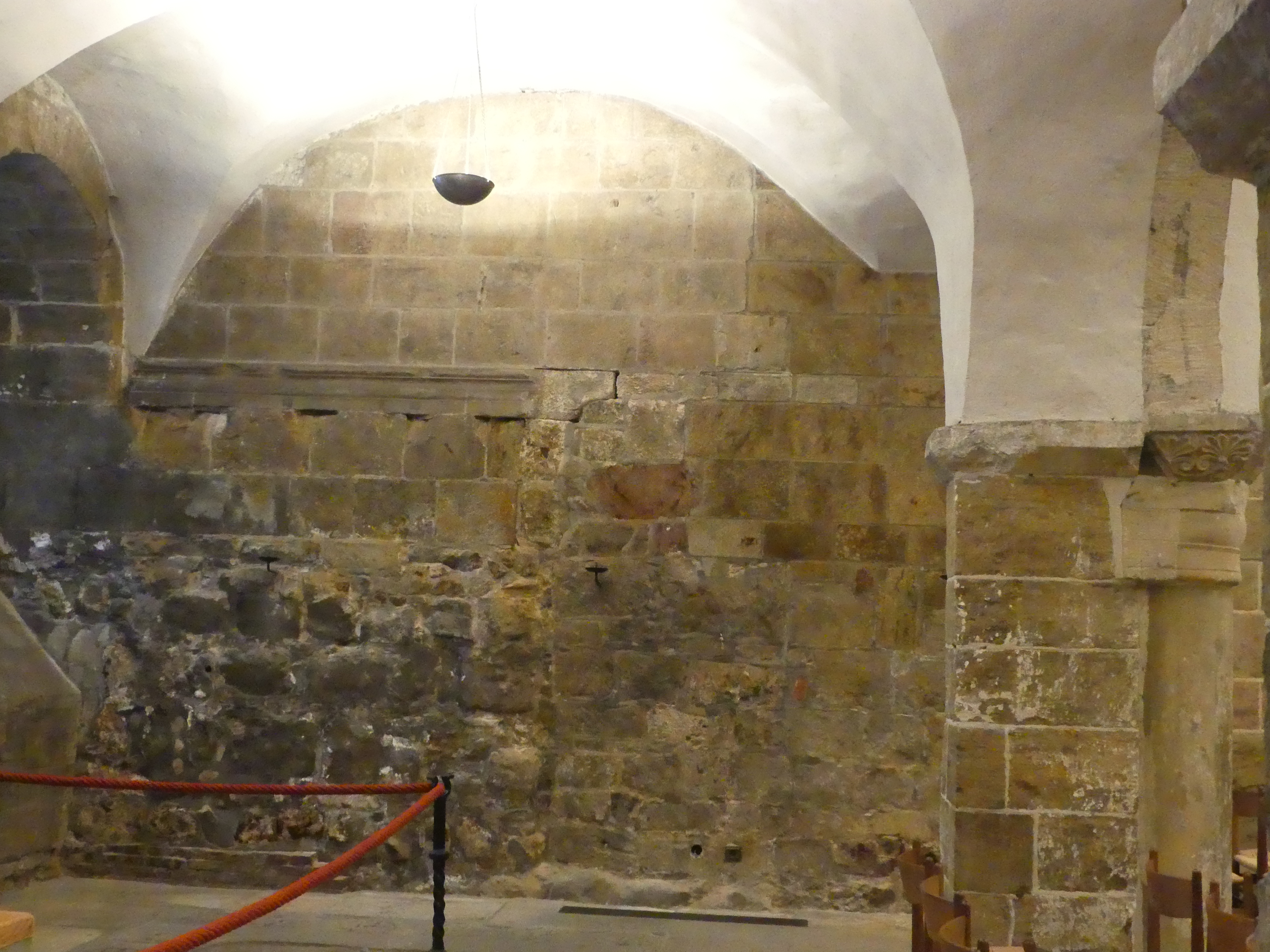
Westverlängerung der Westkrypta, rechts Halbsäule das älteren Teils
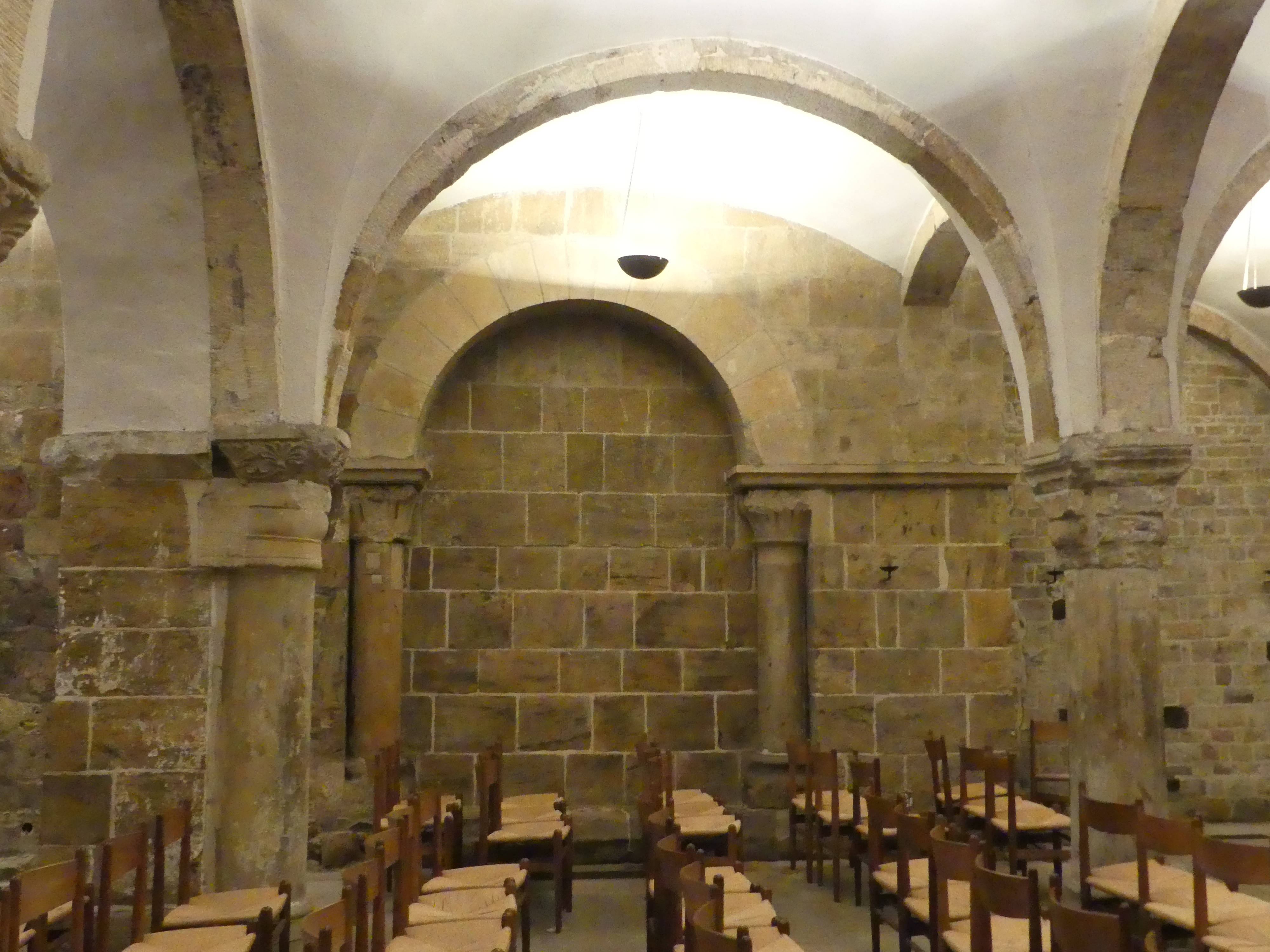
Westkrypta, ursprüngliches Westjoch, vorgezogene Nordwand mit Nische

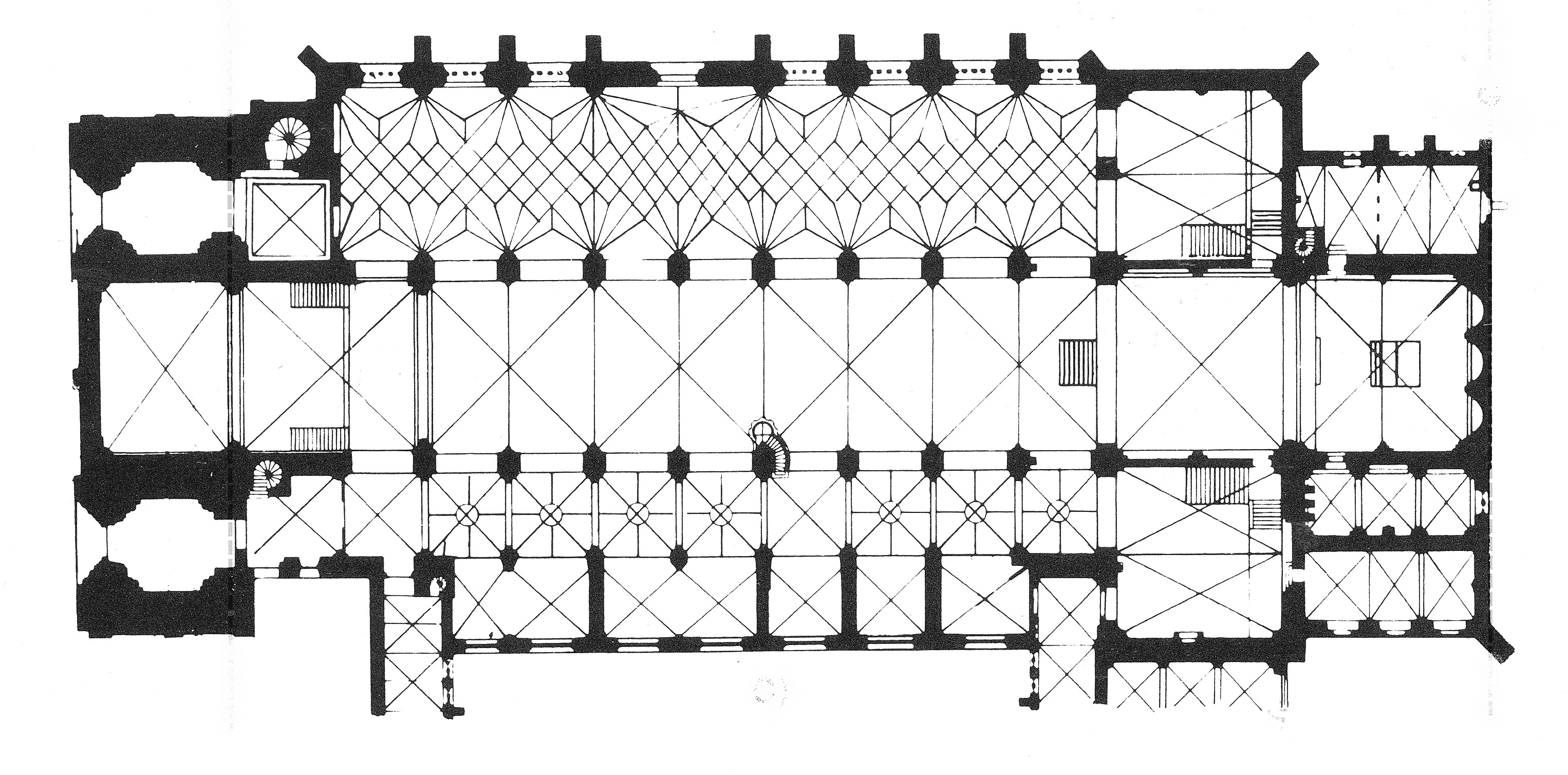
Grundriss vor 1888, mit Messfehlern

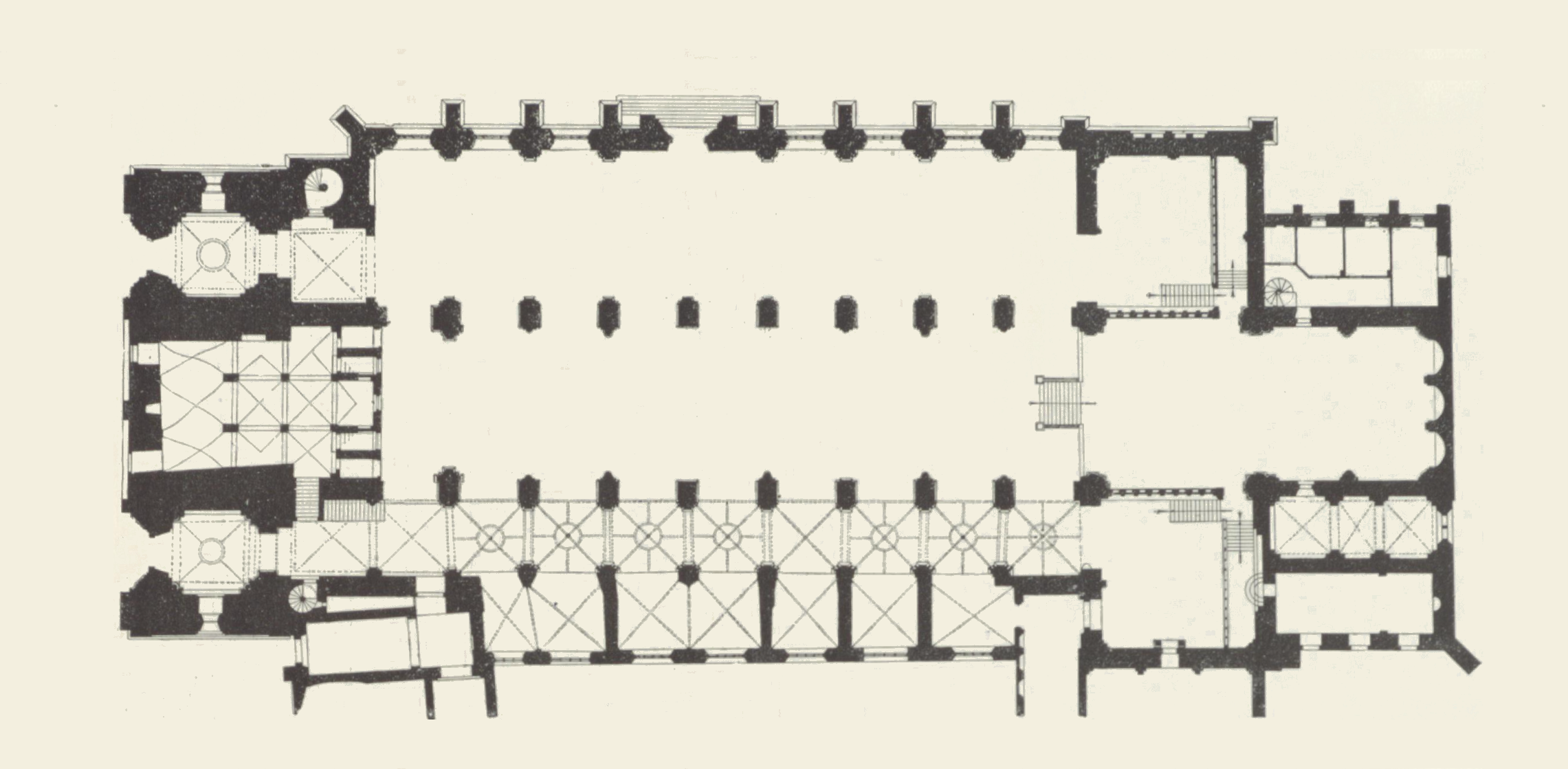
Grundriss 1900, mit Gliederung der Westkrypta

Adam von Bremen erwähnte für 1066 erwähnte Adam von Bremen die Weihe eines Altars in der Westkrypta. Sie wurde bei der Errichtung der Westtürme um eine Jochreihe nach Westen verlängert (der romanische Kapitellschmuck fehlt). Um 1510 wurde sie im Osten um eine Jochreihe verkürzt,:
- Im Zusammenhang mit der Altarweihe erwähnte er das Vorhaben Erzbischof Adalberts, später in der/einer (lateinische Sprache bekanntlich ohne Artikel) Westapsis einen Altar für den heiligen Petrus aufzustellen.[12] Ob diese Westapsis jemals errichtet wurde, geht aus seiner Chronik nicht hervor.
- Nachweis der ursprünglichen Ostwand der Westkrypta[6] möglicherweise zur gleichen Zeit in den Westjochen ihrer Seitenschiffe durch Verbreiterung der Grundmauern der Türme verschmälert. Nach der Reformation als Warenlager vermietet, wurde die Krypta mit der Domrestaurierung ab 1888 wieder als Gottesdienstraum hergerichtet. Ihre romanischen Kapitelle sind bis auf zwei, die durch umgenutzte Säulenbasen ersetzt wurden, reich geschmückt. In ihren unteren Teilen dominieren verschlungene Bänder, in den oberen Palmetten. Eines zeigt Löwinnen.[13] Adalbert war bestrebt, den Dom noch in seiner Amtszeit zu vollenden, und trieb den Bau deshalb mit wenig Rücksicht auf andere Erfordernisse voran. So ließ er die Mauer der Domburg niederreißen, um Baumaterial zu gewinnen. Daher konnte Bremen im Jahr 1064 von einem Heer des sächsischen Herzogs Ordulf und seines Bruders Hermann geplündert werden.[14]
- Für Gerhards 24. Regierungsjahr, also 1043, berichtete Adam, es seien Wände geweißt worden, was impliziert, dass auch wenigstens Teile der Kirche ein Dach hatten. Und nach seinem Tode sei Adalbert in der Mitte des Chors der von ihm errichteten Basilika bestattet worden. Beim Tode Adalberts war also der Dom weitgehend fertiggestellt, wie auch Ernst Ehrhardt in seiner Darstellung in Bremen und seine Bauten (1900) vermerkte.[15]
- In der Chronik des Klosters Rastede steht ausdrücklich, Adalbert sei „in der Krypta unter dem Chor in der Hauptkirche bestattet“ worden.[16]

Adalberts Nachfolger Liemar (1072–1101) ließ der 1204–1256 verfassten Stader Chronik zufolge die von seinem Vorgänger gebaute Basilika niedrreißen und von den Fundamenten auf neu errichten, Dementsprechend wird er auf einer in seinem Grab gefundenen Schriftplatte als constructor huius ecclesiae („Erbauer dieser Kirche“) bezeichnet. Was vor dem 13. Jahrhundert als Westfassade geplant war, bwz. wie der Westabschluss beim Tode Liemars aussah, ist nicht ersichtlich. Es wurden auch keine Hinweise darüber gefunden, ob die heutigen Westtürme Vorgänger hatten, oder nicht. Die heutige, nach Westen vorgeschobene Fluchtlinie der Westfassade entstand jedenfalls erst in der spätromanischen Phase.

### Spätromanik und Frühgotik

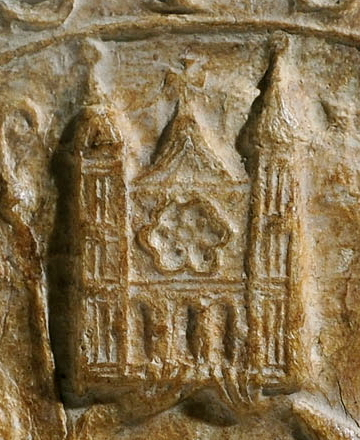
Dom im stadtbremischen Siegel, kurz vor 1230

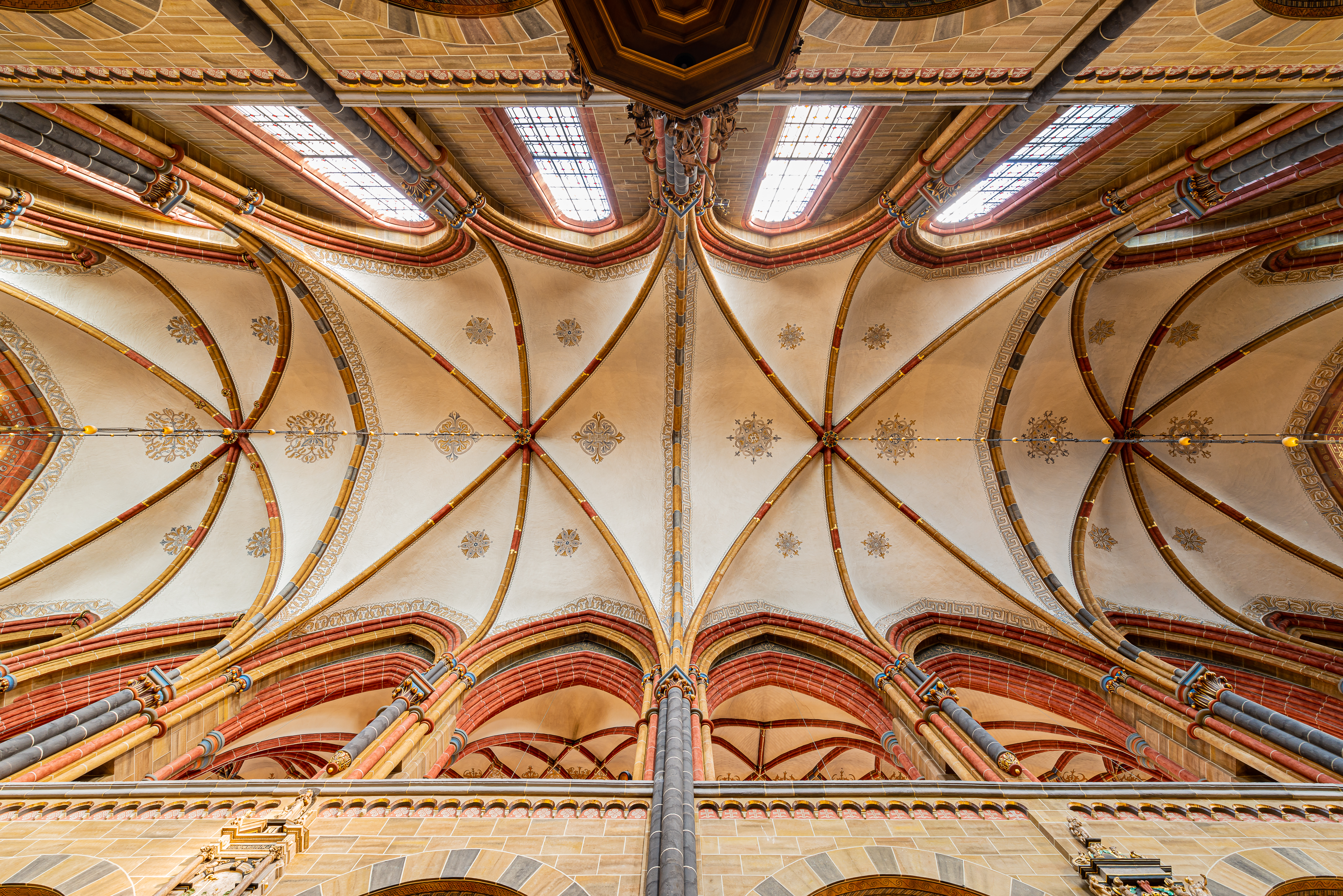
Deckengewölbe des Mittelschiffs

Über die hochmittelalterliche Bauphase, die vor allem zwei vor die alte Westfront gesetzte Türme und die bündige Fassade dazwischen betrifft, gibt es kaum durch Quellen gesicherte Erkenntnisse. Die Beurteilung wird erschwert durch die gegen 1900 vorgenommene, überformende Restaurierung. Allerdings ergeben sich aus der genauen Betrachtung von Fotos aus der Zeit vor dem Umbau Informationen über das unterschiedliche Alter verschiedener Teile der Fassade.
Allgemein wird heute angenommen, dass der möglicherweise schon im späten 12. Jahrhundert begonnene Westbau im Wesentlichen während der Amtsperiode Gerhards II. (1219–1258) hochgezogen wurde. Im Jahr 1224 bestätigte Papst Honorius III. Bremen endgültig als Erzbischofssitz des Erzbistums mit Domkapiteln in Bremen und Hamburg. Ein zeitgleich zugunsten des Dombaus gewährter Ablass schuf die finanzielle Voraussetzung für eine Wiederaufnahme oder Fortsetzung Bautätigkeit zur zeitgemäßen Umgestaltung der Metropolitankathedrale. Die umfangreichen Umbauten in den 39 Regierungsjahren Gerhards II. zeigen Ähnlichkeiten zu Westfalen (Seitenschiffsgewölbe im Vergleich zu Marienfeld), aber auch zu Magdeburg (Mittelschiffsgewölbe im Vergleich zur nachträglichen Einwölbung von 1221/1222 (d) der dortigen Liebfrauenkirche).
Die früheste bildliche Darstellung des Doms liefert das 1229 oder früher geschnittene erste Bremer Stadtsiegel mit einer Doppelturmfassade. Das Rosenfenster ist sorgfältig ausgearbeitet. Die Schäfte der Westtürme ragen wenig über die Traufen des Mittelschiffs. Die Portale liegen nicht in den Erdgeschossen der Türme, sondern als Dreiergruppe zwischen den Türmen, also vor der noch heute dreischiffigen Westkrypta, die bei Bruyn hier zwei Fenster hatte, die später bis ins 19. Jahrhundert durch zwei kleine Türen ersetzt waren.
Das Mittelschiff hat statt des mit Skulpturen geschmückten Blendengiebels noch ein Walmdach. Dies passt zu der stilistischen Datierung des Giebeldreiecks mit seinen Blendarkaden auf das mittlere Drittel des 13. Jahrhunderts, wiewohl die dort später platzierten Skulpturen auf eine Entstehungszeit um 1230 eingeschätzt werden.
Beide Türme haben drei Geschosse, alle mit gleichartigen vertikal verlaufenden Gliederungen. Wenigstens der Nordturm erreichte seine spätere Höhe erst durch eine Aufstockung um zwei Geschosse Mitte des 14. Jahrhunderts.

#### Gewölbe
Mit den Einnahmen aus dem 1224 von Papst Honorius III. genehmigten Ablass zur „Reparatur“ der Kathedrale wurde die möglicherweise schon vorher begonnene Einwölbung des Kirchenschiffs in zwei Phasen bis etwa 1250 durchgeführt.
Die Gewölbe des Kirchenschiffs weisen eine große Vielfalt auf. Die zwischen den Westtürmen gelegenen beiden westlichen Joche des Mittelschiffs wurden vor allen übrigen Schiffen eingewölbt, zwei verschiedene Gewölbe, die sich auch von allen übrigen des Gebäudes unterscheiden. Als nächstens wurden die beiden niedrigen Seitenschiffe mit Gewölben versehen. Die noch erhaltenen des Südschiffs, überwiegend Domikalgewölbe nach dem Vorbild der angevinischen Gotik, ähneln denen der Bremer Liebfrauenkirche.

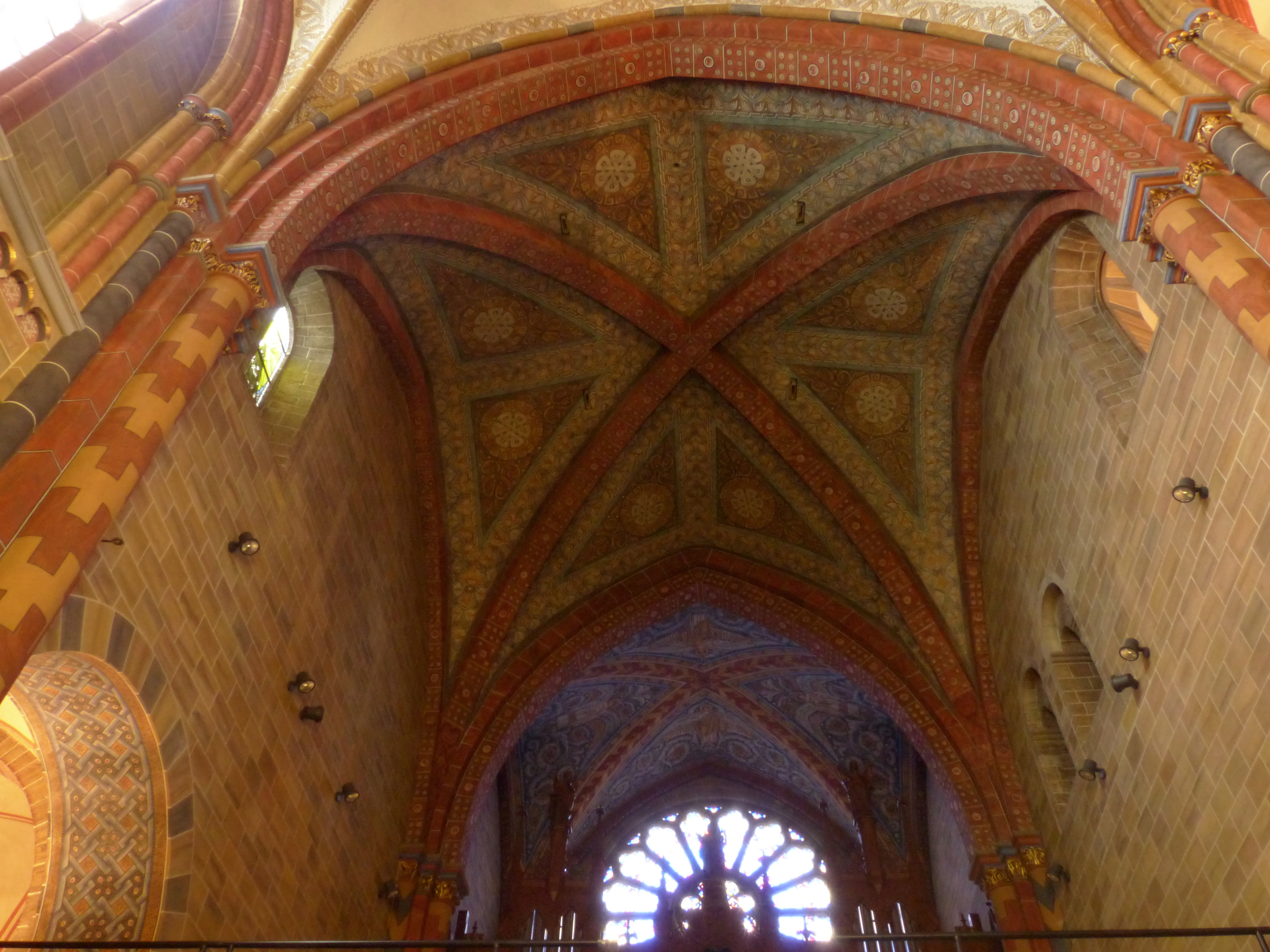
Bandrippengewölbe im Westen des Mittelschiffs
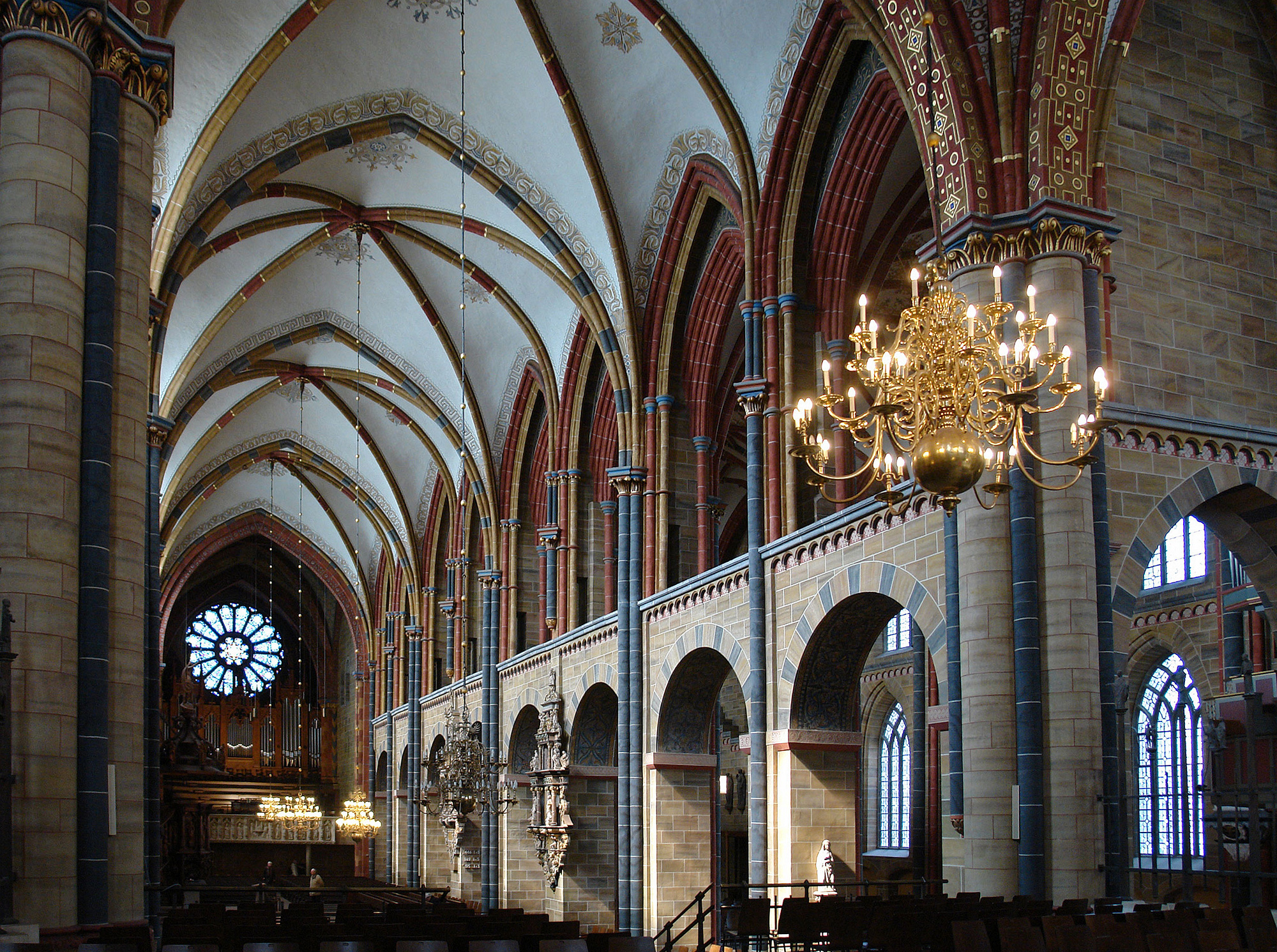
Mittelschiff von der Vierung zur Hauptorgel, Doppeljoche mit je sechs Feldern, rechts zweigeschossige Arkade zum nördlichen Seitenschiff
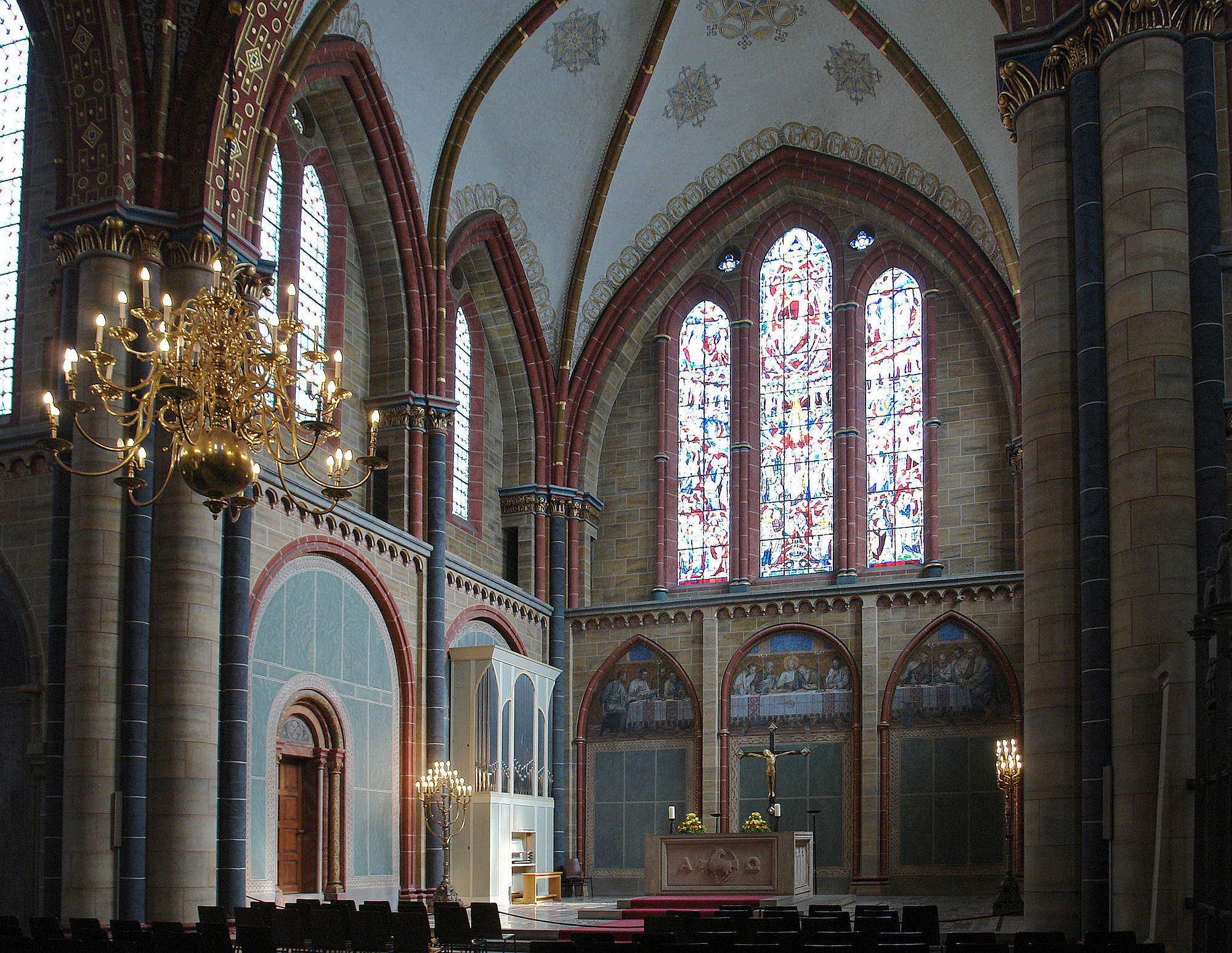
Ostchor: romanisch-frühgotischer Grundriss, frühgotische Fenster, umgesetzte romanische Portale

In der zweiten und letzten frühgotischen Phase entstanden die Gewölbe von Mittelschiff, Vierung, Chor und Querschiffen. Sie haben relativ gering geneigte Scheitellinien. In Vierung und Querschiffen verteilt sich das Gewicht jedes Gewölbejochs gleichmäßig auf seine vier Ecken.
Die Decke des Hauptschiffs jedoch besteht aus vier jeweils sechsfelderigen Doppeljochen, die sich auf je sechs (Wand-)Pfeiler stützen. Als Vorbild lässt sich das Mittelschiff der Kathedrale von Sens ausmachen, die als älteste gotische Kathedrale überhaupt gilt. Durch die diagonalen Rippen der Doppeljoche lastet das Gewicht von drei Vierteln der Gewölbefläche auf den Pfeilern an den Jochecken. Auf den Pfeilern dazwischen lastet nur ein Viertel der Gewölbefläche. Von den Pfeilerpaaren unter größerer Last gehört eines zur Vierung. Die übrigen vier stark belasteten Pfeilerpaare sind (seit der spätgotischen Umgestaltung des Nordschiffs nur noch auf der Südseite) durch Strebebögen stabilisiert. Bei den Pfeilern dazwischen gibt es keine Strebebögen. Das Gewölbe des Chors besteht aus einem ebensolchen Doppeljoch. Das mittlere Wandpfeilerpaar wird erst seit der nachträglichen Stabilisierung des Chors 1909/1910 von außen durch Strebebögen gestützt. Die Strebebögen an den Ecken des Chors sind zwar mittelalterlich, aber auch nicht bauzeitlich; sie schließen architektonisch an die später angefügten Chorflankenkapellen an. Der etwa gleichzeitig mit dem Domchor errichtete Chor der Stephanikirche hat ein gleichartiges Gewölbe, und seine Strebepfeiler sind aus neuzeitlich kleinen Mauerziegeln errichtet. Die im Zusammenhang mit der Einwölbung errichteten frühgotischen Hochschiffswände sind weniger dick als die sie tragenden romanischen Arkaden. Das ermöglichte die Anlage eines Laufgangs mit Durchgängen durch die das Mittelschiffsgewölbe tragenden Wandpfeiler. Diese Konstruktion unterscheidet sich von der 1221/1222 (d) erfolgten frühgotischen Einwölbung (ebenfalls mit Doppeljochen) der Magdeburger Liebfrauenkirche.

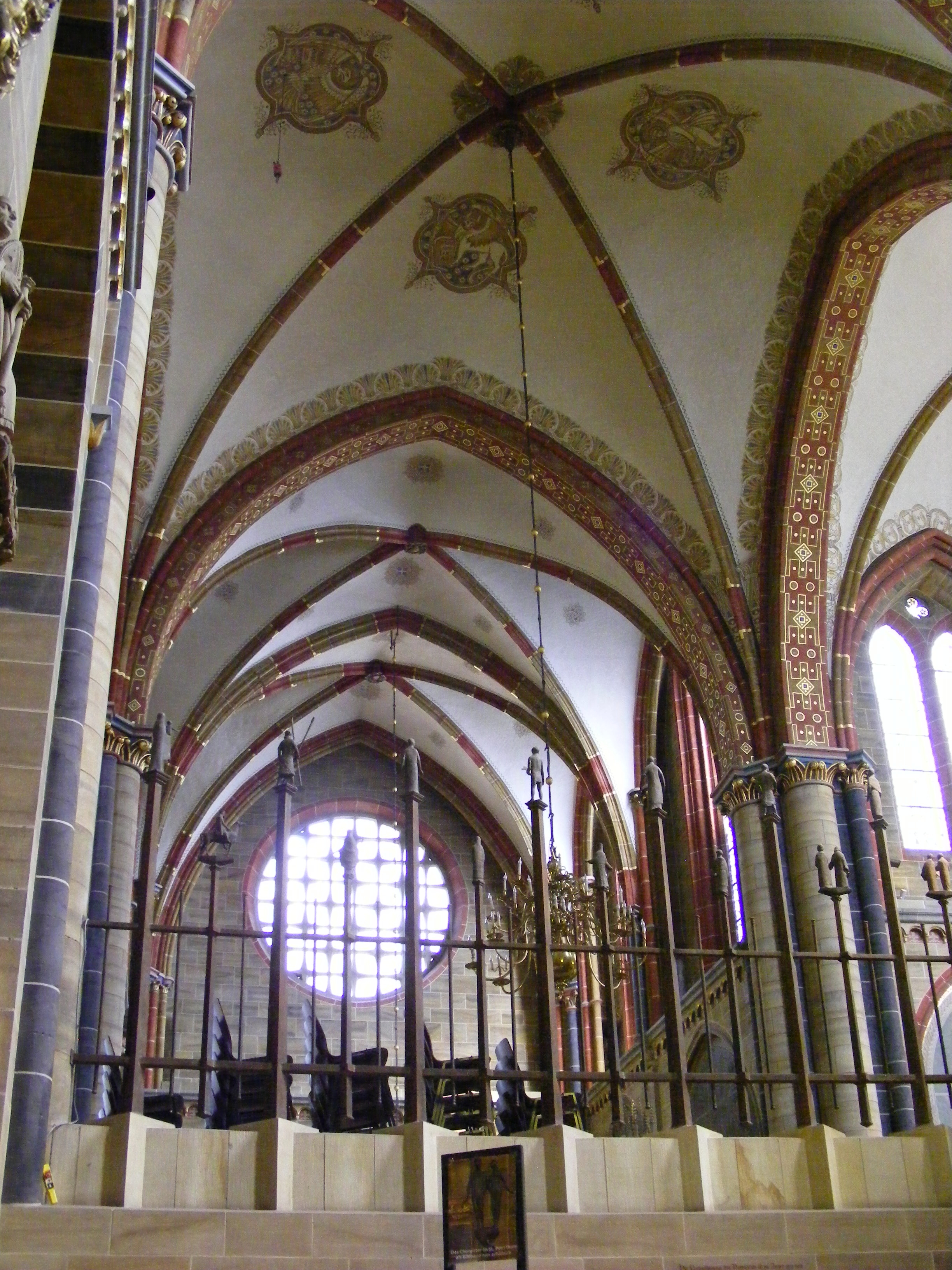
Vierung von Süden: Gewölbe alt, Pfeiler um 1900 ersetzt; unterhalb d. Gitters Ostkrypta
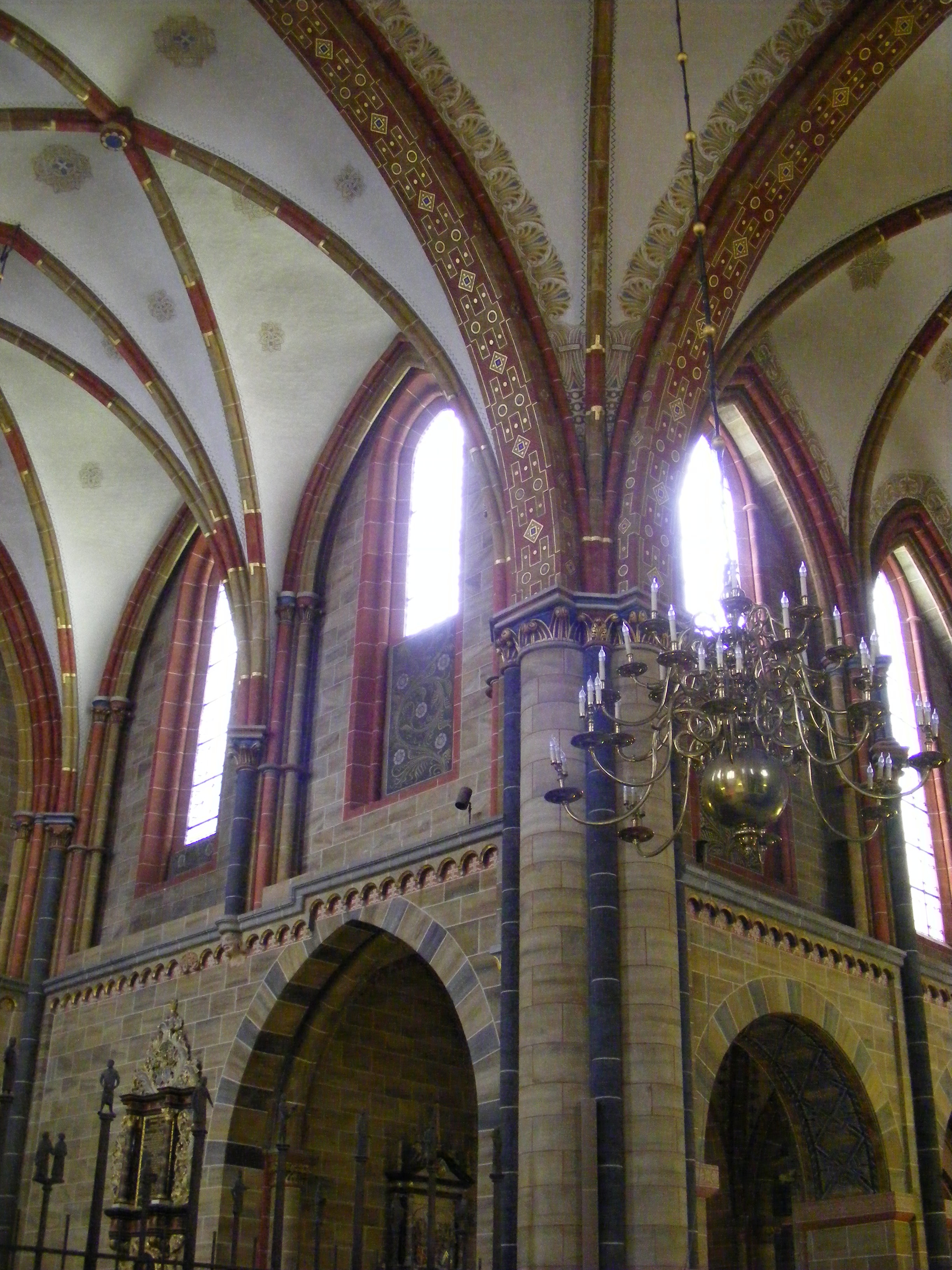
Südwestlicher Vierungspfeiler: links südliches Querschiff, unten Ende des Südschiffs
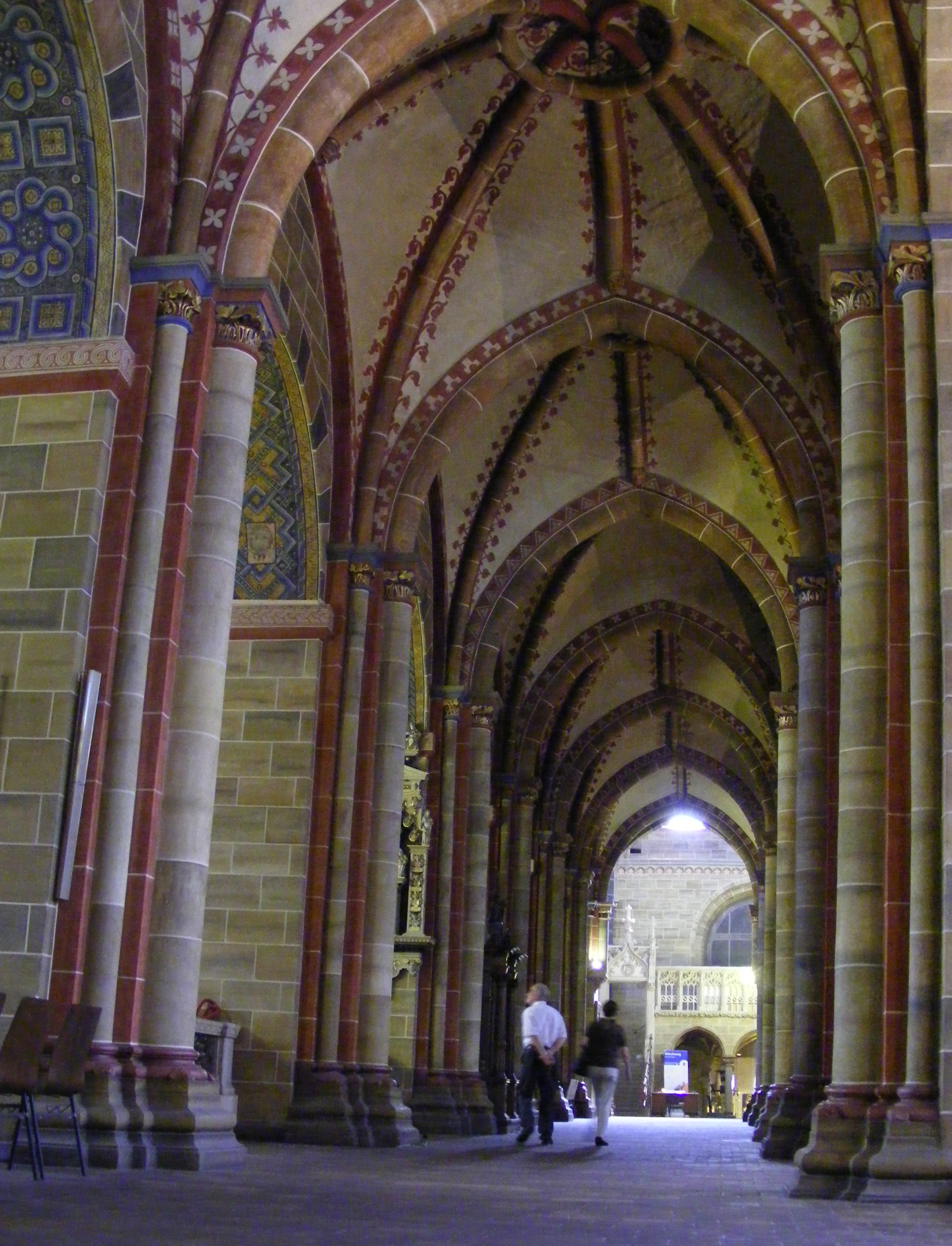
Südliches Seitenschiff ostwärts, vor Mitte des 13. Jh. eingewölbt
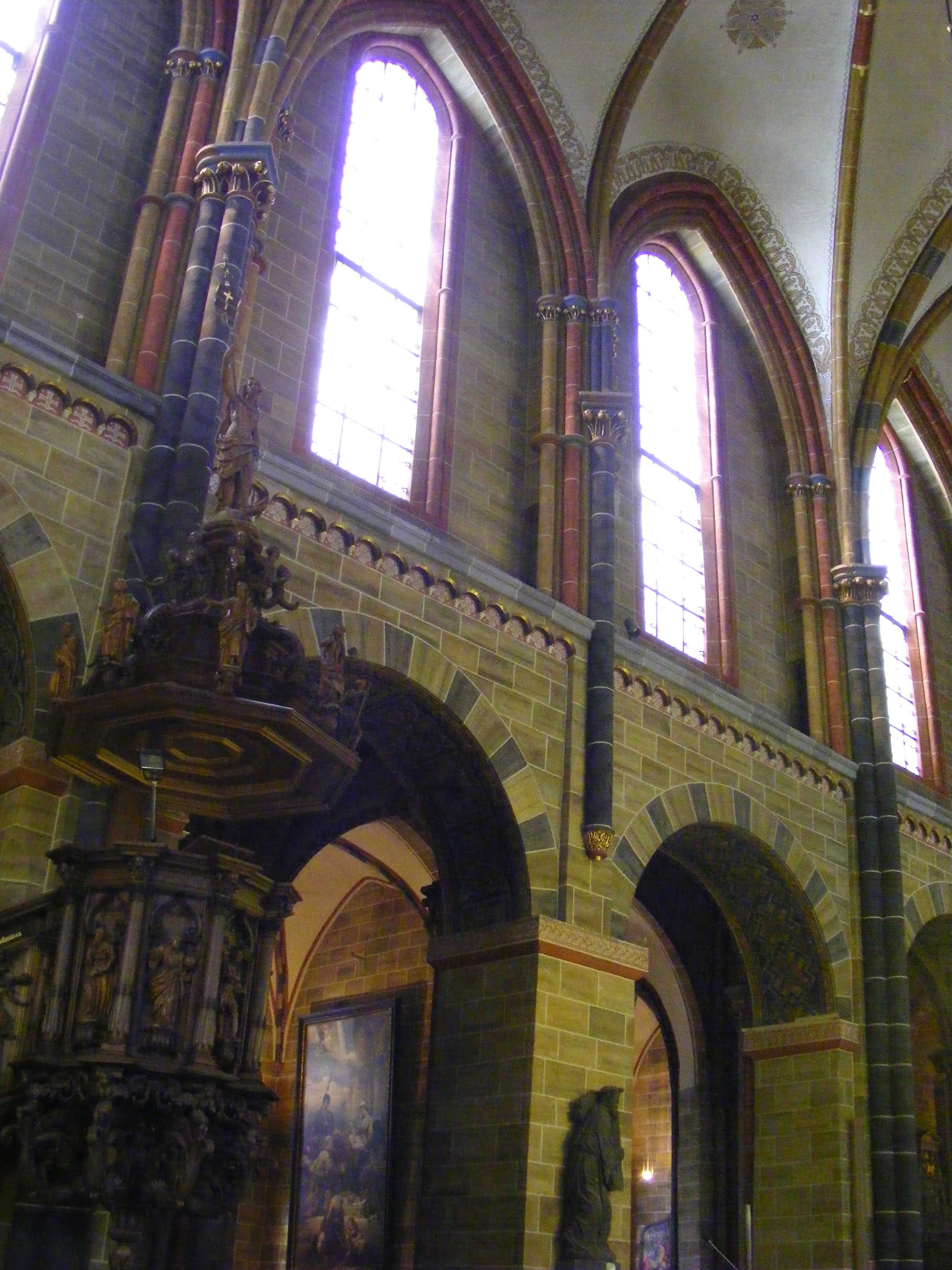
Barocke Kanzel, dahinter südliches Seitenschiff mit Kapellen aus dem 14. Jh.

### Spätgotische Periode

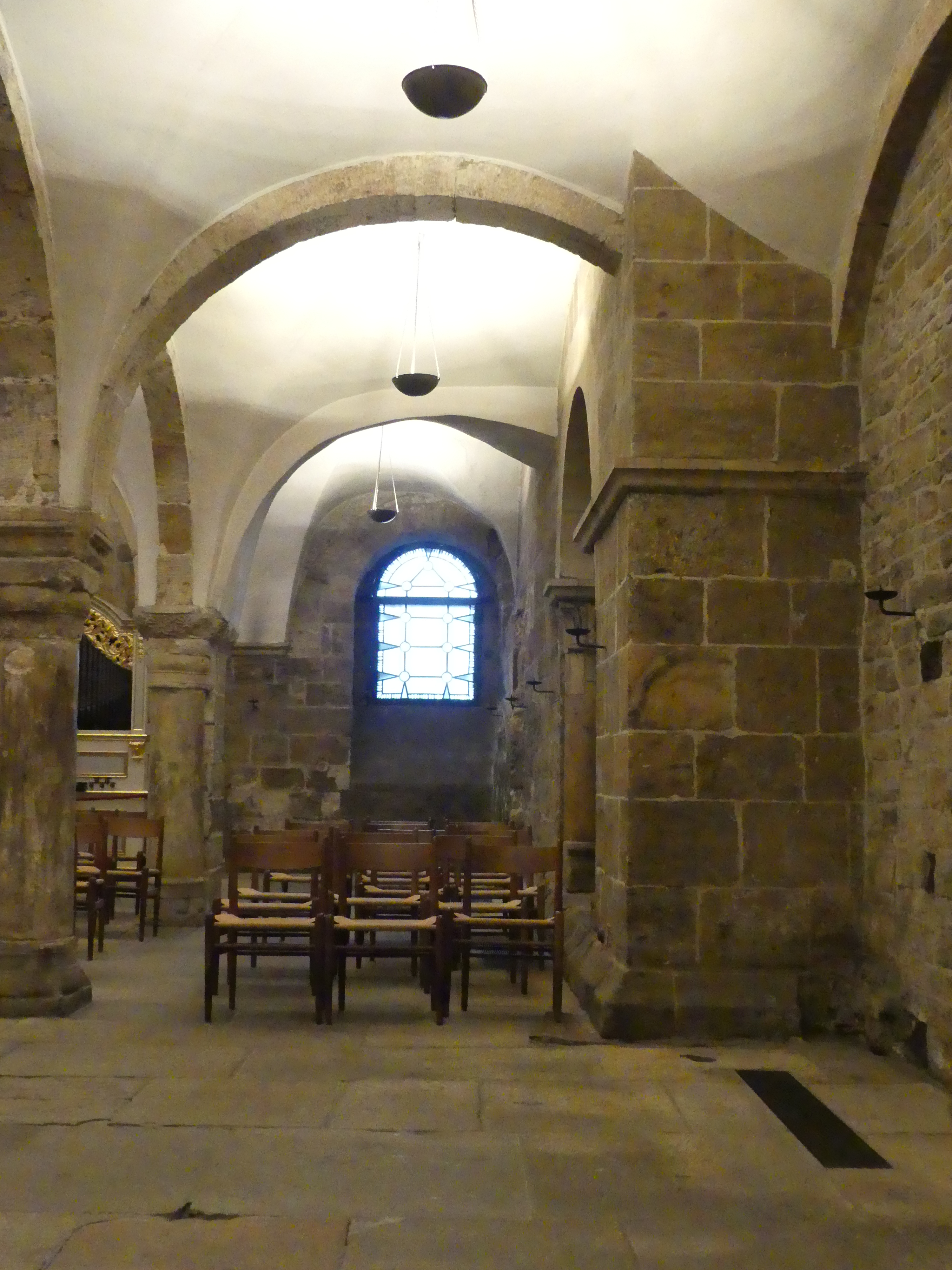
Einengung der Westkrypta durch verbreiterte Grundmauern der Türme

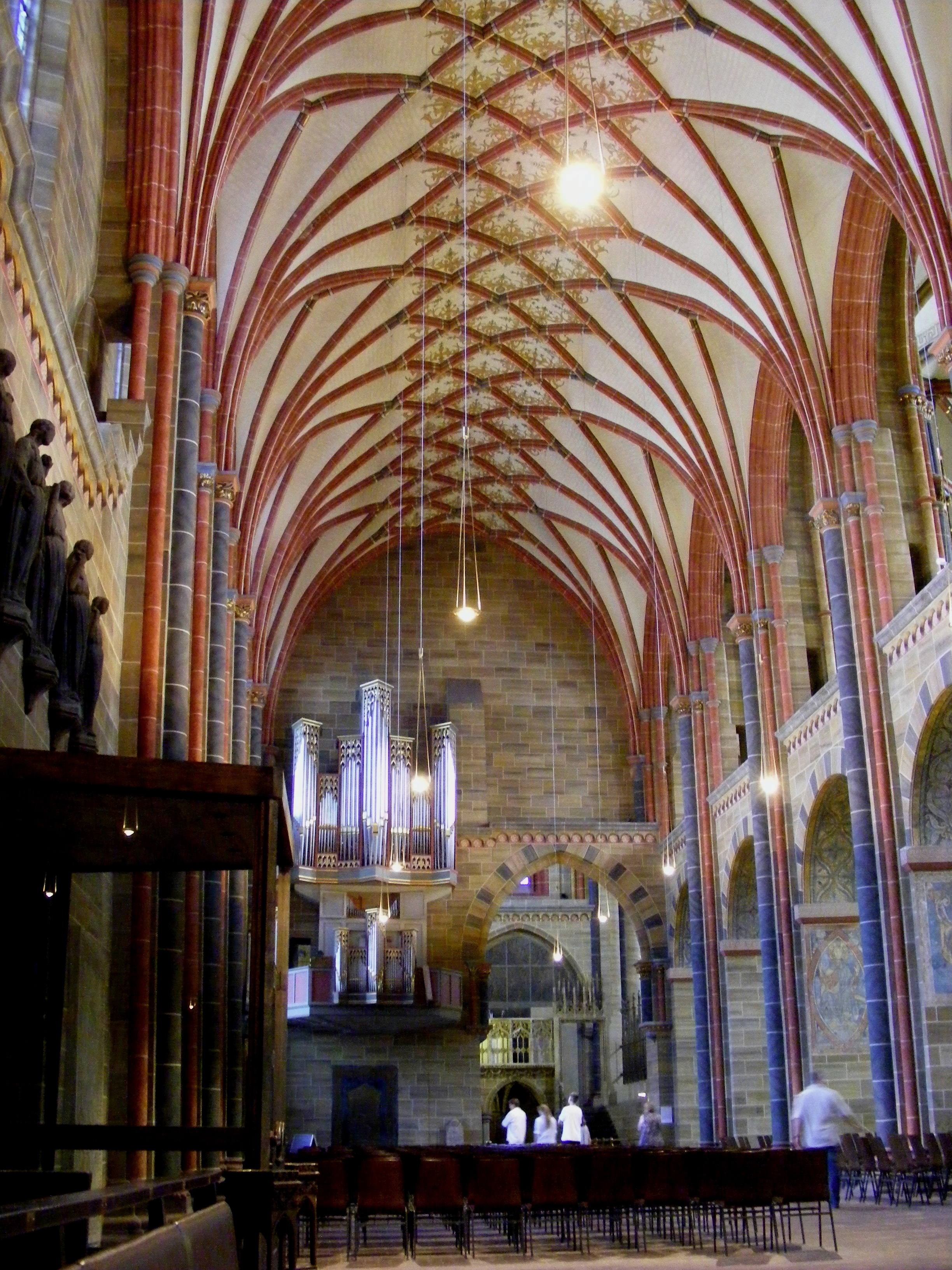
Nördliches Seitenschiff ostwärts, rechts die Arkade zum Mittelschiff

Nachdem die Pfarre für die Marktsiedlung und dann Stadt Bremen schon seit 1020 das St.-Veit-/Liebfrauen-Kirchspiel gewesen war, 1229 in drei Pfarreien aufgeteilt, wurde im 14. Jahrhundert die wenig südlich gelegene St.-Wilhadi-Kirche zur Pfarrkirche für die in der Domfreiheit wohnenden Laien. Damit diente der Dom nur noch den Gottesdiensten (Tagzeiten und Messen) des Erzbischofs und des Domkapitels, sowie für besondere große Zeremonien.
Im 14. und 15. Jahrhundert entstanden mehrere Kapellen an der Südseite der Kirche sowie eine Doppelkapelle an der Nordseite des Ostchores. Im Jahr 1346 erhöhte man den Nordturm um zwei Stockwerke, und er erhielt einen gotischen Helm.
Bei einem Brand des Nordturms 1483 wurde auch das nördliche Seitenschiff stark beschädigt, das bis zu dieser Zeit wohl große Ähnlichkeit mit dem erhaltenen Südschiff hatte.

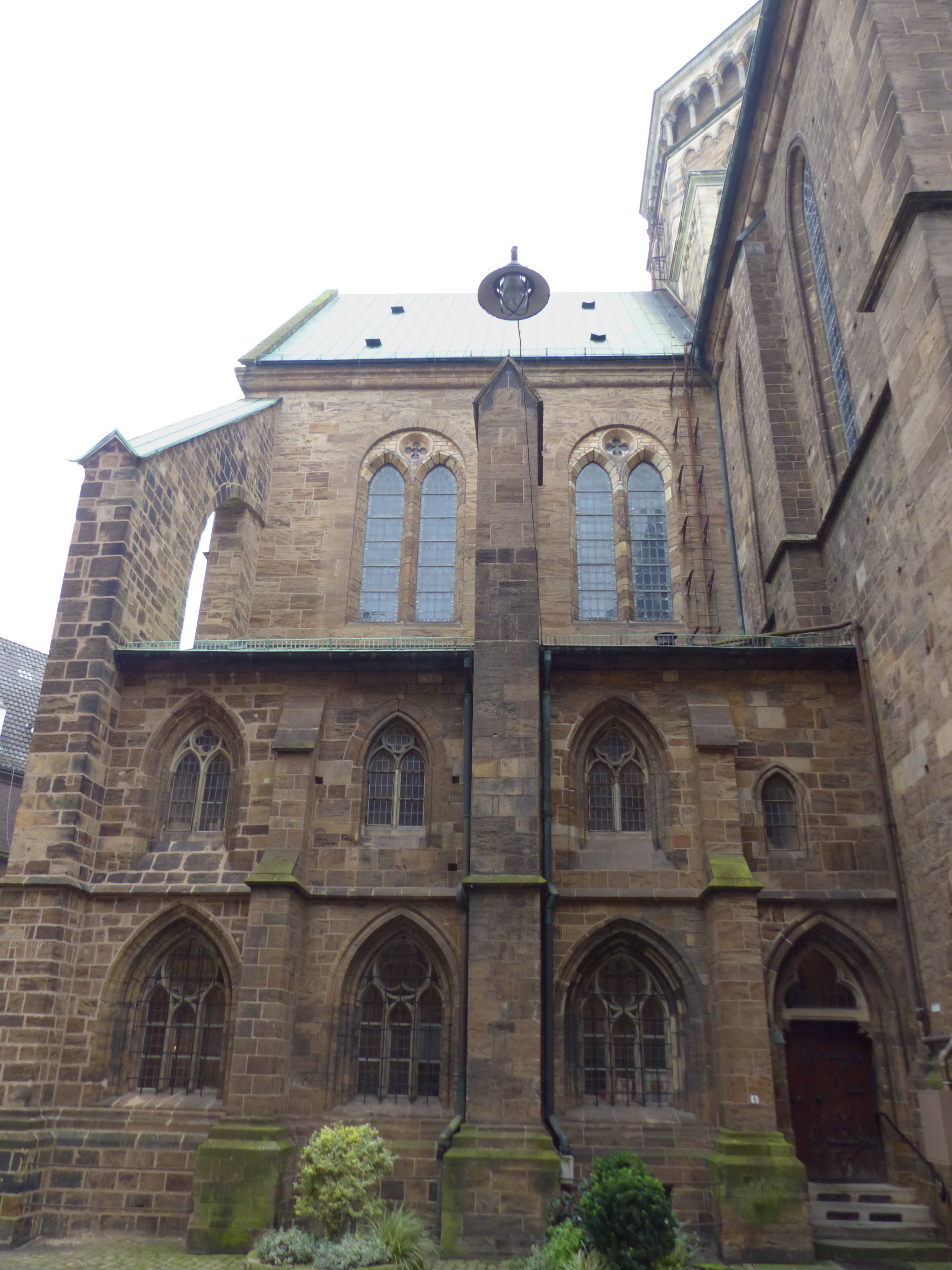
Nordöstliche Kapelle und Chor, Strebebogen an der Mitte des Chores seit 1911; vor 1888 war ein Überfangbogen der Chorobergaden spitz; linkes unteres Kapellenfenster hatte Y-Maßwerk.

In der Amtszeit des Erzbischofs Johann III. Rode von Wale wurde ab 1502 bis 1522 das nördliche Seitenschiff auf die Höhe des Mittelschiffs gebracht und erhielt ein spätgotisches Netzgewölbe, mit Rippen aus speziell geformtem Backstein, sogenannten Formsteinen. Allerdings vermitteln nördliches Schiff und Mittelschiff zusammen nicht den Eindruck einer Halle, weil die Arkade zwischen beiden Schiffen weiterhin in zwei Geschosse geteilt ist, das untere stammt noch von der romanischen Pfeilerbasilika. Dieser Umbau wurde von Cord Poppelken durchgeführt, der auch um 1512 die Westkrypta verkürzte.
Möglicherweise war auch eine Erhöhung des südlichen Seitenschiffs geplant und die umfassende Umgestaltung des Doms zu einer Hallenkirche. Ein weiterer Ausbau kam durch die einsetzende Reformation in Bremen nicht zustande. Den provisorischen Abschluss der Arbeiten verdeutlichten unter anderem die Schleppdächer über dem Nordschiff und über dem Südquerhaus. An dessen West- und Ostseite waren unterhalb der Pultdachgiebel noch die Traufensimse aus der Frühgotik erhalten – die erst mit dem Umbau um 1900 wieder ihren Sinn bekamen.
Stilistisch nicht einzuordnen ist die Verstärkung der Grundmauern der Türme zulasten der Westkrypta, die die westlichen Teile ihrer Seitenschiffe einengt und auf der Nordseite in mehreren Schritten erfolgte. Das Südschiff der Krypta ist in gleicher Weise eingeengt, aber der Südturm wurde einschließlich seiner Fundamente ab 1888 ersetzt.
Erzbischof Rode gab 1511 den Auftrag für den Druck eines Messbuchs, das Missale secundum ritum ecclesie Bremense, das den in der Diözese Bremen gültigen Ritus für die Heilige Messe beschreibt.

### Reformation

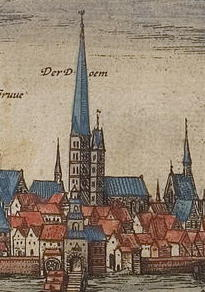
Braun/Hogenberg 1572: Südturm ein Geschoss weniger als Nordturm (Dilich ebenso)

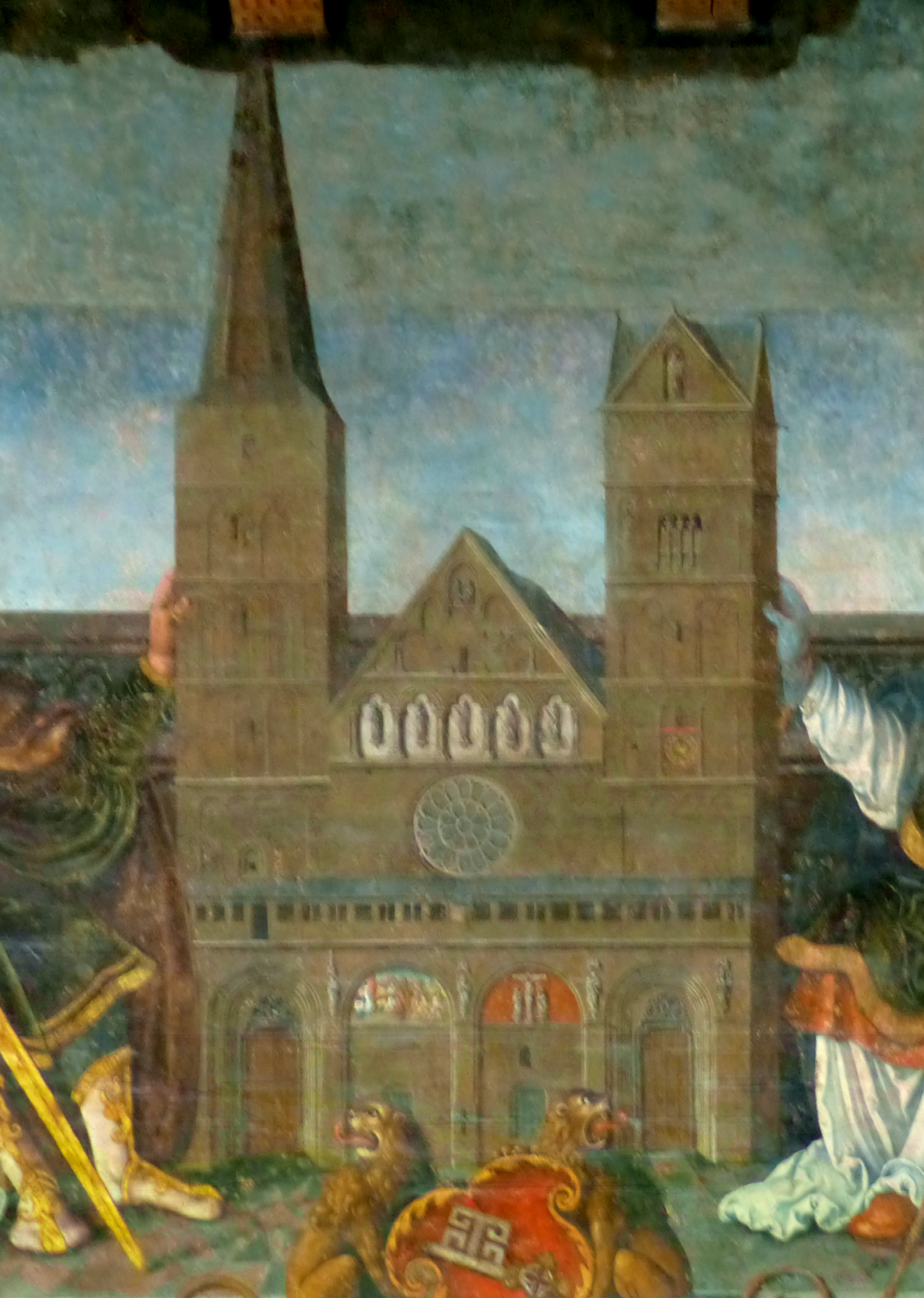
B. Bruyn 1532: (nur) Nordturm ein Geschoss zu niedrig, Südturm mit Kreuzdach, Uhr im Südturm, Jungfrauengalerie im Giebel fälschlich rundbogig, fein gegliederte Rosette, darunter schlichte Holzgalerie

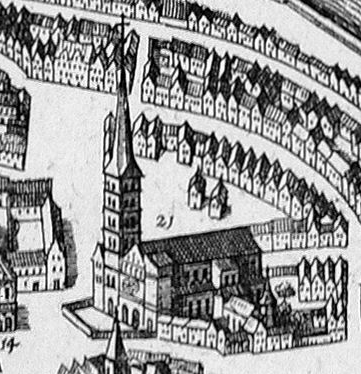
Matthäus Merian zw. 1638 u. 1642: Pultdächer auf südlichem Querhaus und Turmstumpf

Am 9. November 1522 hielt der vertriebene Augustinermönch Heinrich von Zütphen in Bremen die erste reformatorische Predigt in einer Kapelle der St.-Ansgarii-Kirche. Ab 1524 wurden neben den katholischen Priestern auch evangelische Prediger an den Pfarrkirchen eingesetzt. Katholische Messen wurden den Pfarrkirchen in der Stadt 1525, denen im Landgebiet 1527 und den Klöstern 1528 verboten.
1534 wurde die durch Luther genehmigte Bremische Kirchenordnung eingeführt.
Bereits 1532 war der Dom vom Domkapitel geschlossen worden, nachdem am Palmsonntag der Ausschuss der gegen die Dominanz der Großkaufleute aufbegehrenden 104 Männer die Messe unterbrochen und einen lutherischen Gottesdienst erzwungen hatte. Nach 15 Jahren hob das Domkapitel 1547 die Schließung wieder auf und bestimmte auf Vorschlag seines Seniors, des Grafen Christoph von Oldenburg, den aus Overijssel stammenden Albert Rizäus Hardenberg zum Domprediger. Der erwies sich als radikaler Reformierter, was Streitigkeiten zwischen Lutheranern und Anhängern Melanchthons zur Folge hatte. Schließlich verwies man Hardenberg am 18. Februar 1561 der Stadt, und der Dom wurde zum zweiten Mal innerhalb von 29 Jahren für gewöhnliche Gottesdienste geschlossen, diesmal für 76 Jahre. Allerdings wurde er in dieser Zeit hin und wieder zu besonderen Anlässen geöffnet, so zu den Amtseinführungen und anderen Empfängen der Erzbischöfe, wie 1566 für Georg, 1588 für Heinrich von Lauenburg und 1637 für Friedrich II. Auch fanden mehrere Bestattungen statt, von den 28 Epitaphen bzw. Grabplatten im Dom wurden vierzehn in den Jahren der Schließung geschaffen und angebracht.

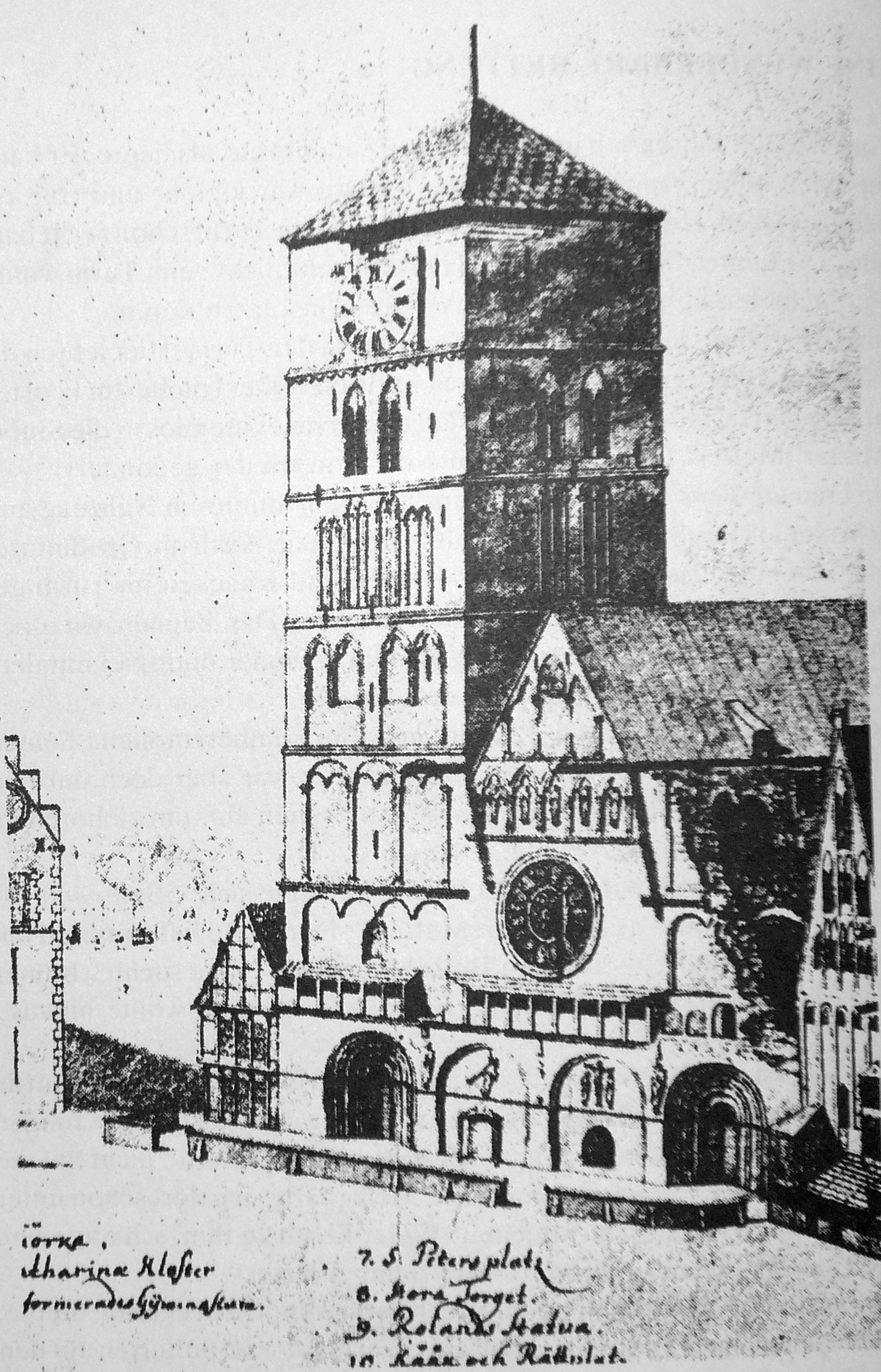
Erik Dahlberg 1695: seit dem Brand von 1656 Nordturm mit Notdach, Südturm vollends eingestürzt; Galerie über den Portalen als hölzerner Balkon

Hardenberg wurde allerdings von der Mehrheit der Bürger, dem Bürgermeister Daniel von Büren (d. J.) sowie einigen Ratsherren unterstützt. Zwar wollte die Ratsmehrheit gegen diese vorgehen, doch eine Bürgerbewegung verteidigte sie im Januar 1562. Dies führte dazu, dass zahlreiche Gegner Hardenbergs die Stadt verließen.
Inzwischen war 1558 Georg von Braunschweig-Wolfenbüttel zum Erzbischof von Bremen und Bischof von Verden gewählt worden. Er zeigte sich der Reformation aufgeschlossen und führte im Bistum Verden die lutherische Bremer Kirchenordnung ein. Ab 1566 wurden vom Bremer Domkapitel lutherische Erzbischöfe gewählt, von der römischen Kirche natürlich nicht anerkannt und daher oft als Administratoren bezeichnet. Die Streitigkeiten in der Stadt konnten im Februar 1568 gelöst werden, und die Mehrzahl der Hardenberg-Gegner kehrte zurück.
1581 schloss sich Bremen in der sogenannten „zweiten Reformation“ der theologischen Richtung Philipp Melanchtons an, die zwar weniger rigide als die Lehre Calvins war, aber dennoch die Stadt ins reformierte Lager führte und damit von ihrem Umland isolierte. Vierzehn Jahre später erhielt die Stadt eine neue Kirchenordnung nach der deutsch-reformierten Form (Consensus Bremensis), und um 1600 wurde der Heidelberger Katechismus eingeführt.
Der Dom sowie zahlreiche Liegenschaften und Einwohner im Dombezirk unterstanden jedoch nicht der Stadt, sondern der Hoheit des Erzstifts und blieben damit lutherisch.

### Turmkatastrophen

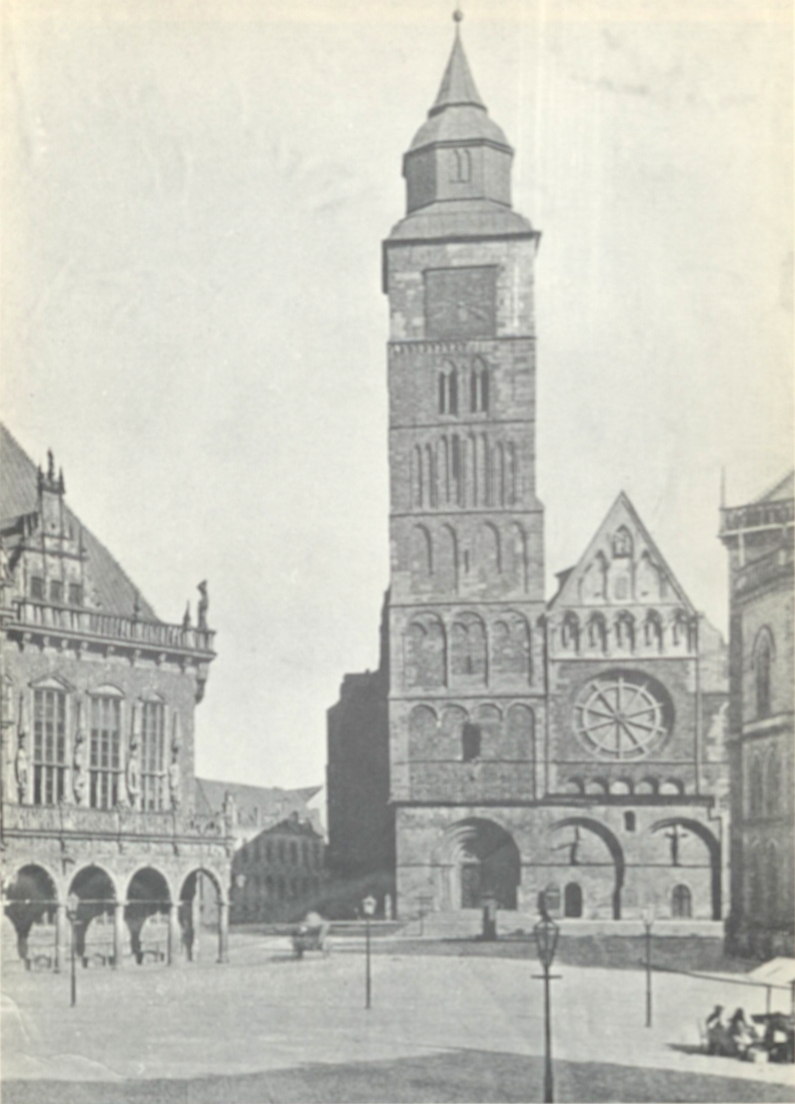
Vor Juni 1880: Nordturm mit Welscher Haube, Turmuhr in Vollgeschoss, Etagen darunter mit schlanken Blendarkaden und schlitzförmigen Fenstern

Der Südturm des Doms trug auf seinen vier Giebeln zwar keinen spitzen Helm, sondern nur ein Kreuzdach, aber darunter hingen acht Glocken. Schon seit längerem rissig, kollabierte er am 27. Januar 1638 und begrub dabei zwei an ihn angebaute kleine Häuser unter sich. Bei diesem Unglück starben acht Menschen.
Der Ratsschreiber Metje, der im Augenblick des Einsturzes aus dem Rathaus auf den Marktplatz trat, beschrieb das Ereignis später mit den Worten:

„Und wie ich aus der Tür komme, da höre ich doch ein Poltern und Brechen, als ob einer tausend Holzstangen auf einmal durchbricht. Da gucke ich gleich zum Turm hoch, und ich denke, mir bleibt das Herz stehen! Ein langer Riss von oben bis unten, und wie ich da noch hinsehe, wird der immer breiter und breiter, und das Dach verschwindet im Turm – ja, und dann brechen auch schon die Mauern herunter! Ein Krach war das, ich dachte, der ganze Dom bricht zusammen!“

Die Stadtansicht von Merian zeigt den Turmstumpf provisorisch verkleidet und mit einem Pultdach etwa in Höhe des Mittelschiffsdaches gedeckt.
Noch im selben Jahr wurde der Dom auf Anordnung des lutherischen Erzbischofs Friedrich III. Prinz von Dänemark wieder geöffnet. Er diente seither als Predigtkirche der lutherischen Gemeinde innerhalb der Bremer Stadtmauern und erhielt noch im gleichen Jahr am 11. November eine Diakonie. Im Zusammenhang mit der Wiedereröffnung wurde noch unter der Verwaltung des Domstifts durch den Sekretär Andreas von Mandelsloh, der von 1621 bis 1654 amtierte ein Gestühl für die Gläubigen beschafft.
Wie schon vor der Reformation, wurde die Unterhaltung des Bauwerks weiterhin aus den Einnahmen finanziert, die mit dem noch von der mittelalterlichen Domfabrik stammende Vermögen erwirtschaftet wurden. Während Schäden an den Dächern sorgfältig repariert wurden, reichten die Mittel nicht aus, um der Verwitterung der Außenseiten des Mauerwerks entgegenzutreten.
1648 wurde das Erzstift Bremen säkularisiert und ging als Herzogtum Bremen an Schweden. Acht Jahre danach erlitt der Dom weitere schwere Schäden: Am 4. Februar 1656 brannte der Nordturm nach einem Blitzeinschlag aus. Auch das Dach des Mittelschiffes wurde von dem Brand zerstört. Der Stumpf des Südturms stand nun nach oben offen. Der Nordturm erhielt bei seiner raschen Reparatur zuerst eine flache Abdeckung, dann binnen fünf Jahren ein gering geneigtes Pyramidendach.

### Größte Predigtkirche Bremens
Die Domgemeinde, die die Unterhaltung des Bauwerks zu tragen hatte, bestand aus den in den Mauern Bremens wohnenden Lutheranern. Sie war offiziell keine Pfarrgemeinde, wuchs aber durch demografische Verschiebungen aus einer kleinen Minderheit bis Ende des 18. Jahrhunderts zur größten Kirchengemeinde in Bremen an und gehörte zur 1651 errichteten Generaldiözese Bremen-Verden. Um der zunehmenden Zahl von Gottesdienstbesuchern Platz zu bieten, wurden mehrere Emporen eingebaut. Zwischen 1694 und 1696 bekam die Kirche einen barocken Hauptaltar mit Baldachin nach dem Vorbild des Papstaltars der römischen Peterskirche und Versen aus Paulus’ 1. Korintherbrief, mit denen die lutherische Position des schwedischen Herzogtums Bremen-Verden betont wurde. Im selben Zeitraum, zwischen 1693 und 1698, erhielt der Dom eines der wertvollsten Ausstattungsstücke seiner Geschichte, die Arp-Schnitger-Orgel.
1715 übertrug Schweden die Rechte am Bremer Dom an das kur-hannoversche Konsistorium in Stade. Unter dessen Verwaltung erhielt der Nordturm 1767 eine Welsche Haube aus Kupferblech. Sie ersetzte das seit dem 111 Jahre zurückliegenden Brand den Turm deckende schlichte Pyramidendach, wurde von der Bremer Bevölkerung allerdings mehrheitlich als unpassend für den Turm angesehen.
Wohl etwa in derselben Zeit wurde das mittelalterliche Rosenfenster durch ein schlichteres ersetzt, nachdem eindringender Regen die Orgel gefährdet hatte.

### Dom wird stadtbremisch
Gemäß dem Reichsdeputationshauptschluss von 1803 fiel das Domgebiet der Stadt Bremen zu und wurde eingegliedert. Dem Dom fehlte immer noch der Pfarreistatus, aber 1810 wurde die Domgemeinde in einem Vertrag zwischen lutherischen Repräsentanten und dem Rat offiziell als lutherische Pfarrgemeinde der Stadt Bremen gegründet und Johann David Nicolai als Pastor primarius approbiert. Sie erhielt auch einen großen Teil des Domvermögens wieder, aus dessen Einnahmen die Unterhaltung der Domkirche finanziert wurde. Städtische Zuschüsse für die alsbald beginnenden Baumaßnahmen gab es zunächst nicht. Nach dem wirtschaftlichen Engpass der napoleonischen Zeit hatte zunächst der Umbau des ebenfalls baufälligen erzbischöflichen Palatiums zum (für die Zeit) modernen Verwaltungsgebäude, dem Stadthaus, Priorität. Dann beanspruchten Infrastrukturmaßnahmen für Bremens Position als Hochseehafen alle Mittel der Freien Hansestadt. So gab die Stadt kein Geld für den Dom aus.
Schon 1817 wurden auf einen Ratsbeschluss hin mehrere an die Nordwand gebaute kleine Häuser entfernt und aus Mitteln des Doms die nun wieder freiliegende Wand ausgebessert. Nach 1817 wurde das Brautportal erneuert, in Anlehnung an die Westportale mit rundbogigem „romanischem“ Gewände, aber einem Oberlicht mit „spätgotischem“ Maßwerk. Die Langhausfenster der oberen Zone erhielten neue Gewände und ihr Y-Maßwerk wurde durch Flamboyantstilformen ersetzt. Inneren fanden ab 1822 umfangreiche Renovierungs- und Verschönerungsarbeiten statt, finanziert durch Spenden. Unter anderem erhielt der Dom 1839/40 einen neugotischen Hauptaltar und 1853 zum ersten Mal seit der Reformation eine farbige Verglasung. Zuvor war das Maßwerk der dem Kreuzgang zugewandten Kapellen ersetzt worden. Auch das Gewölbe des Nordschiffs und das Schleppdach darüber wurden gründlich saniert. Das äußere Erscheinungsbild bestimmten noch neun Jahrzehnte des 19. Jahrhunderts der Nordturm mit Welscher Haube und der zusammengebrochene Südturm.

### Runderneuerung 1888–1901

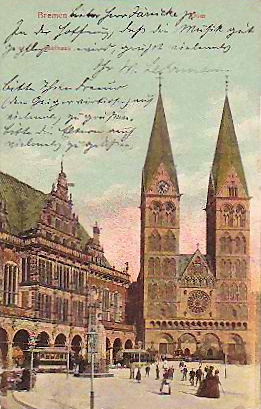
Ansichtskarte um 1908: Westfassade des Doms mit den 1896 fertiggestellten Türmen; links Rathaus und Roland

Erst in den 1880er-Jahren entwickelte man Pläne für eine radikale Sanierung des Doms. Getragen wurde dieses Projekt – wenigstens offiziell – allein von der Domgemeinde, vertreten durch ihren Convent (als großes Kollegialorgan) und ihre Bauherren. Treibende Kraft war der Bauherr und erfolgreiche Unternehmer Franz Ernst Schütte. Für die Konzeption wurde ein Architektenwettbewerb ausgeschrieben. Deren Gewinner Max Salzmann wurde von der Kirchengemeinde als Dombaumeister angestellt. Er nahm in seinen Entwurf auch einzelne Ideen anderer Konkurrenten auf und leitete die Abbruch- und Baumaßnahmen bis zu seinem Tode 1897.
Sein Nachfolger wurde Ernst Ehrhardt, der den Umbau 1901 abschloss und 1911 nachbesserte.
Man orientierte sich grundsätzlich am mittelalterlichen Zustand, aber da die mittelalterlichen Baumaßnahmen mit einem Provisorium beendet worden waren, gehörten historistische Verschönerungen zum Projekt.
Die markanteste Baumaßnahme betraf die Westtürme, die zum ersten Mal seit mindestens 500 Jahren symmetrisch gestaltet wurden. Der Stumpf des Südturms wurde völlig abgetragen, vom Nordturm trug man mehr ab, als zunächst beabsichtigt. Entgegen der 2007 von Prof. Hoffmann veröffentlichten Darstellung, „Die Abbrüche umfassten am Ende außer dem Südturm und dem Nordturm, der bis auf die Höhe des dritten Obergeschosses abgetragen wurde, auch den Mittelgiebel …,“ referierte Max Salzmann persönlich 1896 auf der XII. Wanderversammlung
des Verbandes Deutscher Architekten- und Ingenieur-Vereine: „Nach dem Bauprogramm sollte der Südthurm von Grund auf, der Nordthurm nur in den Obergeschossen neu hergestellt werden. Der bauliche Zustand zeigte sich aber bei genauer Untersuchung als zu mangelhaft und so, dass man den Nordthurm bis auf das Untergeschoss abbrechen, … musste.“
Der Südturm war schon vor Beginn der Arbeiten am Nordturm einschließlich der Fundamente abgetragen worden und wurde großenteils errichtet, während der Nordturm noch untersucht wurde. Sein Grundstein wurde 1889 gelegt, und nur vier Jahre später waren beide Türme vollendet.
Beim Aufmauern bemühte Salzmann sich, neue Verblendsteine aus denselben Orten (Porta Westfalica und Obernkirchen) zu verwenden wie im Mittelalter. Daher lässt sich mit chemisch-physikalischen Untersuchungen nicht ermitteln, ob und wie viel mittelalterliches Material bei der Quaderverblendung wiederverwendet wurde. Die Gestaltung der unteren vier Geschosse beider Türme gleicht nun weitgehend der 1888 am Nordturm vorgefundenen, die Obergeschosse sind mit flachen Blenden gegliedert, am ersten und zweiten rundbogig, am dritten spitzbogig. Die vierten Obergeschosse sind neu gestaltet, aber in der eher flächigen Art von Blendengliederung, die am Nordturm vorgefunden und für den Südturm bildlich überliefert ist (vgl. Wandgemälde in der Oberen Rathaushalle). Die obersten Vollgeschosse und die Giebeldreiecke erhielten jedoch Formen des Rheinischen Übergangsstils mit größeren und plastischer umrahmten Fenstern, passen damit allerdings erstaunlich gut zu Bögen und Säulen der zweigeschossigen Skulpturengalerie im Giebeldreieck. Abgesehen von den obersten Turmgeschossen lassen sich diese Maßnahmen als Behebung von Verlusten und Vollendung mittelalterlicher Konzepte rechtfertigen.
Die Galerie über dem Eingangsgeschoss, im 16. Jahrhundert aus Holz vor Blendarkaden, wurde nun als steinerne Arkade ausgeführt. Die Rosette, die früher an oder gar unter der Oberkante des Dachs der Galerie begonnen hatte, wurde höher gesetzt, so dass das Rosettengeschoss und die darüber liegenden Geschosse der Mittelschiffsfassade jetzt zu den Turmgeschossen etwas höher liegen als vor der Rekonstruktion. Das Rosettenfenster ist jetzt prächtiger gestaltet als im 19. Jahrhundert, ohne den Darstellungen aus dem 16. und 17. Jahrhundert genau zu folgen; der Außenteil ist samt den Kleeblattbögen unter der Felge an der Westrose der Kathedrale Notre-Dame in Paris orientiert. Der Innenteil, in Paris und auf dem Gemälde im Bremer Rathaus wiederum ein Speichenrad, ist in der heutigen Bremer Westrose nur eine gelappte Rundscheibe.
Während die Westfassade aus Bauteilen besteht, die dem Original nahekommen, ist der Vierungsturm als willkürliche neuromanische Zutat zu werten. Er zeigt Anklänge an die beiden original mittelalterlichen Mitteltürme des Wormser Doms. Er erforderte erheblichen Aufwand, da man für ihn die Vierungspfeiler unschön ersetzen musste – unter Erhaltung des von ihnen getragenen mittelalterlichen Gewölbes. Das neugotische Brautportal ersetzte kein mittelalterliches, sondern ein neoromanisches, s. o.
Das westlichste Joch über der Westempore, ein spitzbogiges stark gebustes Kreuzgratgewölbe, wurde von Salzmann zur Hälfte abgetragen und neu gemauert. Das zweite Joch, ein vierteiliges domikales Bandrippengewölbe ist original erhalten. In seiner nördlichen Schildwand fand Ehrhardt Reste eines Rundbogens, dessen Mittelpunkt unterhalb der Kapitelle der Gewölbepfeiler lag.
Im Innern des Kirchenraums wurden die Gemeindeemporen entfernt und die seitlichen Chorschranken, an die sich die hinteren Reihen des 1822 entfernten Chorgestühls gelehnt hatten. Alle Innenwände waren seit annähernd zwei Jahrhunderten immer wieder weiß gekalkt worden. Bei der Sanierung wurden an zahlreichen Stellen Reste farbiger mittelalterlicher Bemalung gefunden. Die neue Wandbemalung Schapers war von byzantinischen Vorbildern beeinflusst. Sie wurde im Wesentlichen bis heute beibehalten. Die im Zweiten Weltkrieg zerstörten Glasfenster mit Darstellungen wichtiger Szenen der Reformation hatte der Frankfurter Künstler Alexander Linnemann geschaffen.

### 20. Jahrhundert

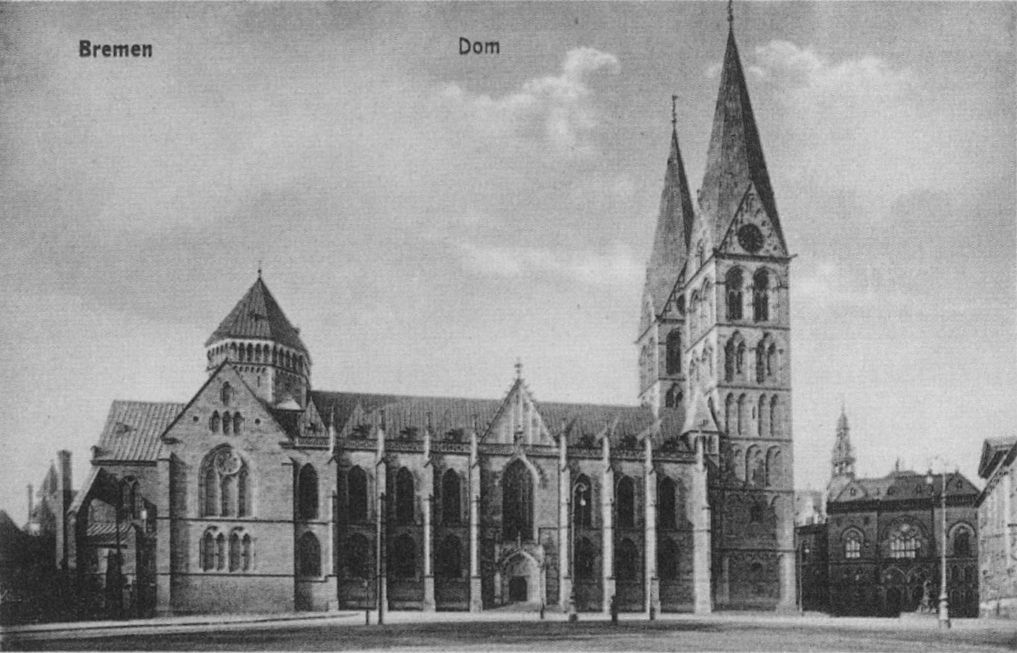
Nordseite kurz nach d. Erneuerung, Chor noch ohne mittleren Strebebogen

Schon bald nach Abschluss der großen Renovierung zeigte sich, dass der Vierungsturm die Statik gefährdete. Zu beiden Seiten des Chors wurden zwischen den Fenstern zusätzliche Strebebögen gebaut. Auch die Ostwand wurde stabilisiert und erhielt dabei erst ihre heutige Verblendung.
Anfang 1915 zerstörte ein Großfeuer die Glocke und andere Teile und Nachfolgebauten des Domklosters. Der Kreuzgang überstand das Feuer, wurde aber beim Bau des heutigen Glocke-Gebäudes 1925 abgerissen.
Im Zweiten Weltkrieg wurde der Dom 1943 bei einem Luftangriff auf Bremen von Brandbomben getroffen. Die Schäden hielten sich zunächst in Grenzen; lediglich die Scheiben des Südschiffes gingen zu Bruch. Im darauffolgenden Kriegsjahr erlitt die Kirche weitere Bombentreffer. Im März des Jahres 1945 explodierte an der Nordseite des Doms eine Sprengbombe. Infolgedessen stürzten im Nordschiff Teile des Gewölbes ein. Das gesamte Gebäude galt als einsturzgefährdet. Einige Trümmersteine dieses Angriffs liegen noch immer als Mahnmal im Dom. Bereits unmittelbar nach Beendigung des Krieges begann 1946 die Restaurierung des Dachstuhls des Nordschiffes; bis 1950 war das zerstörte Gewölbe wiederhergestellt. Dabei hatte man eine besonders leichte Backsteinsorte verwendet.
Von 1973 bis 1984 fanden unter der Leitung des Landesarchäologen umfangreiche archäologische Grabungen im und am Dom statt (1973 im Mittel- und im Südschiff, 1979 im Nordschiff, 1983 in der Ostkrypta und 1984 im Bleikeller).
Zusätzlich zu den vielbeachteten Bischofsgräbern und karolingischen Kirchengrundrissen gab es auch eine nicht unbedeutende Erkenntnis zur weiteren Baugeschichte: Von der Nordwand des von Bezelin initiierten frühromanischen Baus, die knapp nördlich des Anschlussbogens des Nordseitenschiffs am Querhaus beginnend, parallel zu den Arkaden des Mittelschiffs verlaufen sein muss, wurden trotz mehrerer Suchgräben keine Fundamentreste gefunden, außer einem großen Fragment kurz vor der Westwand dieses Seitenschiffs, westlich über das untersuchte Areal hinausreichend. Beim spätgotischen Umbau ist also diese Nordwand bzw. die (analog zur Südseite des Doms vermutet) an ihre Stelle getretene Arkade (Anschluss hochgotischer Seitenkapellen) nicht nur oberirdische abgetragen, sondern tiefgründig ausgeräumt worden. Anders als bei der Untersuchung der karolingischen Grundrisse hat Karl Heinz Brandt hier jedoch keinen Fundmentgraben dokumentiert. Allerdings fand die Untersuchung des Nordschiffs unter Zeitdruck statt, weil vorher eine ausgedehnte Notgrabung in einem Erschließungsgebiet durchzuführen gewesen war.
Geborgene Bekleidungsteile wurden zur fachgerechten Behandlung und Untersuchung an die schwedische Denkmalbehörde in Stockholm gesandt und später, ebenso wie Kunstgegenstände, zwischen Dommuseum und Focke-Museum aufgeteilt. Anthropologische Untersuchungen der Bestatteten fanden in Göttingen und Mainz statt. Zusätzlich zu den Grabungen fanden Instandhaltungsarbeiten statt, die sowohl Schäden an Fundamenten und Mauern beheben als auch die innere Ausstattung gegenüber den Veränderungen des 19. Jahrhunderts an den Zustand im Mittelalter annähern sollten.

## Architektur
Der Bremer Dom ist insgesamt etwa 93 m lang. Die Höhe der Westtürme liegt knapp darunter.

### Kirchenschiff

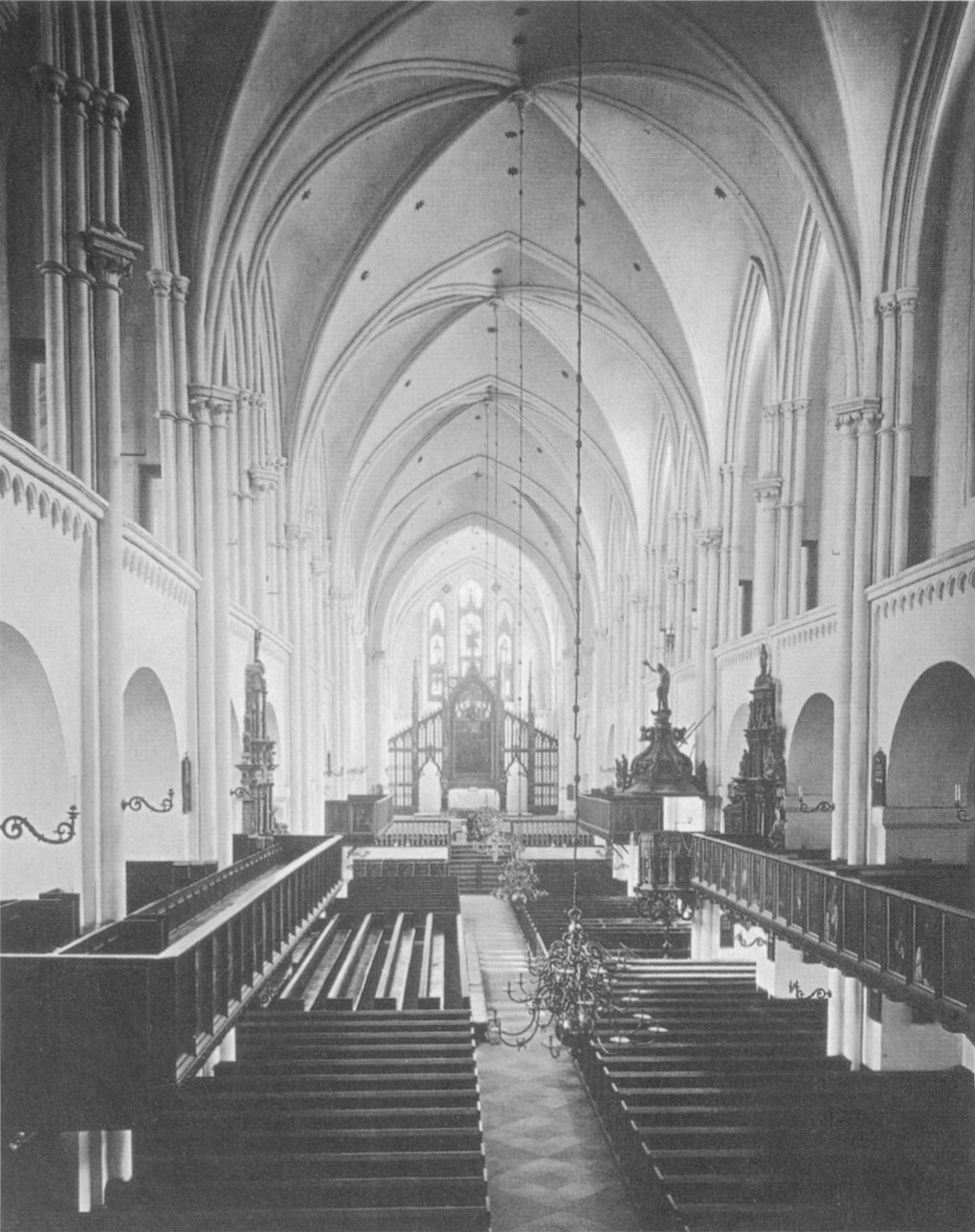
Mittelschiff 1876 mit nach der Reformation eingebauten Emporen und neugotischem Hauptaltar von 1839/40, Foto Louis Koch

Der Dom hat zwar Hauptschiff, Seitenschiffe und Querschiff einer Kreuzbasilika, jedoch ragt das Querschiff seitlich nicht mehr über das Langhaus hinaus. Bevor den Seitenschiffen in der Hochgotik Kapellenzeilen angefügt wurden, dürfte der Grundriss kreuzförmig gewesen sein. Seit dem provisorisch abgeschlossenen spätgotischen Umbau war das Querschiff ebenso wie das spätgotisch erhöhte nördliche Seitenschiff ungewöhnlicherweise nur mit Pultdächern gedeckt. Die Traufensimse des Querhauses bestanden auch in der Zeit der Pultdächer und verdeutlichen, dass das Querhaus vorher mit großer Wahrscheinlichkeit quer zum Mittelschiff ausgerichtete Dächer hatte. Erst seit dem Umbau um 1900 hat der Bremer Dom einen Vierungsturm. Dass das Hauptschiff an beiden Enden je einen Chor hat, ist in der deutschen Ausprägung der Romanik nicht selten. Dass es unter beiden Chören je eine Hallenkrypta gibt, ist eine Besonderheit. Die Ostkrypta erstreckt sich unter dem Chor und der Vierung. Der erhöhte Bereich darüber gehört funktionell zum Chor, bei Kathedralen mit aus romanischer Zeit übernommenem Grundriss nicht ungewöhnlich (z. B. Brandenburg, Paderborn, Straßburg). Seitliche Mauern von der Höhe der romanischen Pfeilerarkaden trennten ihn bis weit ins 19. Jahrhundert von den Querschiffsarmen. Hier unter der Vierung stand beiderseits in zwei Reihen das Chorgestühl, wobei sich die hintere Reihe jeweils an die Mauer lehnte.

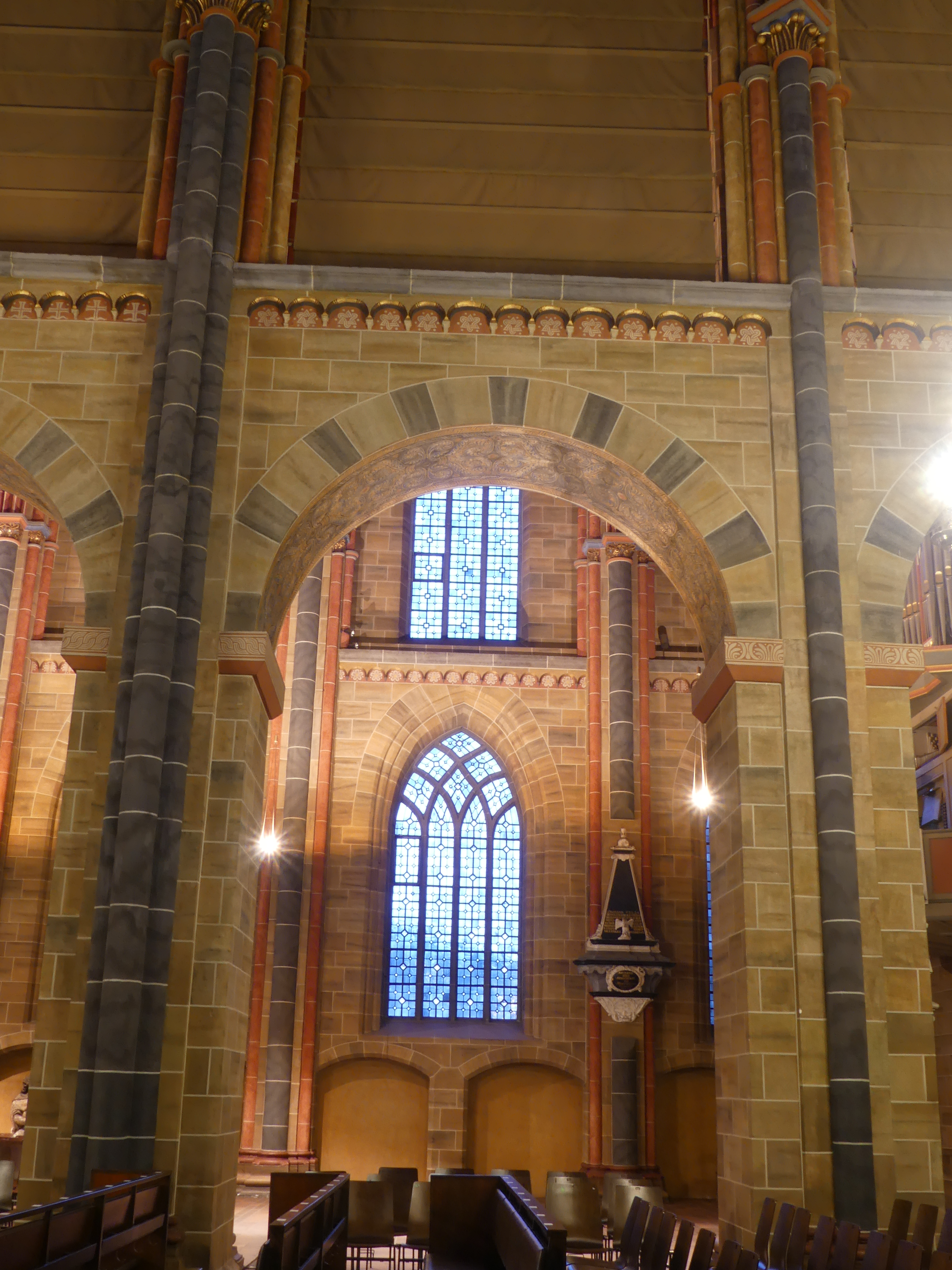
Arkade mit Vorlagen, Lisenen und Bogenfries, Nordwand ebenfalls mit Bogenfries

Obwohl alle Teile des Kirchenraums spitzbogig eingewölbt wurden und die Höhe des nördlichen Seitenschiffs Anfang des 16. Jahrhunderts der von Mittel- und Querschiff angeglichen wurde, ist das Mittelschiff noch beidseits von den niedrigen rundbogigen Arkaden der Pfeilerbasilika des 11. Jahrhunderts begrenzt. Deren Schmuck mit Rundbogenfriesen und Lisenen, passt zwar optisch zu den alten Arkaden, wurde aber tatsächlich erst mit der frühgotischen Einwölbung angelegt; die Breiten der Lisenen berücksichtigen die Anzahl der Gewölbevorlagen. Auf der Nordseite des Mittelschiffs wurde der Obergaden im 16. Jahrhundert durch gotische Arkaden ersetzt. Die Südseite blieb basilikal. Sie erhielt gotische Gewölbe und Spitzbogenfenster sowie außen Strebebögen vor jedem zweiten Gewölbepfeiler. Durch die sechsteiligen Doppeljoche der Mittelschiffsgewölbe tragen die so gestützten Gewölbeecken drei Viertel der Last und des Seitenschubs, die anderen nur ein Viertel. Die Pfeiler der Strebebögen gehen heute mitten aus dem Schleppdach unterhalb des Obergadens hervor; ihre unteren Teile sind in den Trennwänden der angebauten hochgotischen Kapellenreihe verschwunden. Zwischen Arkade und Obergaden gibt es kein Triforiumsgeschoss; dieses Geschoss wird gerne als essenziell für gotische Basiliken angesehen, jedoch weisen das Freiburger Münster und ein paar andere auch keines auf.
Untersuchungen der Außenseite der Hochschiffswand haben ergeben, dass das Nordseitenschiff seit dem 13. Jahrhundert zunächst auch zum Hauptschiff hin eine Traufe hatte. Dadurch konnten die Obergadenfenster bis nah an die Arkadenbögen herunter reichen. Mit dem Anbau der Kapellenzeile wurde ein deutlich höher reichendes Pultdach angelegt, ähnlich dem heutigen. Dafür mussten die oberen Fenster unten gekürzt werden. Heutzutage ermöglichen Dachflächenfenster vor den Obergaden (siehe Außenfoto mit Seitenschiffsdach), dass deren Fenster in ihrer ursprünglichen Ausdehnung Tageslicht erhalten. Nur die Fenster von Schiff und Querhaus neben dem südwestlichen Vierungspfeiler sind jetzt noch unten verkürzt.
Das Nordseitenschiff hat seit dem frühen 16. Jahrhundert etwa die gleiche Höhe und Breite wie das Mittelschiff, jedoch ein spätgotisches Netzgewölbe. Die Kapitelle der Gewölbedienste sind frühgotisch und wurden aus kleineren Vorgängerschiff übernommen. Zu beiden Seiten hat dieses Nordschiff zwischen unterer und oberer Fenster- bzw. Arkadenzone Bogenfriese nach dem Vorbild des Mittelschiffs.

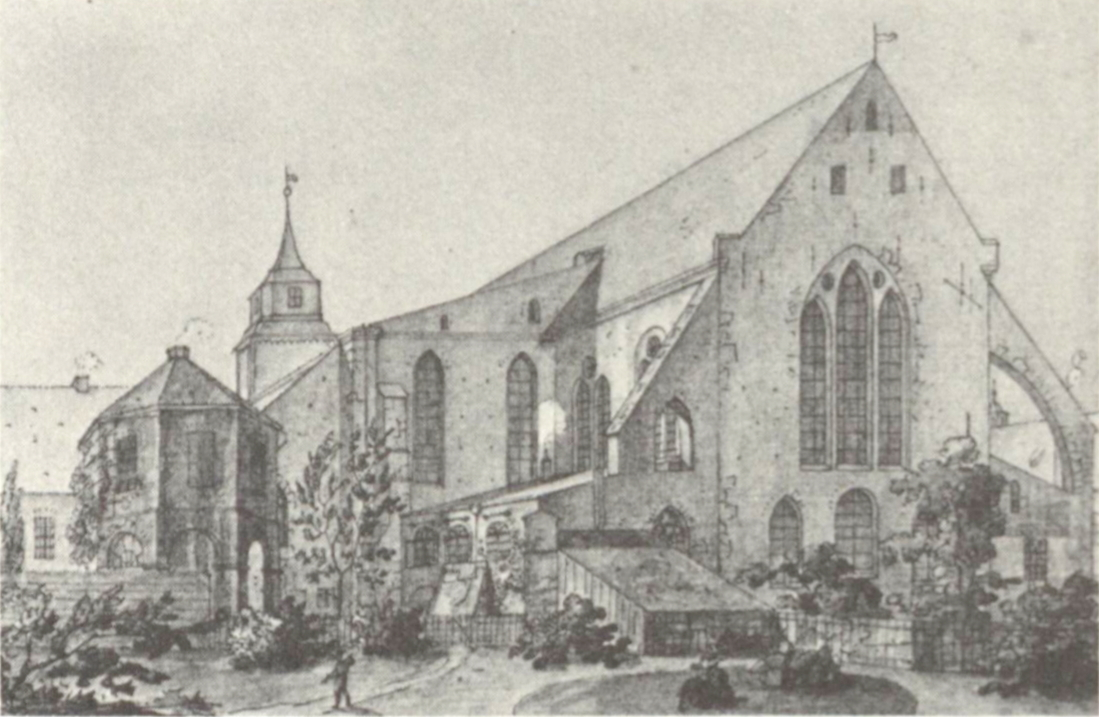
Chor und südliches Querschiff um 1820, links die achteckige „Glocke“
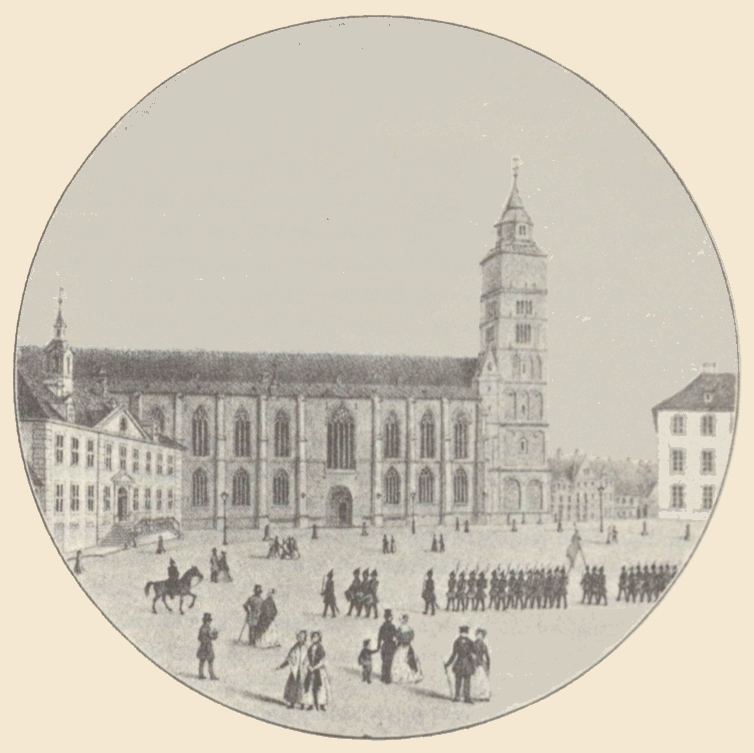
Dom von Norden um 1850, Pultdach über nördl. Seitenschiff und Querschiff (b. Turm u. Giebel des Waisenhauses)
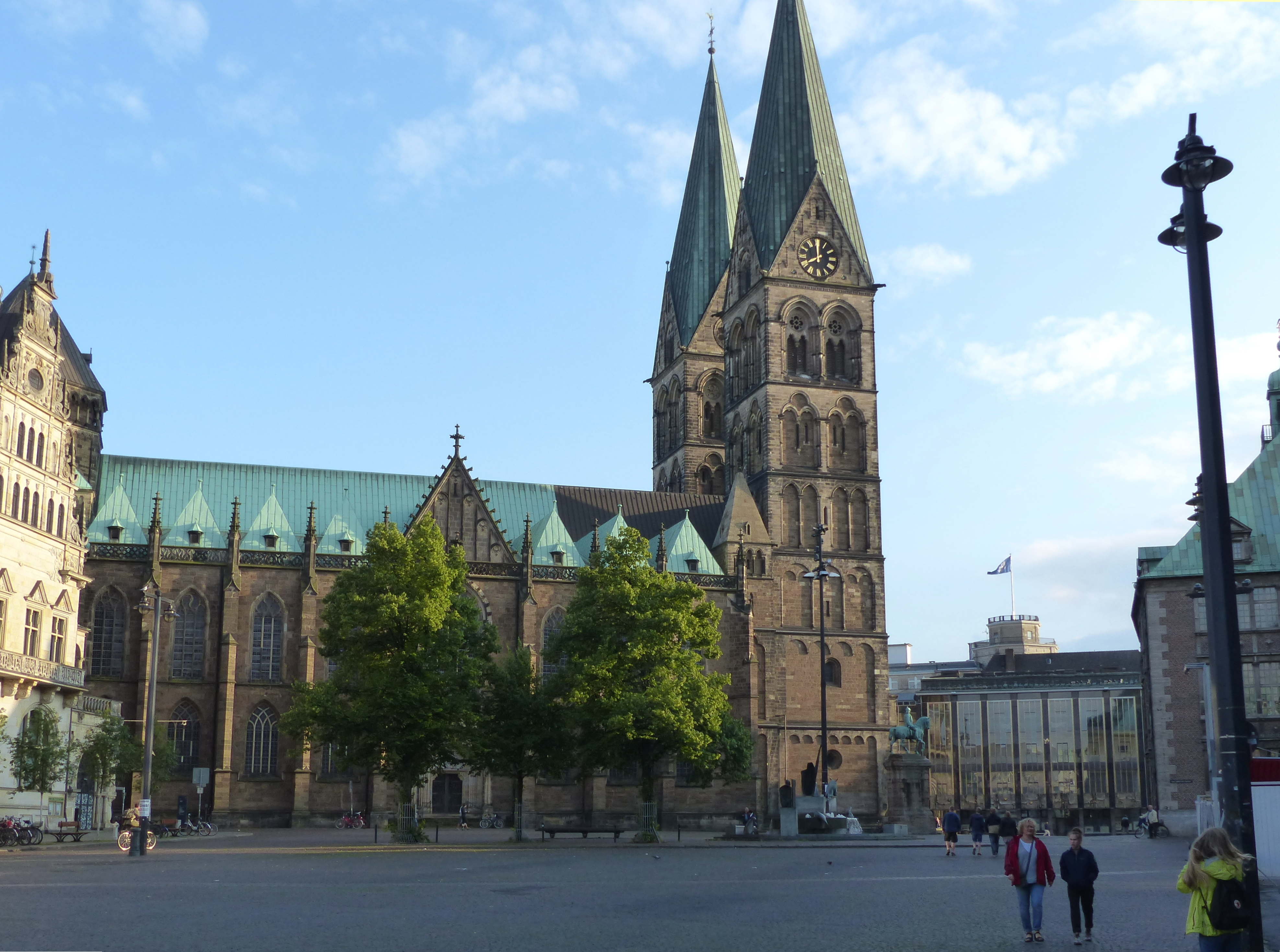
Nordseite des Doms heute

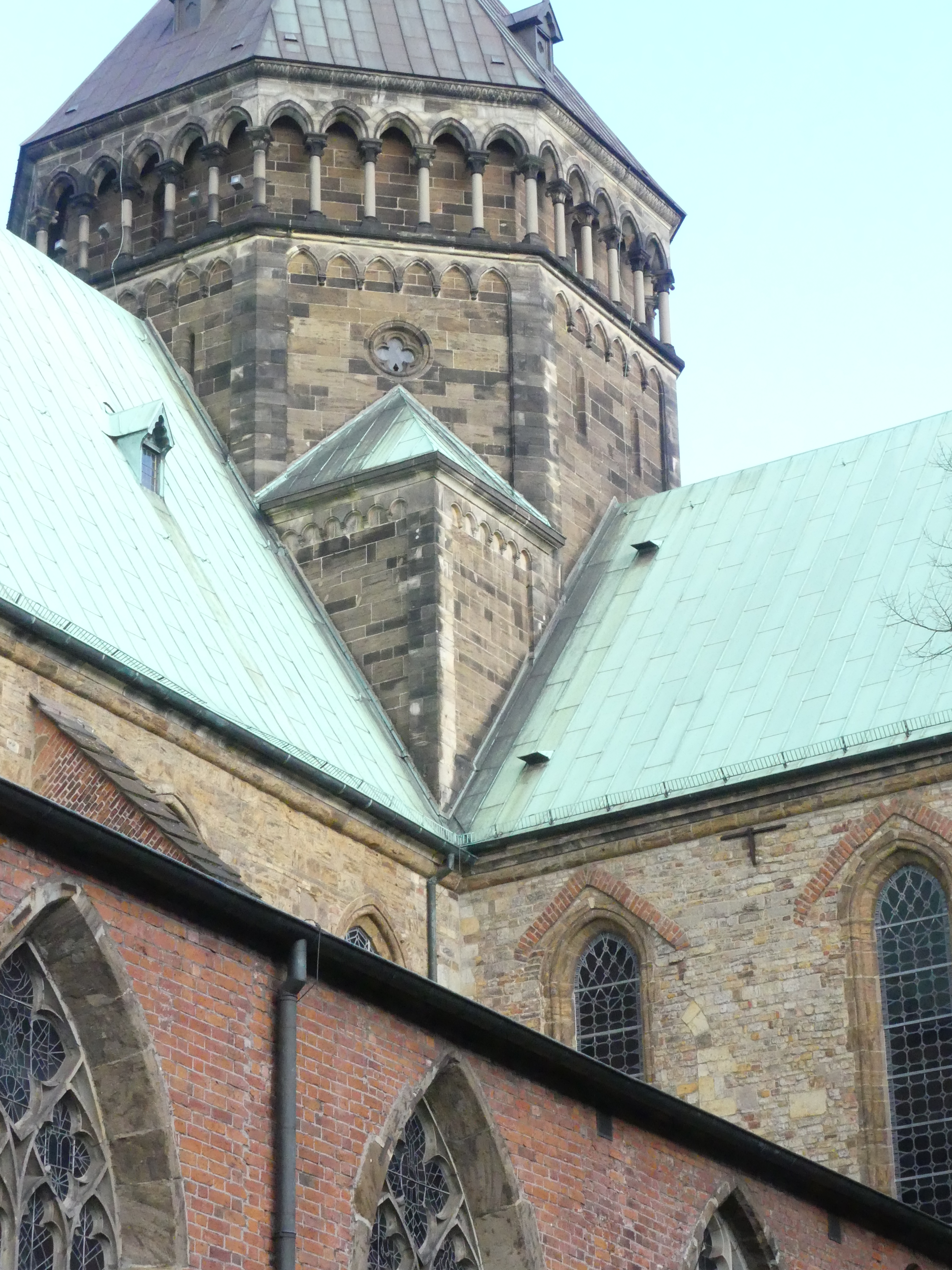
Spuren eines romanischen Fensters neben dem linken frühgotischen Fenster des Südquerhauses

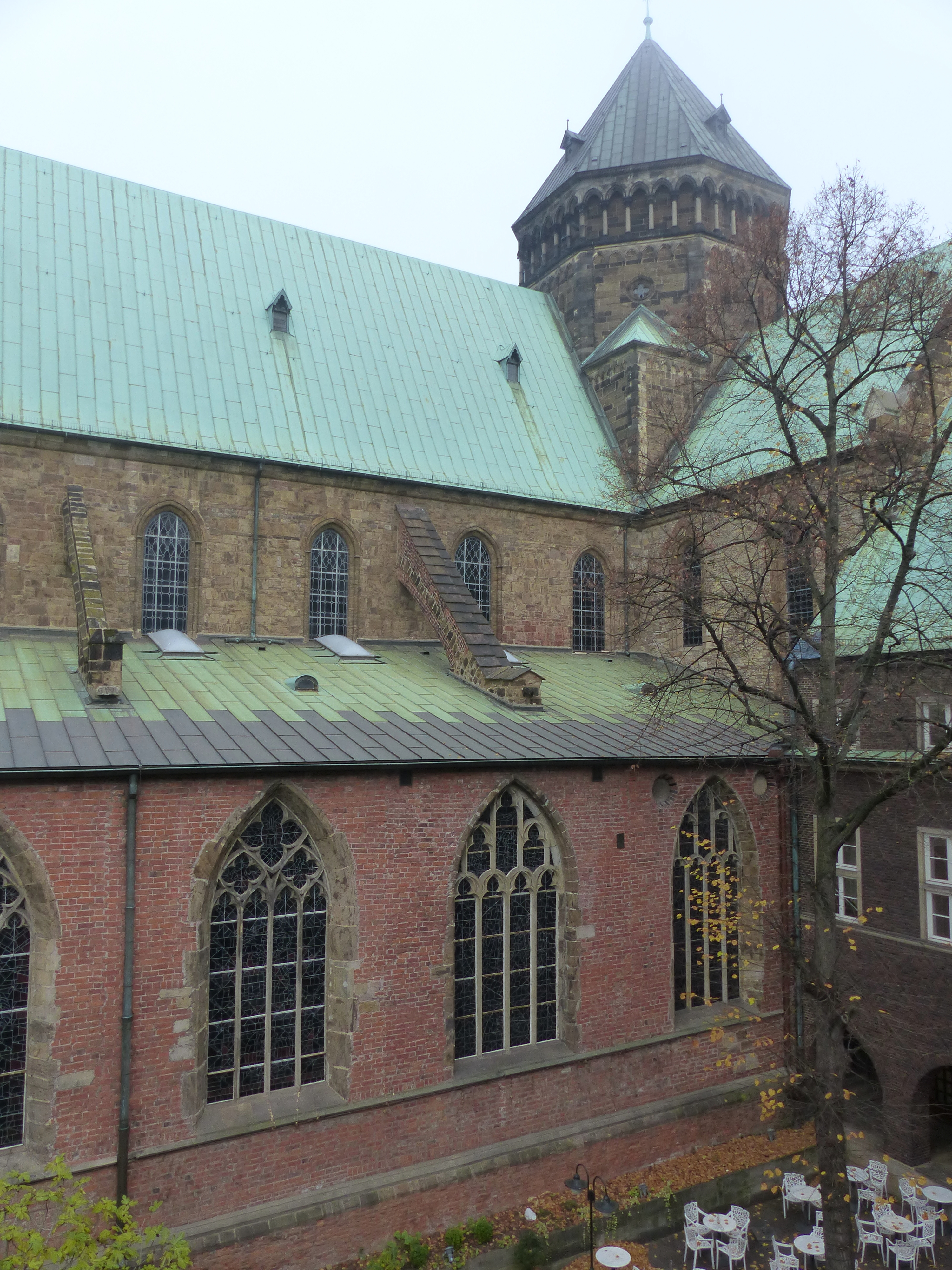
Querhausfenster und Langhaus-Obergaden frühgotisch; Kapellenreihe vor dem Seitenschiff hochgotisch, ihr Maßwerk um 1860 ersetzt; Vierungsturm Hinzufügung von 1888 ff., Dachflächenfenster 20. Jh.

Das äußere Erscheinungsbild des Kirchenbaus ist relativ schlicht gehalten. Die mittelalterlichen Fassaden sind außer von der Romanik, vom romanisch-gotischen Übergangsstil und verschiedenen Formen der Gotik geprägt. Bis in die Zeit der Frühgotik wurde das Mauerwerk massiv aus Bruchstein errichtet, allerdings im Bereich der Turmfassade mit grobem Innengemäuer und sorgfältig behauener Außenhaut. Die dem Südschiff vorgesetzte hochgotische Kapellenzeile besteht als einzige Außenwand nur aus Backstein. Das Ziegelmauerwerk der gotischen Nordfassade ist mit Sandstein verblendet, ähnlich wie der nur wenig später errichtete Schütting. Im Originalzustand trug die Dachtraufe keine Maßwerkbalustrade, aber an einer Stelle eine mit einem Fries verzierte geschlossene. Das heute in Formen der Spätgotik gehaltene neugotische Brautportal war ab 1818 schon einmal neu gestaltet worden, nach dem Vorbild des nördlichen Westportals mit „romanischem“ Gewände aber spätgotischem Maßwerkoberlicht. Aus derselben Zeit stammt das Flamboyant-Maßwerk der oberen Seitenschiffsfenster. Das Y-Maßwerk der unteren Fenster wurde im frühen 16. Jahrhundert geschaffen, aber im Material seither großenteils ersetzt. „Brautportale“ an der Nordseite gibt es bei etlichen Kirchen. Das rechtwinklig statt radial gegliederte Rundfenster an der Nordwand des Querschiffs ersetzte nach dem Zweiten Weltkrieg eine historistische Fenstergruppe.

### Haupttürme

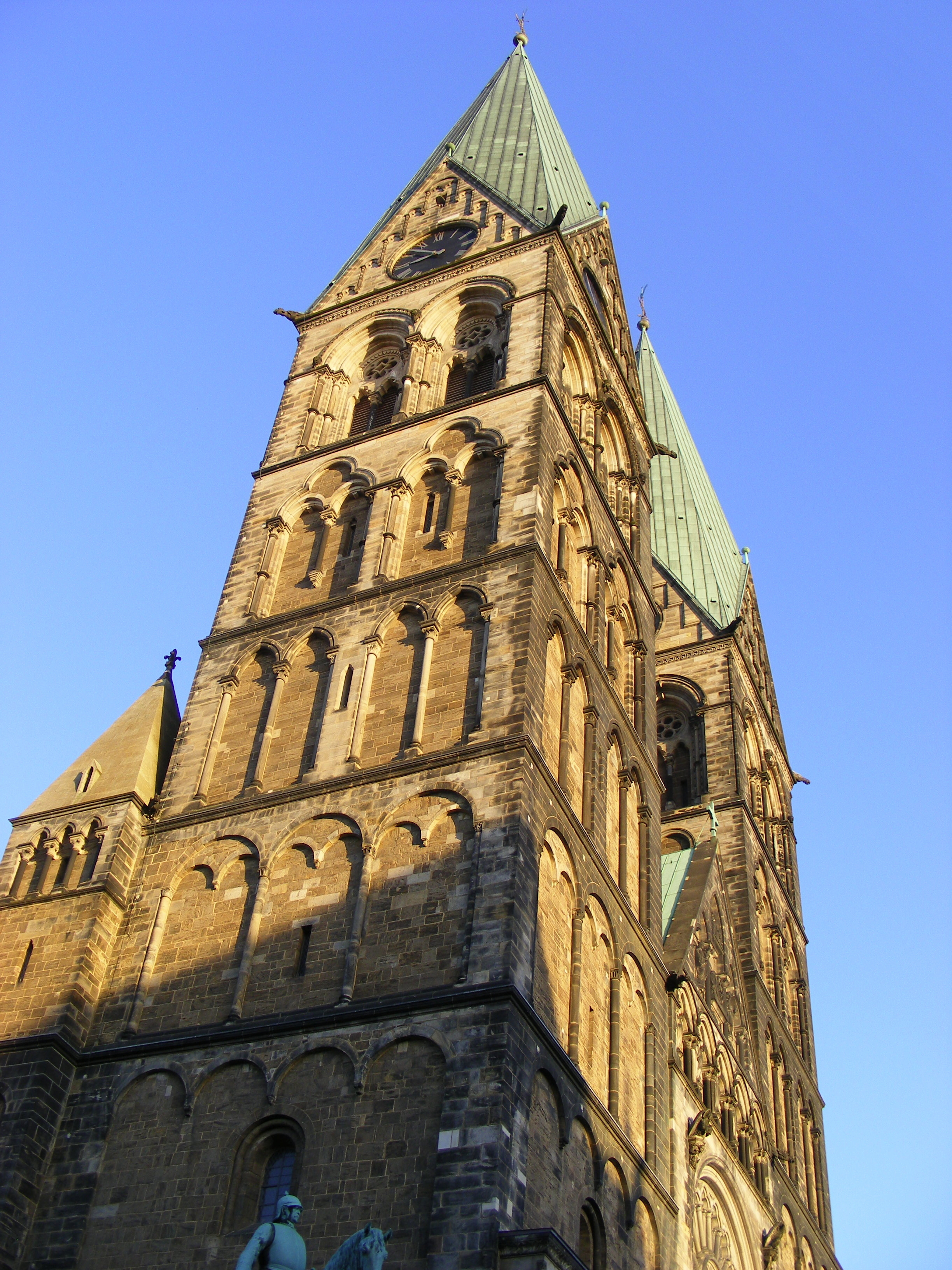
Auch der Nordturm wurde 1888–1896 gänzlich ersetzt.

Die beiden Haupttürme des Bremer Domes sind quadratisch angelegt, sie haben eine Basisseitenlänge von 11 m. Die Höhenangaben differieren: Die gesamte Höhe beträgt für den Südturm 93,27 m (Nordturm 93,26) laut GeoInformation Bremen bzw. 92,31 m laut Born. Ohne die 2,38 m hohen Wetterfahnen sind es 90,89 m. Bezogen auf Normalnull (NN) beläuft sich die Südturmhöhe mit Wetterfahne auf 103,79 m.
Wie schon in der Baugeschichte dargestellt, wurde 1888–1893 der Südturm völlig, der Nordturm teilweise neu errichtet, jedoch abgesehen von den Glockengeschossen in Formen, die schon vor 1600 in wenigstens einem von beiden verwirklicht waren.
Die Domtürme mit ihren mittlerweile von Patina überzogenen Kupferhelmen sind die höchsten Kirchtürme in der Stadt Bremen und die einzigen mit einer Aussichtsplattform. Diese befindet sich im Südturm genau über der Grundlinie der Giebeldreiecke, also in etwa 57 Metern Höhe. Zu erreichen ist sie über 265 Steinstufen. Der Nordturm ist normalerweise für die Öffentlichkeit gesperrt und wird nur zu besonderen Anlässen (beispielsweise am Tag des offenen Denkmals) geöffnet.
Der Nordturm trägt eine Turmuhr mit zwei Zifferblättern, je einem im westlichen und nördlichen Giebelfeld, sowie einem Schlagwerk. Die Uhr wird seit 1961 elektromechanisch betrieben. Das entsprechende Uhrwerk fertigte die Turmuhrenmanufaktur Eduard Korfhage & Söhne mit Hauptsitz in Buer. Dank eines Gewichtes ist die Bremer Domturmuhr in der Lage, sich nach einem Stromausfall automatisch auf die richtige Zeit einzustellen. Zu Beginn eines Stromausfalls setzt auch das Uhrwerk aus, und ein Gewicht läuft ab. Die Länge der Strecke, die dieses zurücklegt, entspricht der Dauer des Stromausfalls. Nach dessen Ende wird das Gewicht wieder eingezogen und die Uhr entsprechend gestellt. Das Domuhrwerk muss einmal im Monat gewartet werden.

### Westfassade

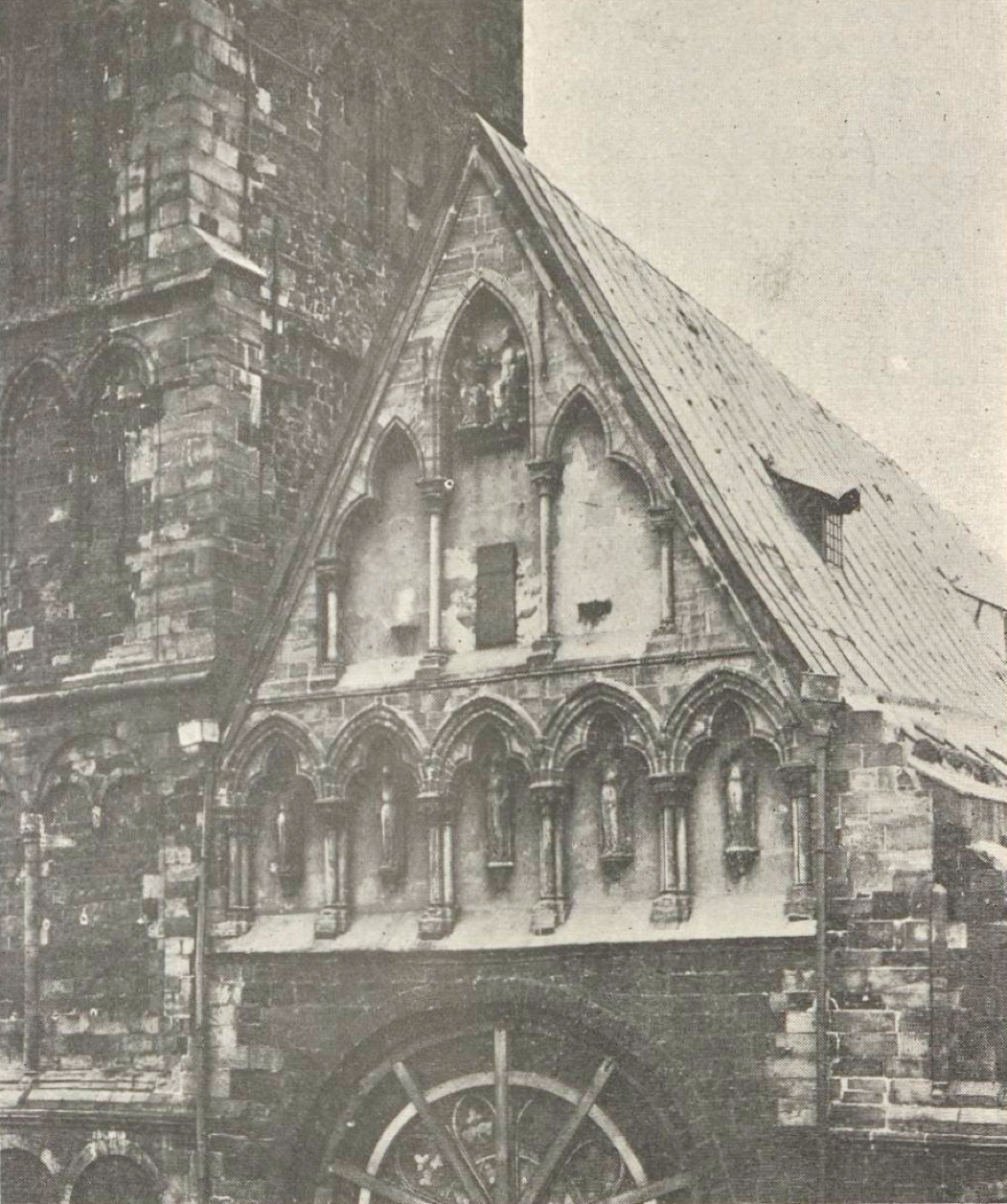
Westgiebel vor 1888, Westwand des Nordturms mit integriertem, aber im Spätmittelalter erneuerten Strebepfeiler (Turmecke hell wie Giebeldreieck, Sprung im Etagensims)

Die um 1900 erneuerte Westfassade war ursprünglich ab dem 13. Jahrhundert, wohl nach 1224, etwa 10 m westlich des frühromanischen Westabschlusses erbaut worden. Die Rosette zwischen den Westtürmen ist bei der Erneuerung, als das derbe Radfenster des späten 18. Jahrhunderts ersetzt wurde, wieder der ursprünglichen Feingliedrigkeit, die noch Abbildungen des 16. Jahrhunderts zeigen, angenähert worden. Die um sie herum gruppierten vier Evangelistensymbole gab es zuvor nicht. Die Zwerggalerie über den Westportalen ist erst seit 1888/93 eine steinerne Arkade nach italienischen Vorbildern. Im 16. Jahrhundert gab es dort eine hölzerne Galerie, auf deren Rückseite Blendarkaden. Die glitzernden Mosaike der Erdgeschossbögen wurden mit der bunten Ausmalung dieser Bögen in der Domdarstellung in der oberen Rathaushalle begründet, sind aber für Außenwände der Romanik in Deutschland ungewöhnlich. Die Gewände der beiden Westportale entsprechen demjenigen des nördlichen Westportals vor der Renovierung.

### Skulpturenschmuck der Westfassade

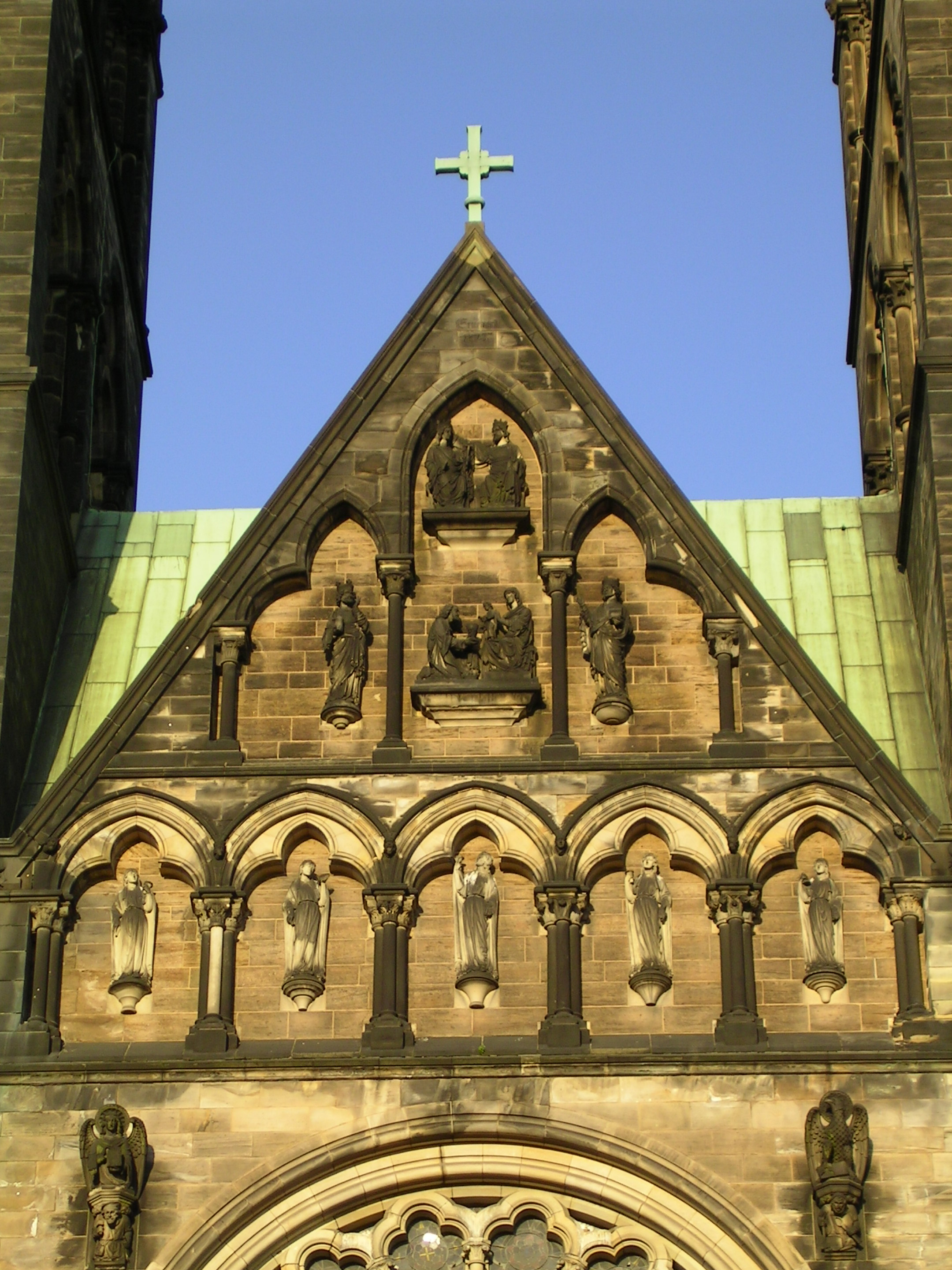
Westgiebel seit 1894: Marienkrönung und Jungfrauen den Originalen nachempfunden, übrige Skulpturen teils statt früherem Verlust, teils ganz neu

Bis 1888 gehörten zum Bildschmuck der Doppelturmfassade eine Marienkrönung und fünf Jungfrauenstatuen (um 1230) im Giebel. Bis 1888 erhaltene leere Konsolen in den Seitenfeldern des Giebeldreiecks lassen auf zwei weitere Skulpturen schließen, die aber schon verloren waren, als De Bruyn den Giebel 1532 malte. In der nördlichen Blendarkade der Erdgeschosszone stand, ebenfalls aus Stein, die Skulptur eines kreuztragenden Christus (um 1490) und in der südlichen ein gekreuzigter Christus der Zeit um 1400. Abbildungen des 16. und 17. Jahrhunderts zeigen eine Skulptur im Giebelfeld des dann eingestürzten Südturms, beim Gekreuzigten noch zwei Nebenfiguren, sowie über der Grundlinie der Portalbögen und Blendarkaden 1532 vier (von möglicherweise ursprünglich fünf), dann drei Skulpturen zwischen und neben den Bögen. Die neun erhaltenen Figuren waren stark verwittert. Sie wurden bei der Restaurierung in das Innere versetzt und am Außenbau zwischen 1890 und 1894 durch frei ergänzte Nachahmungen ersetzt. Von der dreiteiligen Anbetung der Könige im Giebelfeld (ebenso wie die Marienkrönung von Friedrich Küsthardt) stehen die seitlichen Skulpturen an den Stellen der o. g. leeren Konsolen, die Mittelgruppe an der Stelle einer nachträglich eingerichteten Klappe im mittelalterlichen Giebel. Völlig freie Hinzufügungen an vorher ungeschmückten Stellen sind dagegen: die Evangelistensymbole in den Fensterrosenzwickeln und die Figuren zwischen den Bögen: David, Moses, Karl der Große (mit Gesichtszügen Kaiser Wilhelms I.), Petrus und Paulus, alle von Peter Fuchs. Die Skulpturen stehen auf kurzen Säulen, die von Greifen oder Löwen gestützt werden, diese symbolisieren die Überwindung von Habgier (personifiziert durch einen Würfelspieler), Fleischeslust (Bock), Unglauben (Zerstörung der heidnischen Irminsul, mit Bezug auf Kaiser Karl darüber), Falschheit oder Ursünde (Schlange) und Eitelkeit (Schmuck und Spiegel). Die Tympanonreliefs über den Eingängen stellen das Lamm Gottes und das Weltgericht dar. Die in Venedig ausgeführten Mosaiken in den mittleren Bogenfeldern der Blendarkaden entwarf 1899–1901 Hermann Schaper, sie greifen Themen auf, die zuvor an dieser Stelle skulptural dargestellt gewesen waren. Zu den versetzten mittelalterlichen Figuren und den Bronzeportalen siehe weiter unten den Abschnitt Ausstattung.

## Ausstattung
Da der Dom im Verlauf der Reformation lutherisch wurde und damit Bilder in Kirchen nicht so streng ablehnte wie die stadtbremischen, reformierten Kirchengemeinden, besitzt er noch heute einen im Vergleich zu anderen protestantischen Kirchen bemerkenswerten Bestand an Kunstwerken, auch aus mittelalterlicher Zeit. Gleichwohl repräsentiert dieser nur einen geringen Teil der ursprünglichen Ausstattung, zu der beispielsweise über 50 Altäre gehörten. Nach Material und Chronologie geordnet, werden die Hauptwerke im Folgenden vorgestellt:

### Frühe Steinplastik
Thronender Christus

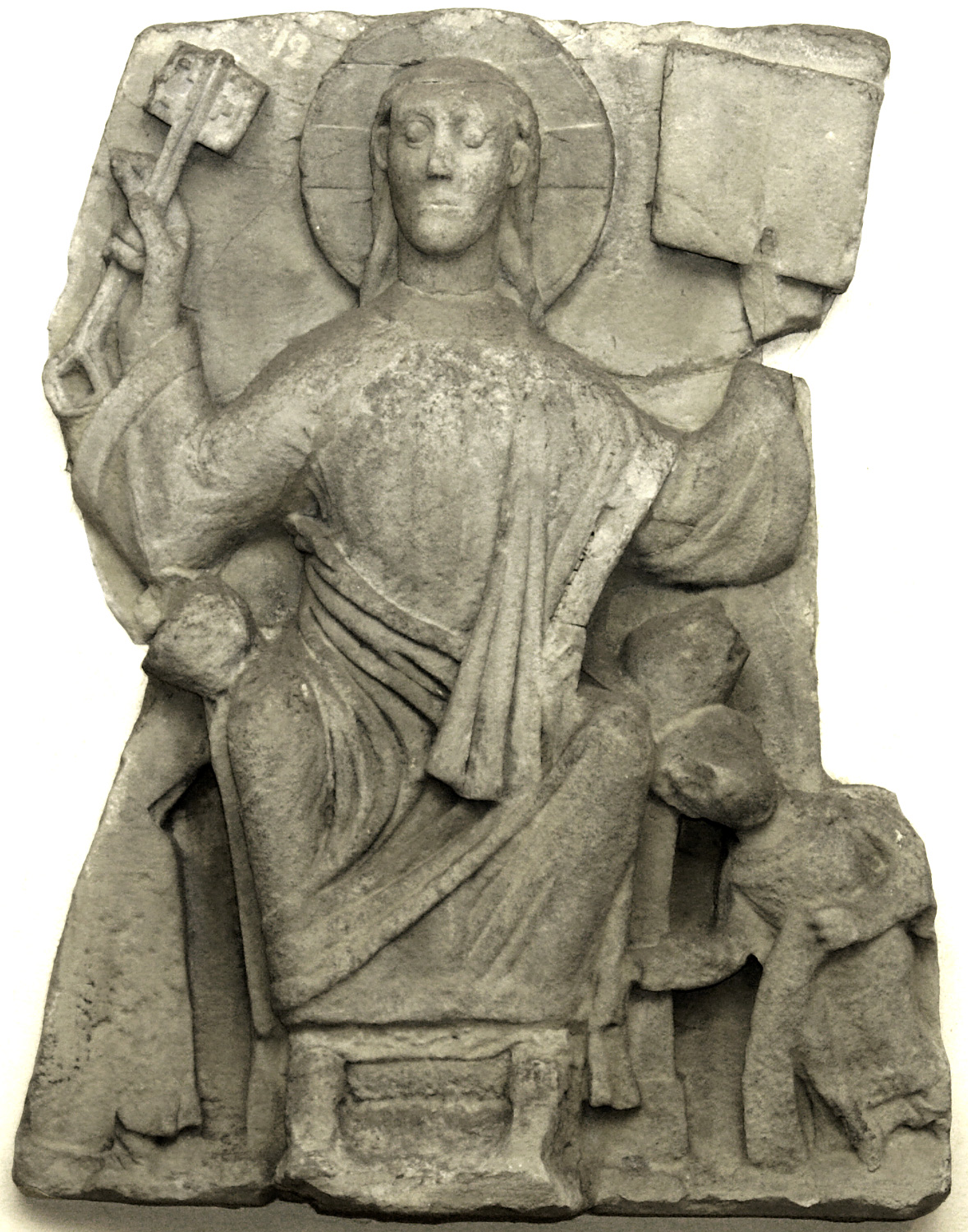
Christusrelief, 12. Jhdt., in der Westkrypta

Das offensichtlich fragmentarische Relief des thronenden Christus, das heute über dem Altar der als Taufkapelle genutzten Westkrypta montiert ist, gehörte höchstwahrscheinlich ursprünglich zu dem halbrunden Bildfeld eines Tympanons, ob allerdings zu einem Portal der Westfassade, ist zweifelhaft.
In der Linken hält Christus ein aufgeschlagenes Buch, in der Rechten zwei Schlüssel. Christus ist also bei der Schlüsselübergabe (Mt 16,18–19 ) an den Apostel Petrus, den Patron des Doms, dargestellt. Die beiden Schlüssel sind jedenfalls als Attribut des Schutzheiligen in das erzbischöfliche Wappen eingegangen.
Eine solche Darstellung, zu der üblicherweise noch Paulus hinzutritt, ist ein verbreiteter Typ damaliger Großplastik. Von den beiden hier zu erwartenden Apostelfürsten finden sich allerdings keine Reste mehr. Bei der im Bedeutungsmaßstab reduzierten Figur unten rechts handelt es sich dagegen um eine Stifterfigur. Da solche monumentalen, als Hochrelief plastisch gestalteten Bogenfelder erst um die Mitte des 12. Jahrhunderts östlich des Rheins auftreten, ist auch das Bremer Tympanon frühestens in diese Zeit zu datieren. Obwohl stark verwittert und unvollständig erhalten, vielleicht sogar überarbeitet, ist unbestritten, dass diese Skulptur das älteste Werk der Bildhauerkunst in Bremen und seinem weiteren Umkreis darstellt.
Jungfrauenzyklus und Marienkrönung

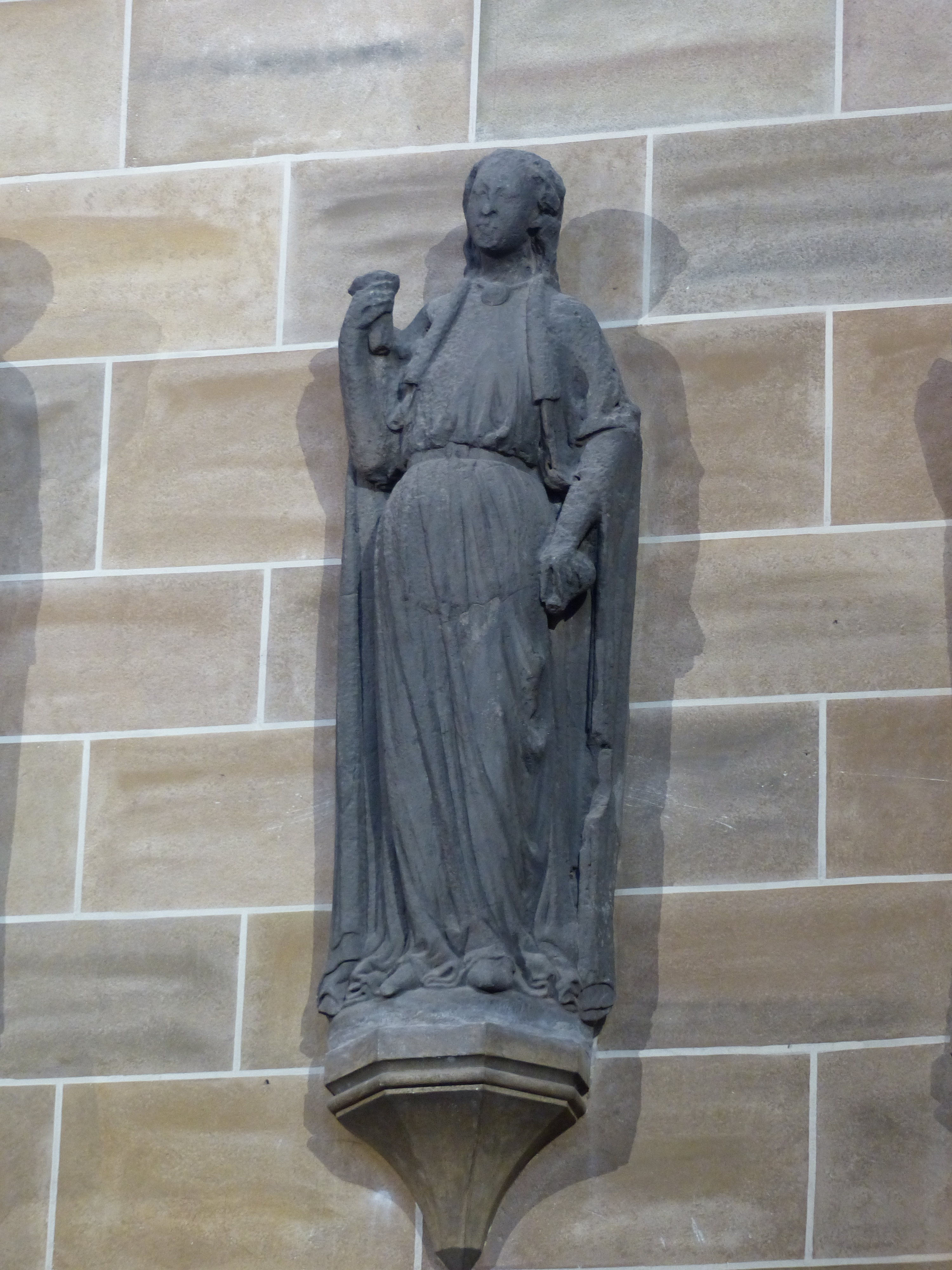
Eine der törichten Jungfrauen aus dem biblischen Gleichnis, um 1230

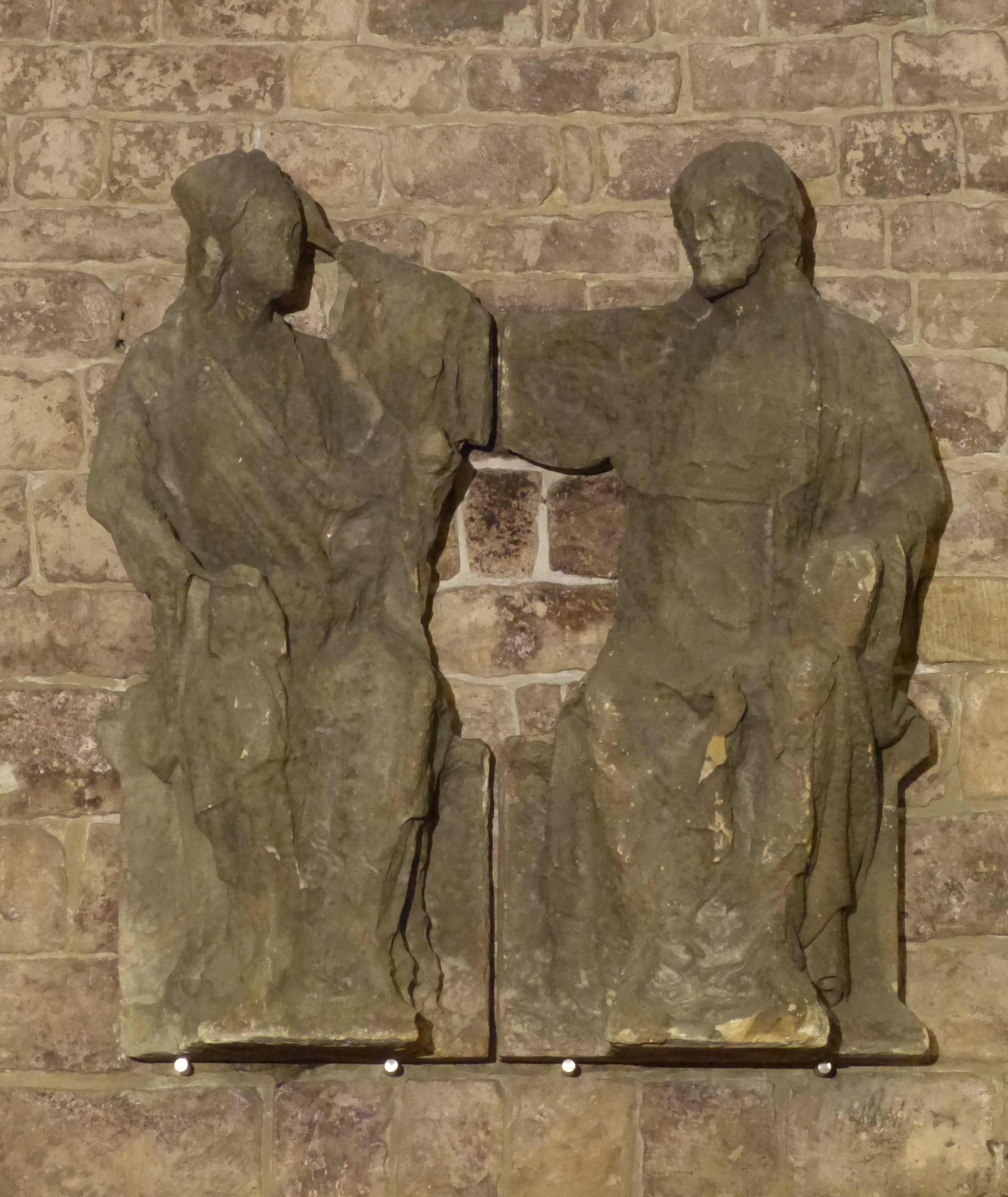
Krönung Mariens in der Ostkrypta, um 1230

Aus einer Figurenfolge der klugen und törichten Jungfrauen existieren heute noch fünf, meist als Törichte angesehene Jungfrauen an der Innenwand des Nordseitenschiffs, siehe Galerie dazu in Wikimedia Commons. Zusammen mit den noch stärker verwitterten Sitzfiguren einer Marienkrönung, jetzt in der Ostkrypta, und fünf klugen Jungfrauen waren sie vermutlich Teil einer projektierten oder tatsächlich ausgeführten Marienportalanlage auf der Nordseite. Entweder beim Bau der Domtürme des 13. Jahrhunderts oder im Zusammenhang mit der spätgotischen Nordseitenschifferweiterung, 1502–1522, jedenfalls vor 1532, wurden beide Gruppen hoch an die Westfassade versetzt, wo sie bis 1887 verblieben.
Trotz aller Substanzverluste ist ihre außerordentliche Qualität noch zu erkennen. Vor allem an den leidlich erhaltenen Jungfrauengewändern, die mit ihren feinen Fältelungen wie dünnster Stoff fließen und die Glieder darunter mit angedeutetem Kontrapost nur zart hervorheben, ist zu erkennen, dass diese Fragmente zu den bedeutendsten Monumentalskulpturen der frühen Gotik um 1230 in Deutschland gehören. Sie markieren den Beginn der gotischen Skulptur in Bremen. Damit stellen sie überdies den ältesten, wenn auch nur fragmentarisch erhaltenen monumentalen Figurenzyklus dieses Themas in der abendländischen Kunst dar. Auch die Marienkrönung ist das älteste bauskulpturale Beispiel dieses ikonographischen Typs östlich des Rheins.

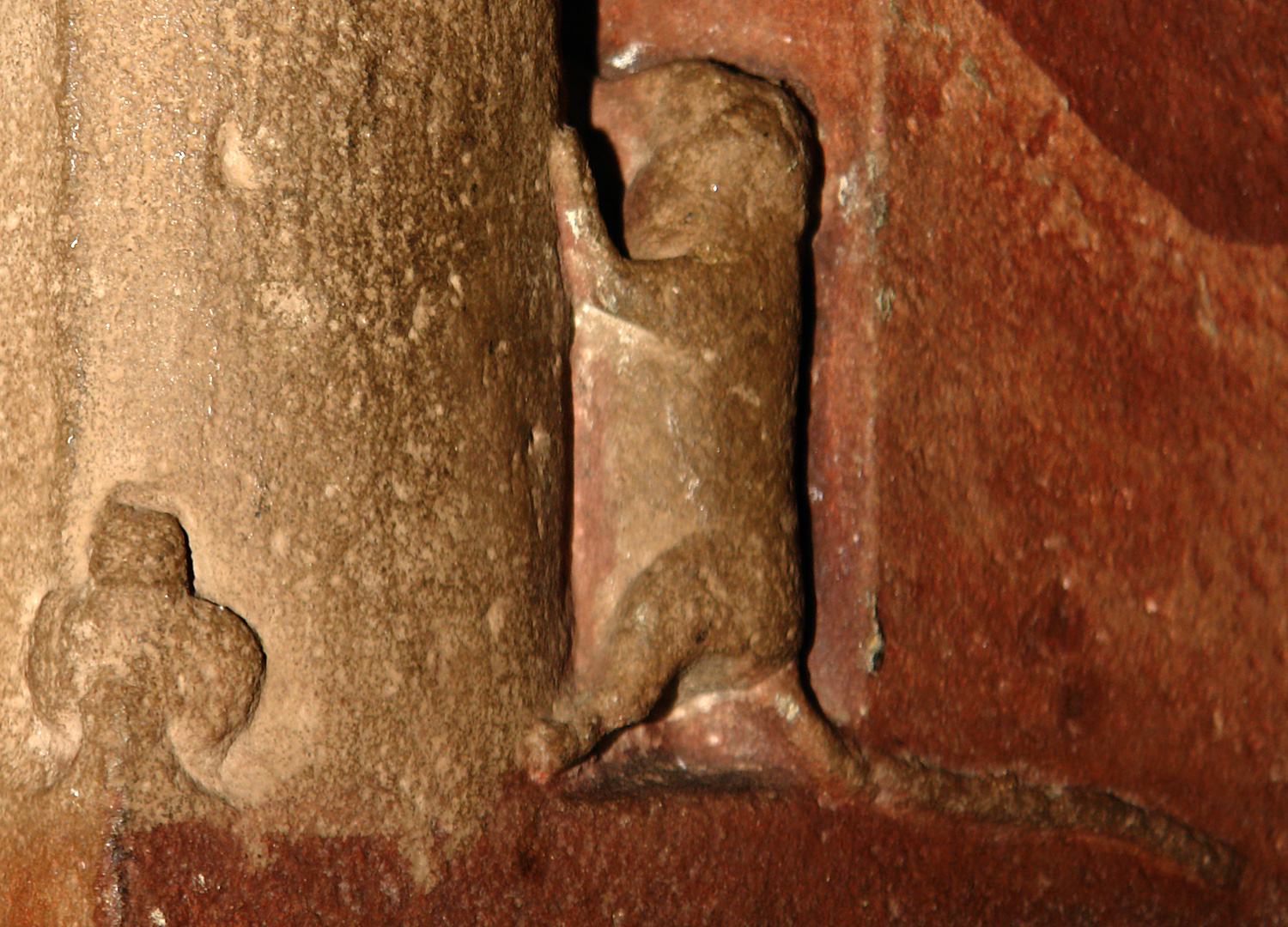
Dom-Maus
Auf dem Ostchor befindet sich an der rechten Seitenwand am Fuße eines Rundbogenportals aus der 2. Hälfte des 11. Jahrhunderts (ursprünglich wohl Außenseite eines Portals an anderer Stelle) die Dom-Maus. Ein Bild der Maus war im Mittelalter ein Symbol für das Unreine und Böse, das durchaus seinen Platz an untergeordneter Stelle der kirchlichen Bilderwelt finden konnte. Ob seine Funktion an dieser Stelle die Bannung der von außen eindringenden Macht des Teufels war oder vielleicht doch eher die Ohnmacht des Bösen gegenüber der im Dombau sichtbar sein sollenden Macht des christlichen Gottes darstellte, bleibt ungewiss. Dass aber die Maus später als Wahrzeichen diente, mit deren Nennung wandernde Handwerksgesellen andernorts ihren Aufenthalt in Bremen glaubhaft machen sollten, ist eine moderne Legende, für die seriöse Quellen bisher nicht namhaft gemacht werden konnten.

### Skulptur um 1400
Wangen des Chorgestühls
Aus bremischen Quellen der Zeit um 1400 wissen wir, dass es Jahre gesteigerter künstlerischer Aktivitäten für den Dom waren, gefördert durchaus auch von bürgerlichen Bauherren. Am Anfang dieser Welle steht das Chorgestühl. Von der 1823 abgerissenen, ursprünglich u-förmig angeordneten doppelten Sitzreihe dieser an Chorwände und Lettner angelehnten Anlage haben sich mindestens sieben Seitenwangen erhalten, die 31 Bildfelder aus dem Alten Testament und Neuen Testament wiedergeben und damit die in Deutschland umfangreichste mittelalterliche Szenenfolge an einem Chorgestühl bieten. Zwischen 1366 und 1368 wurde es fertiggestellt. Ikonographisch interessant ist der singuläre Fall einer Motivübernahme an den sechs Bildfeldern zum öffentlichen Auftreten Jesu, die entsprechende Miniaturen aus einer damals noch im Bremer Dom verwahrten ottonischen Bilderhandschrift benutzten. Künstlerisch bemerkenswert sind die Szenen auf den hohen Wangen mit ihrer Szenenfolge von der Kreuzigung Christi bis zum Pfingstbild. Die Darstellungen an den niederen Wangen aus der Geschichte der Makkabäer hat man als politische Demonstration im Konfliktfeld zwischen Erzbischof, Domkapitel und Rat gedeutet.

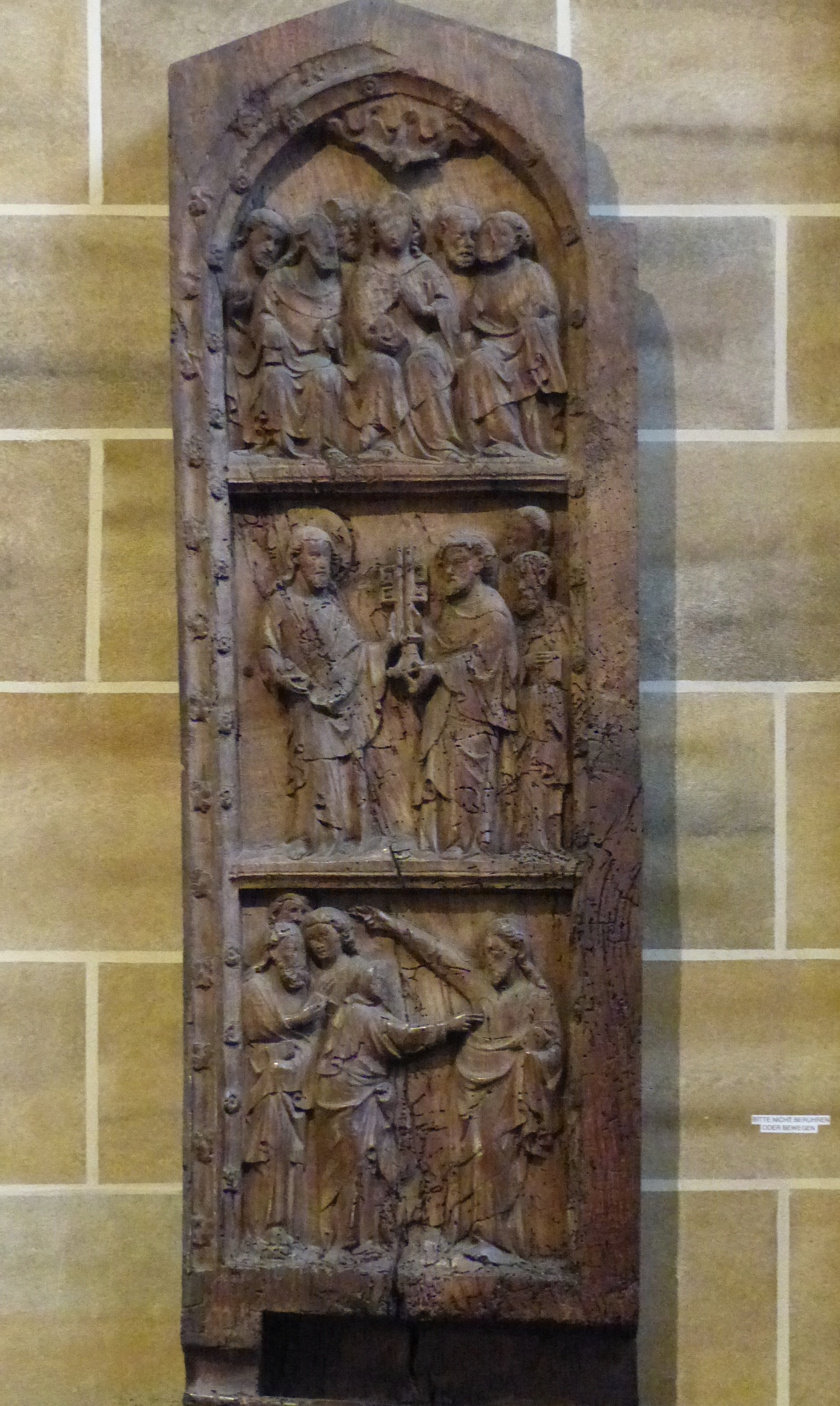
oben: Pfingstwunder Mitte: Schlüssel an Petrus unt.: ungläubiger Thomas
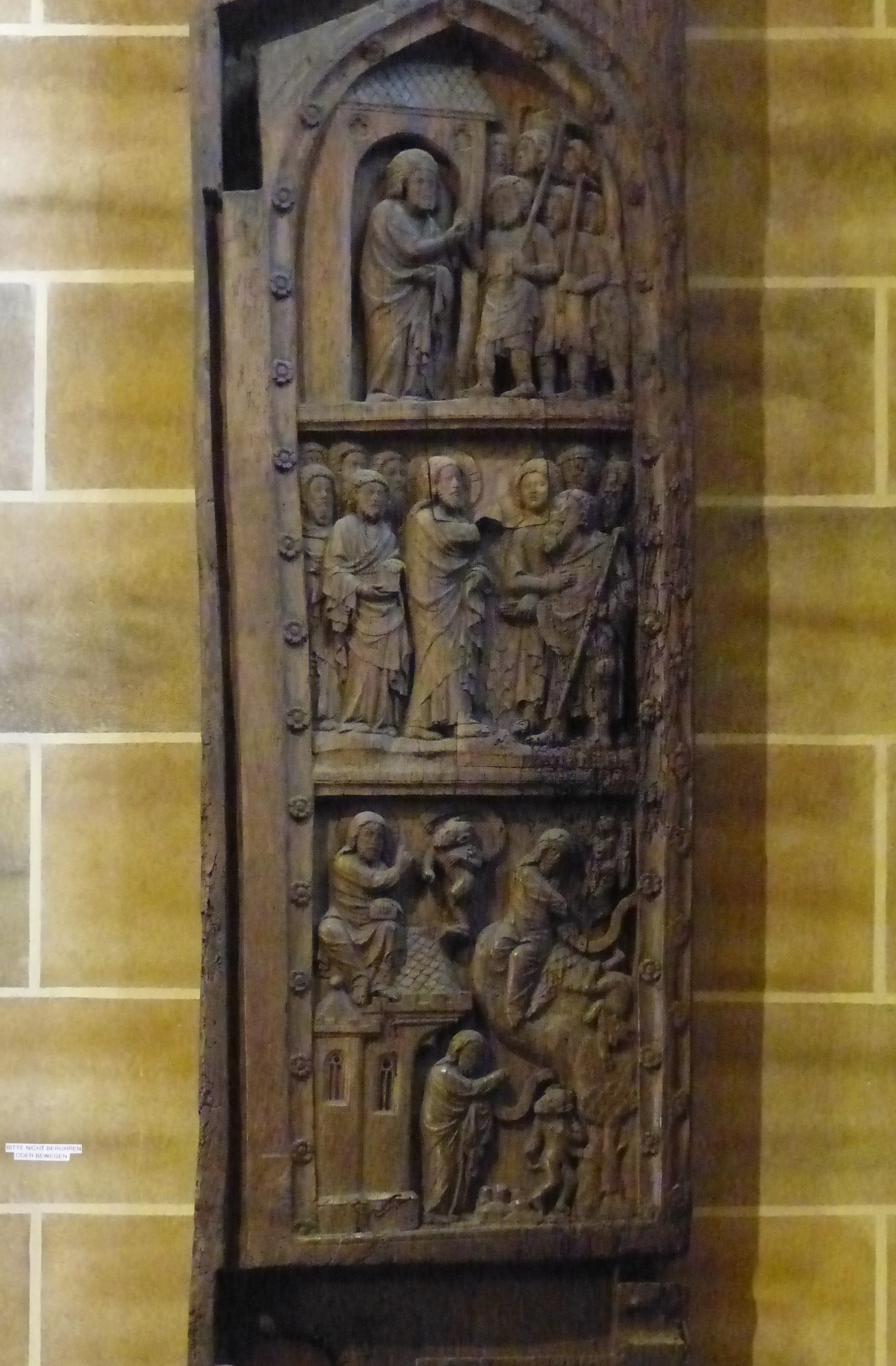
oben: Weinberg Mitte: Heilung des Blinden unt.: Versuchungen Christi
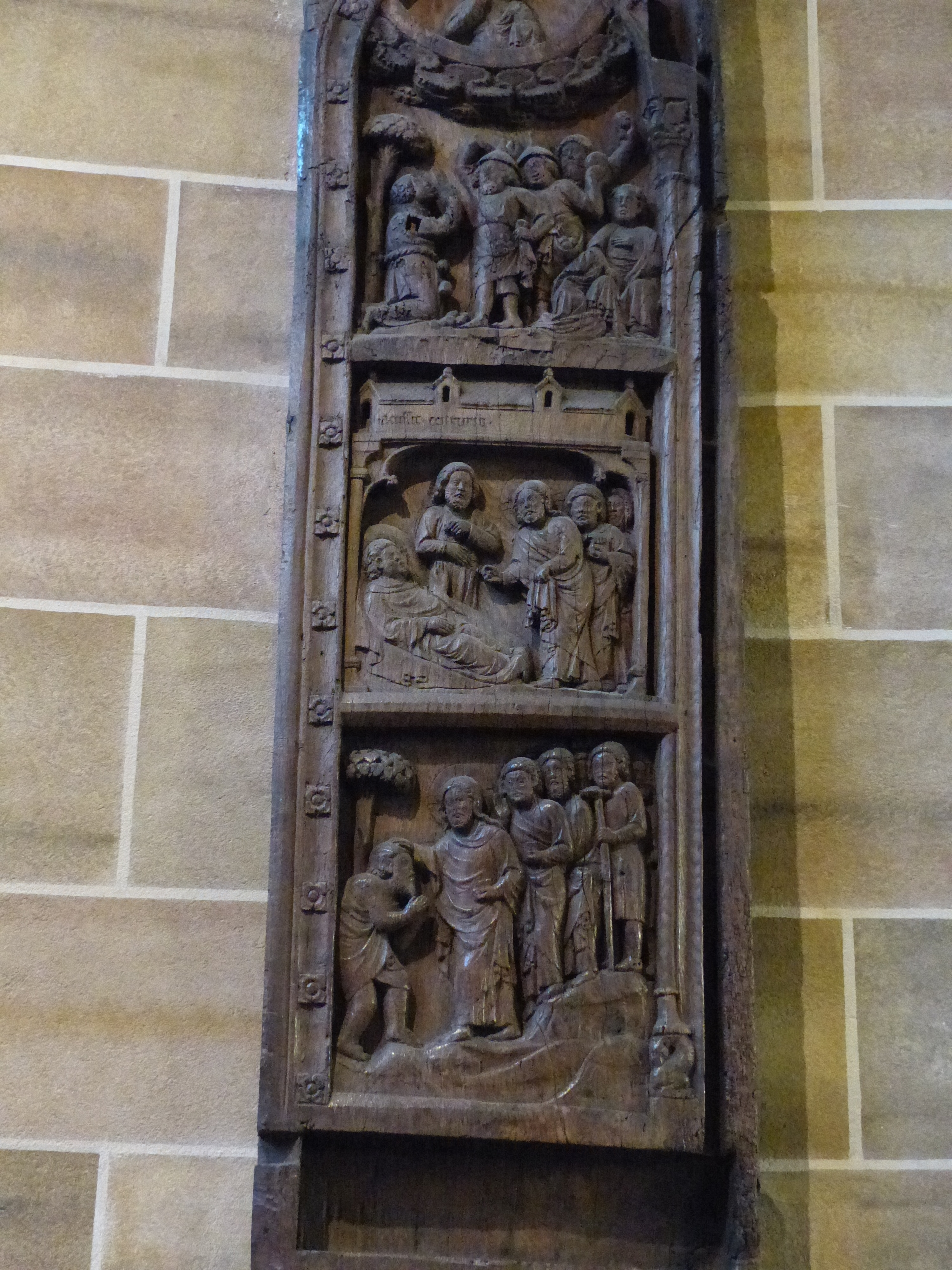
ob.: Steinigung des Stephanus darunter: Christi Wunder
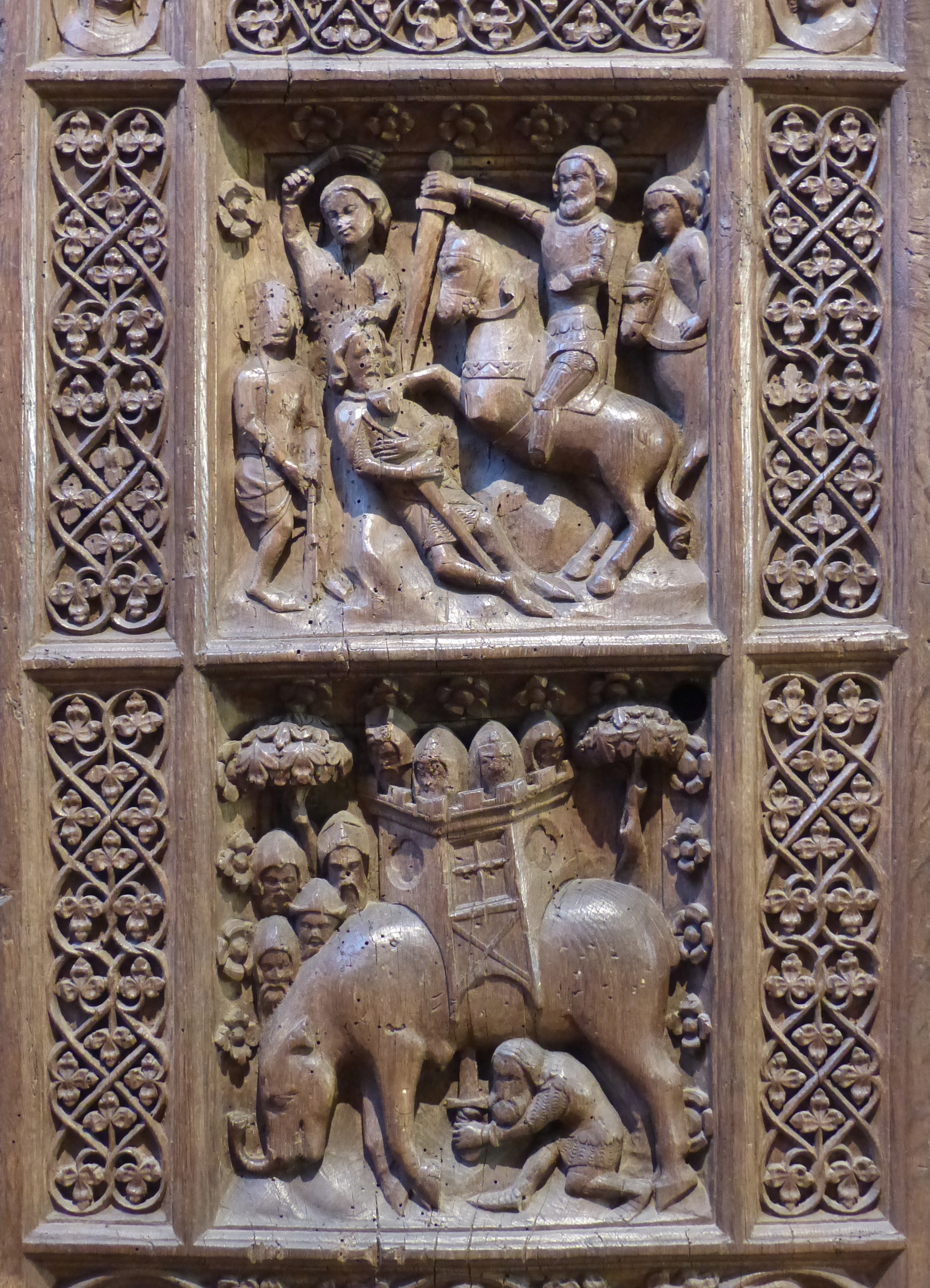
Makkabäerszenen

Kruzifixe

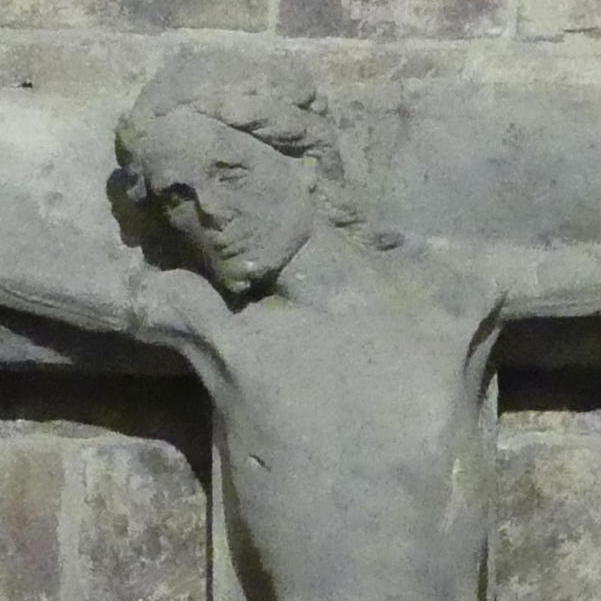
Gekreuzigter, um 1400
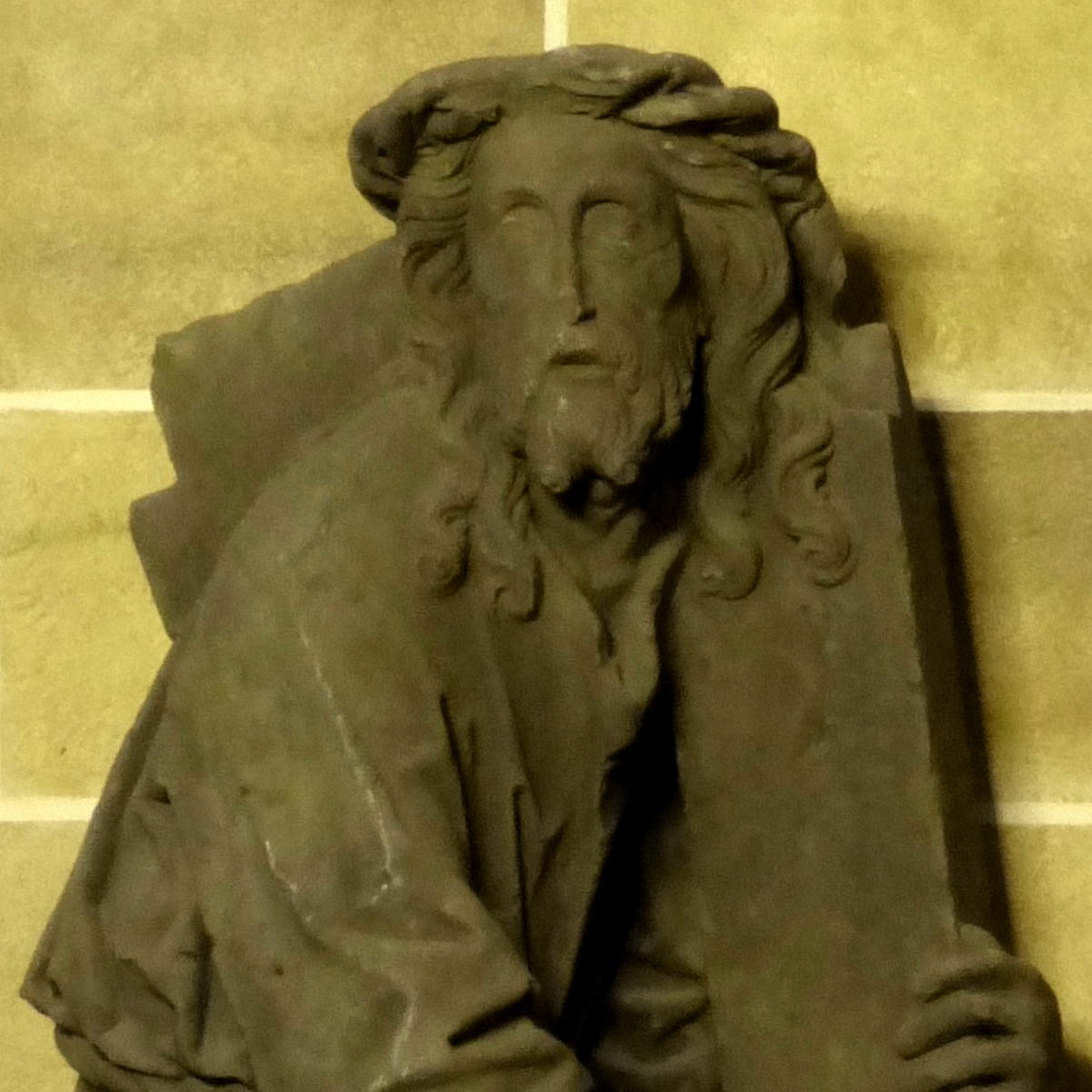
Kreuztragender, um 1490

Das Fragment des Gekreuzigten an der Ostkryptenwestwand stammt aus dem südlichen Bogenfeld der Westfassade. Wegen seiner realistischen, schmerzvoll verzerrten Gesichtszüge und präzisen Erfassung der Körpermodellierung hat man es oft dem Ende des 15. Jahrhunderts zugeordnet, doch die schwingenden Bögen des Lendentuchs machen eine Einordnung dieses bislang eher verkannten Werks in die Zeit des Weichen Stils um 1400 oder wenig später notwendig. Unabhängig vom Stil deuten Grundzüge der Darstellungen an, dass der gekreuzigte und der kreuztragende Christus (s. u.) nicht zusammen als Bilderfolge geschaffen wurden: Der gekreuzigte Christus ist annähernd bartlos und fast jünglingshaft, der kreuztragende bärtig und nicht besonders jung. Unterhalb seiner Knie befindet sich, mit einer hindurch gezogenen Schnur an seinem wallenden Gewand befestigt und an dieses angelehnt, eine Platte, die wie eine unvollendete Schrifttafel aussieht, aber ein Nagelbrett darstellt, ein zusätzliches Folterinstrument, wie es vereinzelt auch auf Gemälden von Christus’ Gang nach Golgatha dargestellt ist, wiewohl die Evangelien keines erwähnen.
Ein zweites, gut erhaltenes Kruzifix aus Sandstein etwa gleichen Alters steht auf dem Altar der Ostkrypta. Ob dieses Altarkreuz aus dem Dom stammt, ist ungewiss, doch passt es stilistisch nach Bremen.
Abendmahl

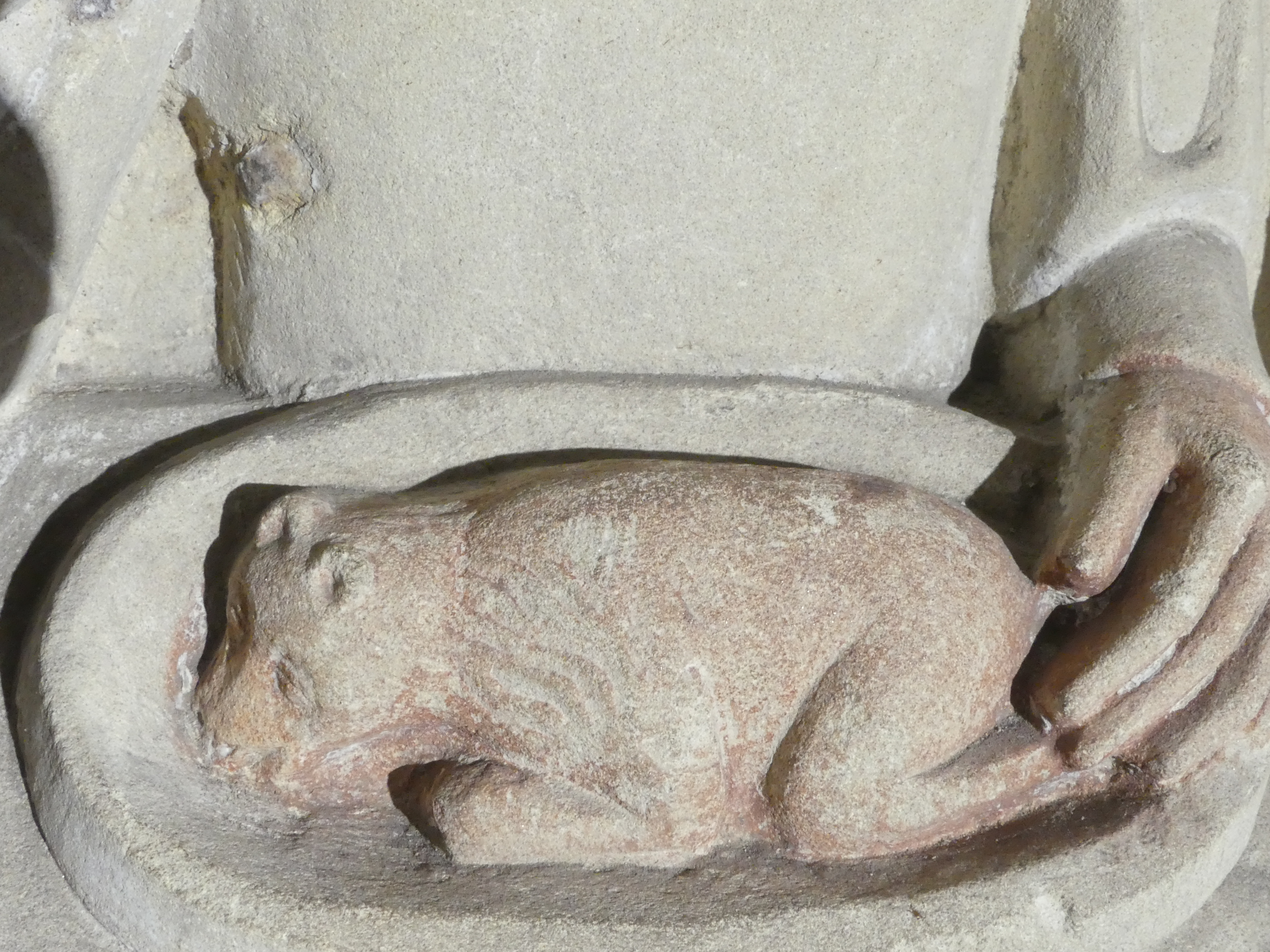
Gewandeltes Brot: seltsames Tier

Das spitzbogig gerahmte Bildfeld mit dem Letzten Abendmahl stammt wahrscheinlich vom Giebelschmuck einer Sakramentsnische, die es an der nördlichen Chorwand gegeben haben dürfte. Heute ist das Relief auf Augenhöhe im Dommuseum zu sehen. Irritierend ist die Darstellung der Wandlung des Brotes in ein Tier mit deutlich von einem Lamm abweichenden Zügen.
Cosmas und Damian

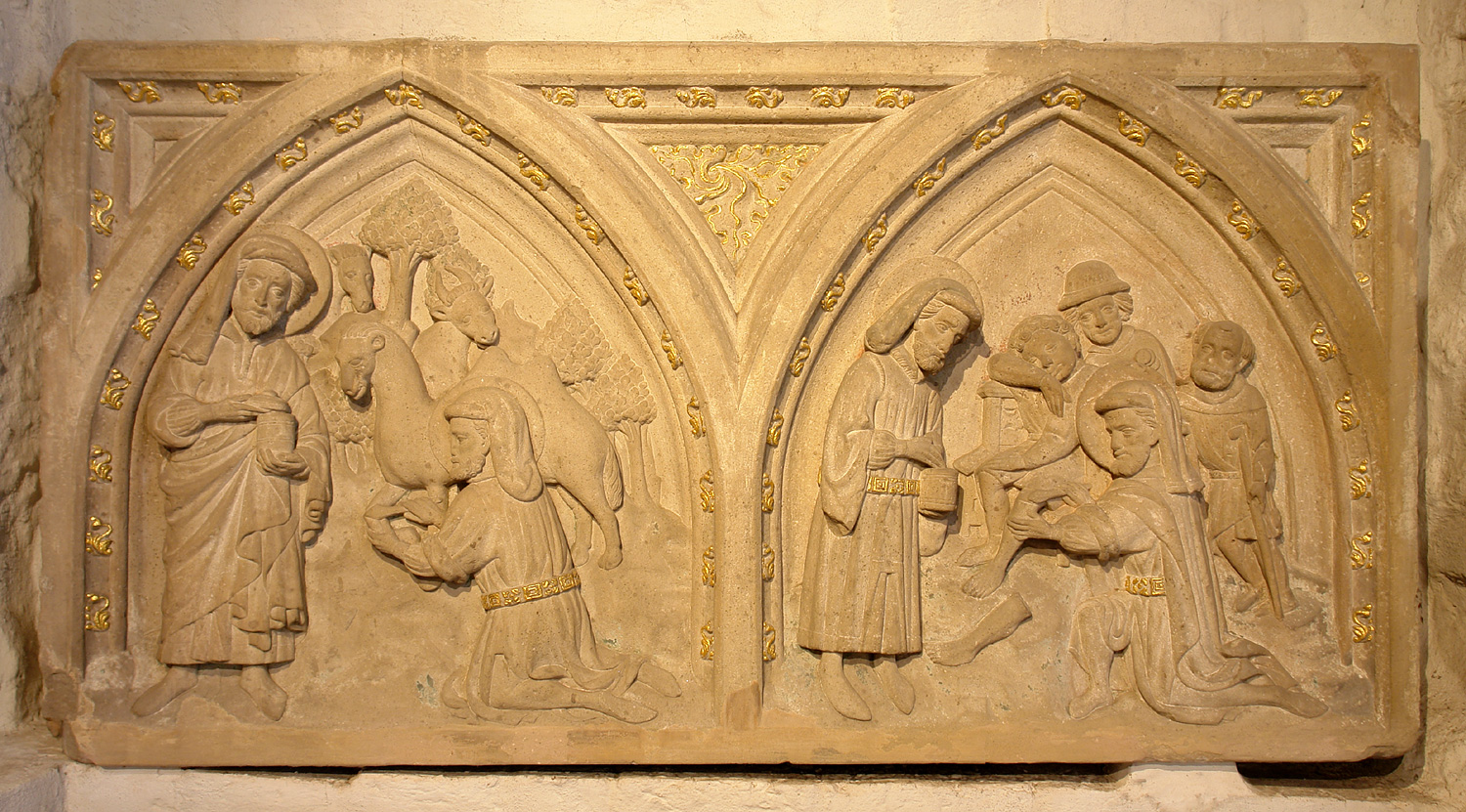
Hl. Cosmas und Damian aus der sog. Knigge-Kapelle (jetzt im Dom-Museum)

Ebendort zeigt ein Reliefpaar Szenen aus dem Leben der Ärzteheiligen Cosmas und Damian, die im Dom hoch verehrt wurden. Schließlich rühmte man sich hier seit 1335, von diesen Heiligen die kompletten Reliquien zu besitzen, für die um und nach 1400 auch ein goldener Schrein geschmiedet wurde, der seit 1649 der Münchener Michaelskirche gehört.
Heilige Dorothea
Von höchstem künstlerischem Rang und zum Kreis der sogenannten Schönen Madonnen zu rechnen ist schließlich das vollrunde Standbild der Hl. Dorothea, das als Dauerleihgabe im Focke-Museum verwahrt wird. Die „schönste unter den mittelalterlichen Plastiken Bremens“ ist im Umkreis der Parler vermutlich in Böhmen entstanden. Nach Umfang und künstlerischer Bedeutung stehen einige dieser Bildwerke mindestens gleichbedeutend neben ihren weltlichen Nachbarn und Zeitgenossen: dem Bremer Roland und den Rathausfiguren.

### Spätgotische Steinskulpturen

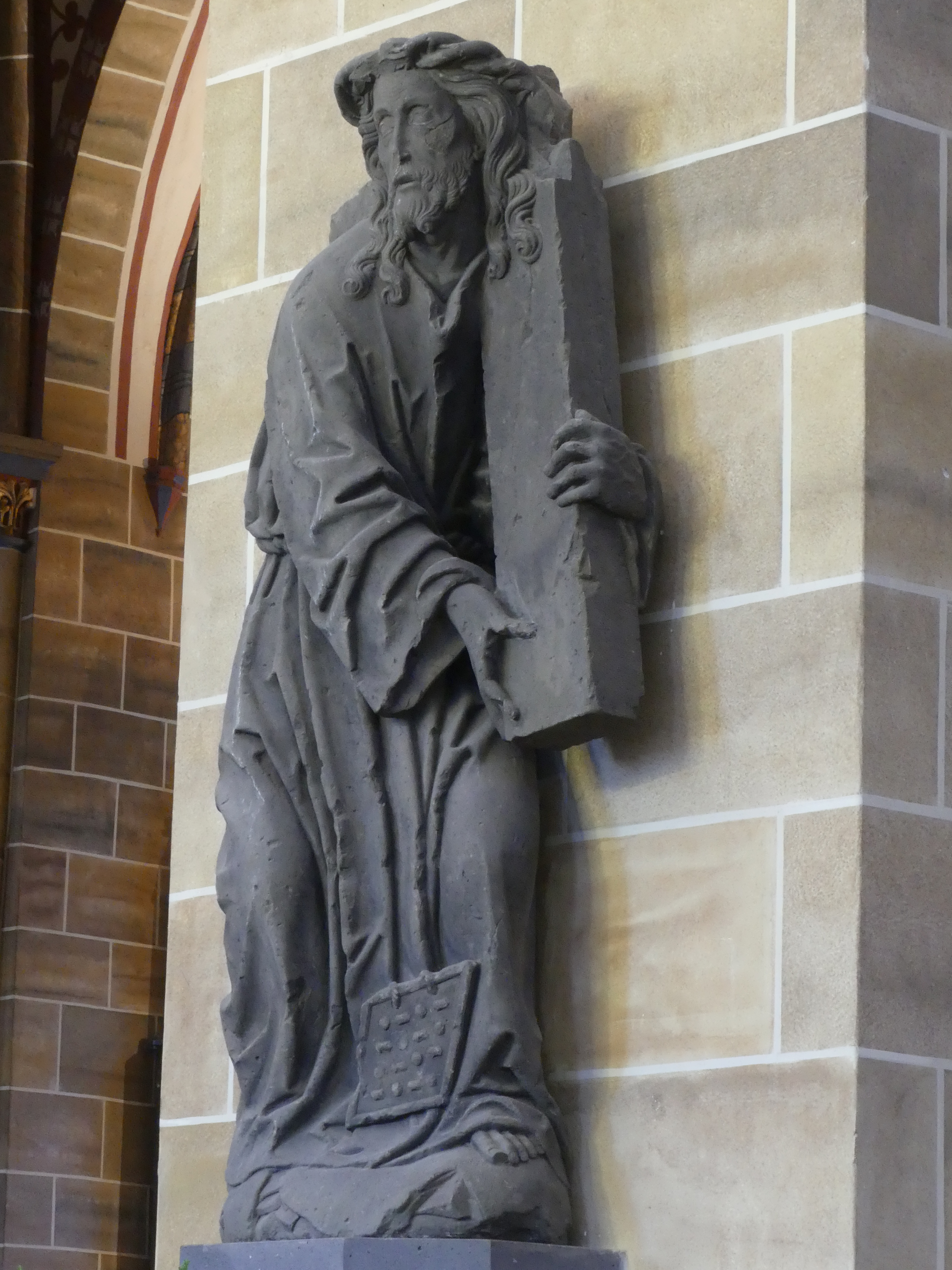
Kreuztragender Christus von der Westfassade als Altarfigur

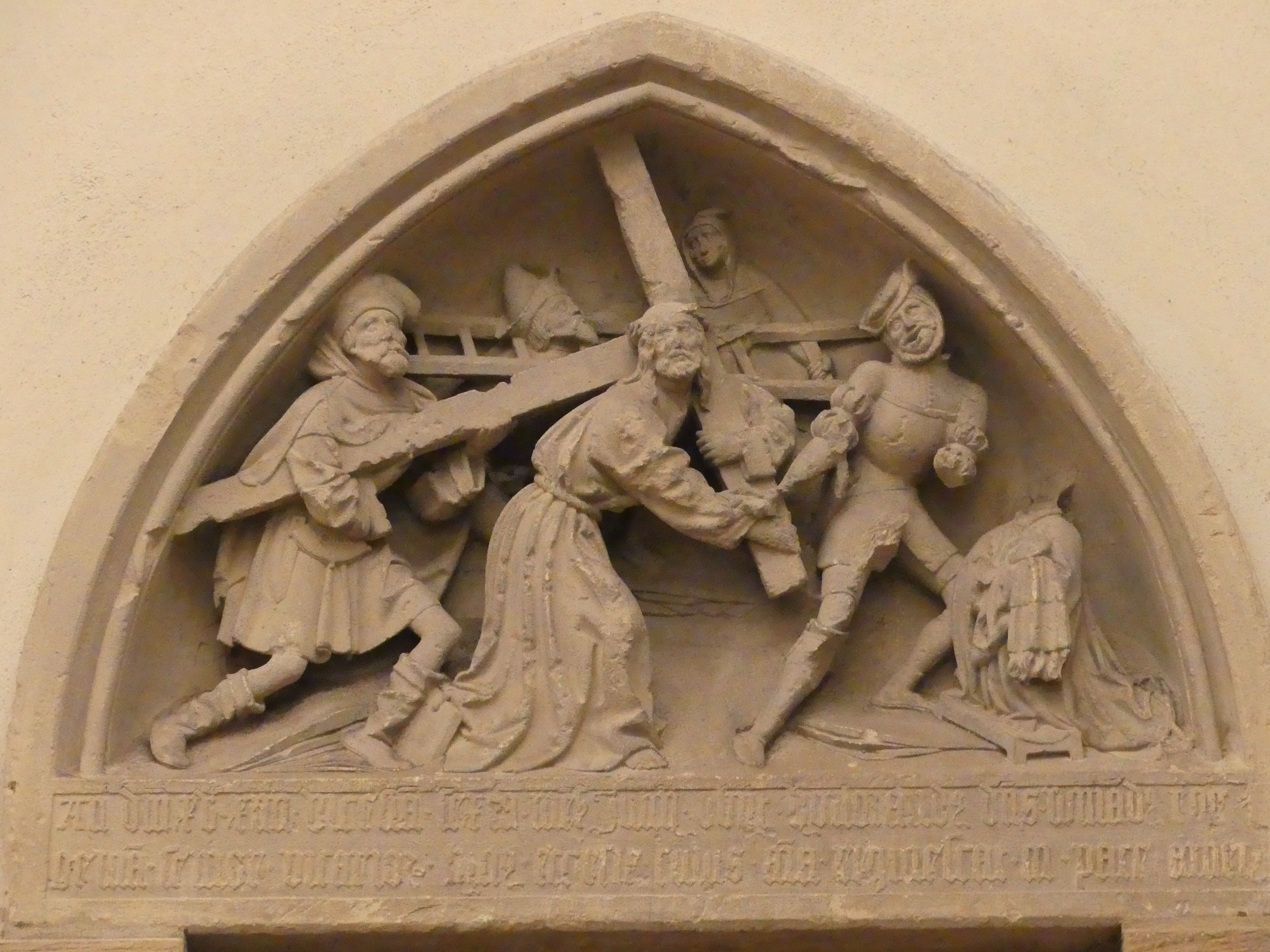
Epitaph von 1515, heute als Tympanon über neuer Tür

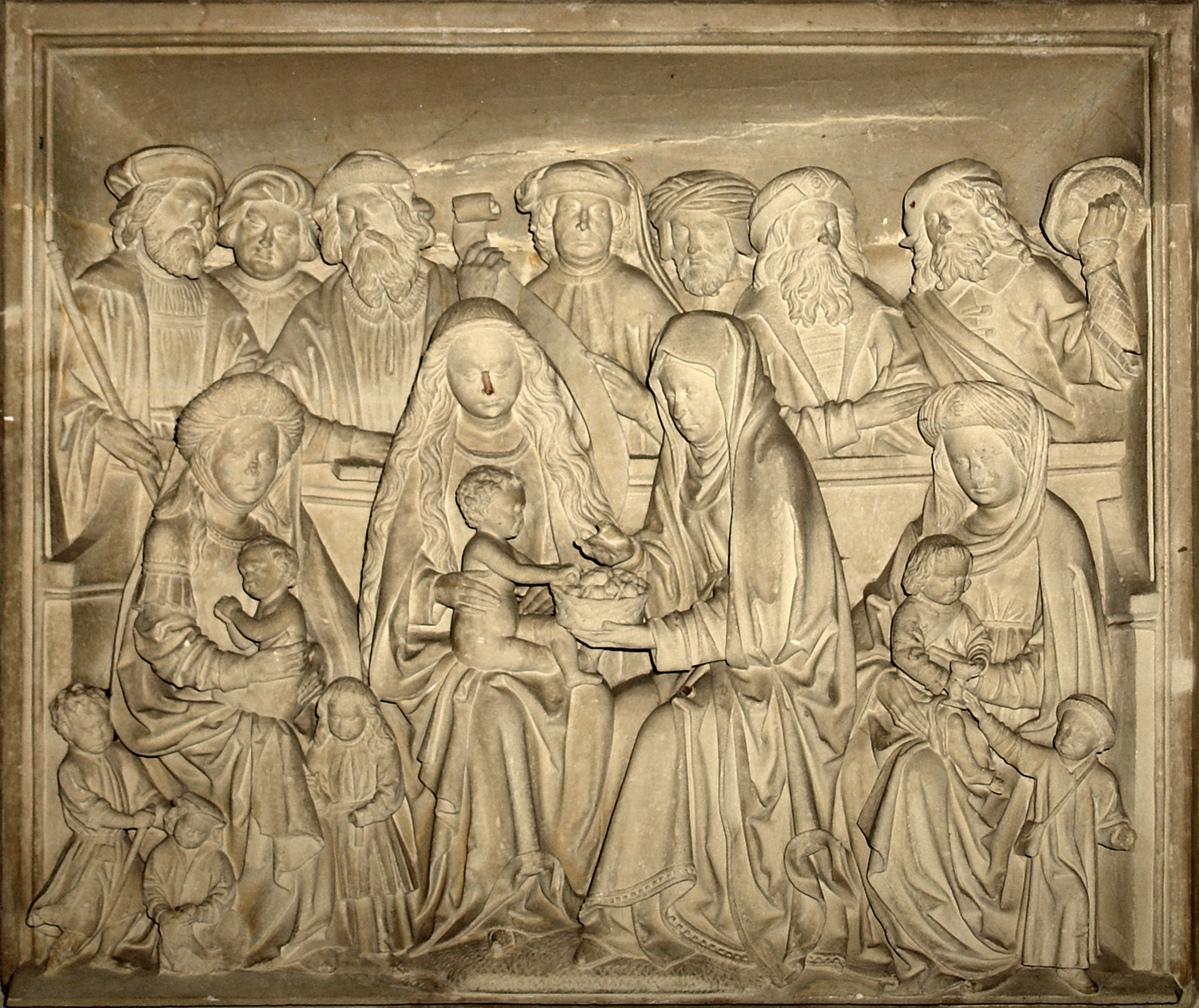
Heilige Sippe (um 1510)

Aus der Zeit zwischen 1430 und 1460 gibt es kaum Skulpturen im und am Dom. Aber gegen Ende des Jahrhunderts setzt sich mit großen Ensembles und zahlreichen Epitaphien die Bildhauerkunst fort, auffällig ist dabei das deutliche westfälische Element aller spätgotischen Steinfiguren, Epitaphien und sonstigen Reliefs des Doms. So stammt die um 1490 geschaffene Darstellung eines kreuztragenden Christus (jetzt auf dem Gemeindealtar an der Nordseite des Mittelschiffs beim ersten Pfeiler westlich der Kanzel, ehemals Westfassade) aus einer westfälisch beeinflussten bremischen Bildhauerwerkstatt, die wenig später auch die Einzelfiguren der Heiligen Christophorus, Hieronymus, Nikolaus und die Hl. Anna schuf.
1512 wurde die Chorschranke bzw. Brüstung des zur Orgelempore umgebauten Westchors von Evert van Roden aus Münster mit einer Skulpturengalerie ausgestattet. Seitlich der Gruppe mit den beiden Domgründern, Bischof Willehad und Karl dem Großen, sind zehn in Bremen besonders verehrte Heilige dargestellt: vier lokale Erzbischöfe, daneben die Heiligen Victor, Corona, Achatius, Quiriacus/Cyriacus von Jerusalem und weitere, nicht eindeutig benennbare. Eine farbige Fassung vom Anfang des 20. Jahrhunderts wurde 1980 entfernt, die Figuren dabei fälschlicherweise in umgekehrter Reihenfolge wieder aufgestellt. Zum Ensemble dieses sogenannten Westlettners gehörten ursprünglich wohl auch die in der gleichen westfälischen Werkstatt gefertigten Einzelfiguren der Muttergottes, des Hl. Dionysius, des Hl. Rochus und des Hl.Gregor. Stilistisch anzuschließen ist das figurenreiche Hochrelief der Heiligen Sippe im Nordturm. Laut Inschrift im Jahr 1515 geschaffen wurde ein spitzbogiges Tympanon mit Jesus auf dem Weg nach Golgatha, das den Kreuztragenden in ähnlicher Weise zeigt, wie die Monumentalplastik von 1490, jedoch in sehr bewegter Szene. Um 1525 bekam Meister Evert dann noch den Auftrag für ein Relief der Taufe Jesu nach einer Vorlage aus der Armenbibel, das ebenso wie ein formal ähnliches, aber zwei Jahrzehnte älteres Relief mit der Verkündigung zu einer Bilderfolge für den damaligen Domkreuzgang gehörte.

### Gemälde
Zwei Altartafeln mit Darstellung der Geißelung Christi und der Kreuztragung, gemalt um 1490 in Franken, sind heute um Dommuseum ausgestellt.
In den südlichen Seitenkapellen hängen einige teils großformatige Gemälde. Chronologisch:
- Vier Passionsszenen auf einem süddeutschen (Passauer ?) Altarflügel, datiert 1513 und signiert „H. Rot“.[77]
- Die Kreuztragung Christi, das Original von Raffael um 1514–1517 für eine Kirche in Palermo, die Bremer Kopie aus dem 19. Jahrhundert von Johann C. Baese,[78]
- Anbetung der Könige, um 1660 von Franz Wulfhagen,
- Jüngstes Gericht, 1698, von Heinrich Berichau,[79]
- Grablegung Christi, sowie die Anbetung der Könige und Hirten, beides 1898 von Arthur Fitger.

### Bronzegüsse
Taufbecken

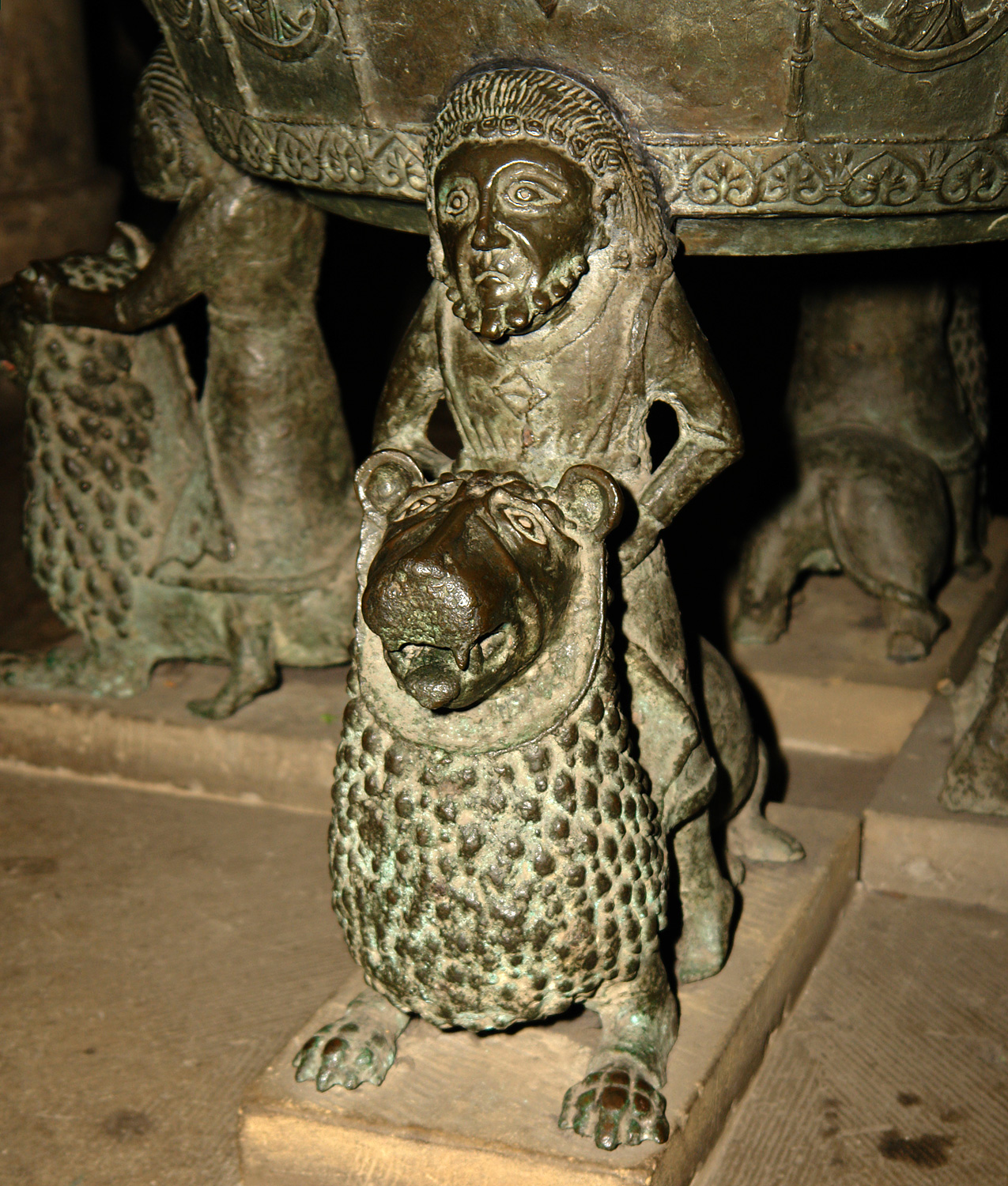
Fuß des spätromanischen Taufbeckens in der Westkrypta

Einer der bekanntesten Ausstattungsgegenstände des Bremer Doms ist das Bremer Taufbecken. Es wird von vier auf Löwen reitenden Männern getragen und zeigt auf der Wandung zwischen ornamentalen Palmettenbändern in zwei Arkadenreihen 38 Figuren (Christus, Apostel und Engel oben und Halbfiguren der Propheten mit Spruchbändern in Händen unten). Das Bronzebecken wurde um 1220–1230 von einem vermutlich bremischen Glockengießer hergestellt. Sein Fassungsvermögen beträgt nach den Untersuchungen von R.Spichal 216,5 Liter, er vermutet, dass es im Mittelalter als städtische Norm für Hohlmaße gedient habe. Da der Wert dem bremischen Handelsmaß für Flüssigkeiten, einem Oxhoft (in Bremen: 217,44 Liter) oder drei Bremer Getreidescheffeln (je ca. 72,5 Liter) nahe kommt, hat diese auch an anderen mittelalterlichen Taufbecken entsprechend verifizierte These einiges für sich. Das Werk befand sich zunächst im Westchor der Kirche. Danach erlebte es zahlreiche Umsetzungen. So stand es seit dem 16. Jahrhundert auf einem dreistufigen Podest nördlich des Eingangs. Ab 1811 befand es sich in der ersten Kapelle vor dem Chor. Nach der Umgestaltung der Westkrypta zur Taufkapelle wurde es im Jahr 1958 dorthin versetzt.
Türflügel
Im Zuge der 1909 abgeschlossenen großen Domrestaurierung erhielten die beiden Westportale Bronzetüren nach Modellen des Kölner Bildhauers Peter Fuchs, sie wurden von Josef Louis, Köln, gegossen; die Bildfelder auf den Nordtüren (1895) stellen Szenen aus dem Alten, jene am Südportal (1898) solche aus dem Neuen Testament dar. In beide ist je ein Löwenkopf von einer älteren Tür des 13. Jahrhunderts als Türzieher eingelassen, an der Nordtür in den linken Flügel, an der Südtür in den rechten; an den beiden übrigen Flügeln sind jeweils moderne Kopien eingefügt.
Die Türflügel von Peter Fuchs zeigen mehrere Darstellungen der Israeliten und Juden mit antisemitischen Zügen. Die St. Petri Domgemeinde ist sich bewusst, dass es sich hierbei um christliche Antijudaismen handelt. In Mitverantwortung für die Shoa und das Leid, das Jüdinnen und Juden zugefügt wurde, fühlt sich die Gemeinde verpflichtet, das Verständnis zwischen Judentum und Christentum zu fördern. Sie versteht die Portale heute als Mahnmal und fordert dazu auf, sich Diskriminierungen aus ethnischen und religiösen Gründen bewusst zu machen und sie entschieden zurückzuweisen. Das mahnende Verständnis wird unter anderem auf der Internetseite des Doms und auf einer Bronzetafel, die rechts neben den Portalen angebracht ist, kommuniziert.
Einen Türzieher in Gestalt eines Löwenkopfes, um 1520, der sich noch 1876 am Nordportal befand, sowie einen Nachguss von 1819 für den zweiten Flügel besitzt das Focke-Museum.
Jüngere Bronzearbeiten
Um 1975–1980 fertigte Heinrich Gerhard Bücker die figürlich reich ausgeschmückten Bronzegitter um den Ostchor sowie den Hochaltar und das Bronze-Kruzifix darauf.

Wo im Südquerhaus die 1978 freigelegte romanische Pforte in den Kreuzgang führt, erinnern seit 1986 Inschriften auf bronzenen Grabplatten von Klaus-Jürgen Luckey an die hier neu beigesetzten Würdenträger des Doms.

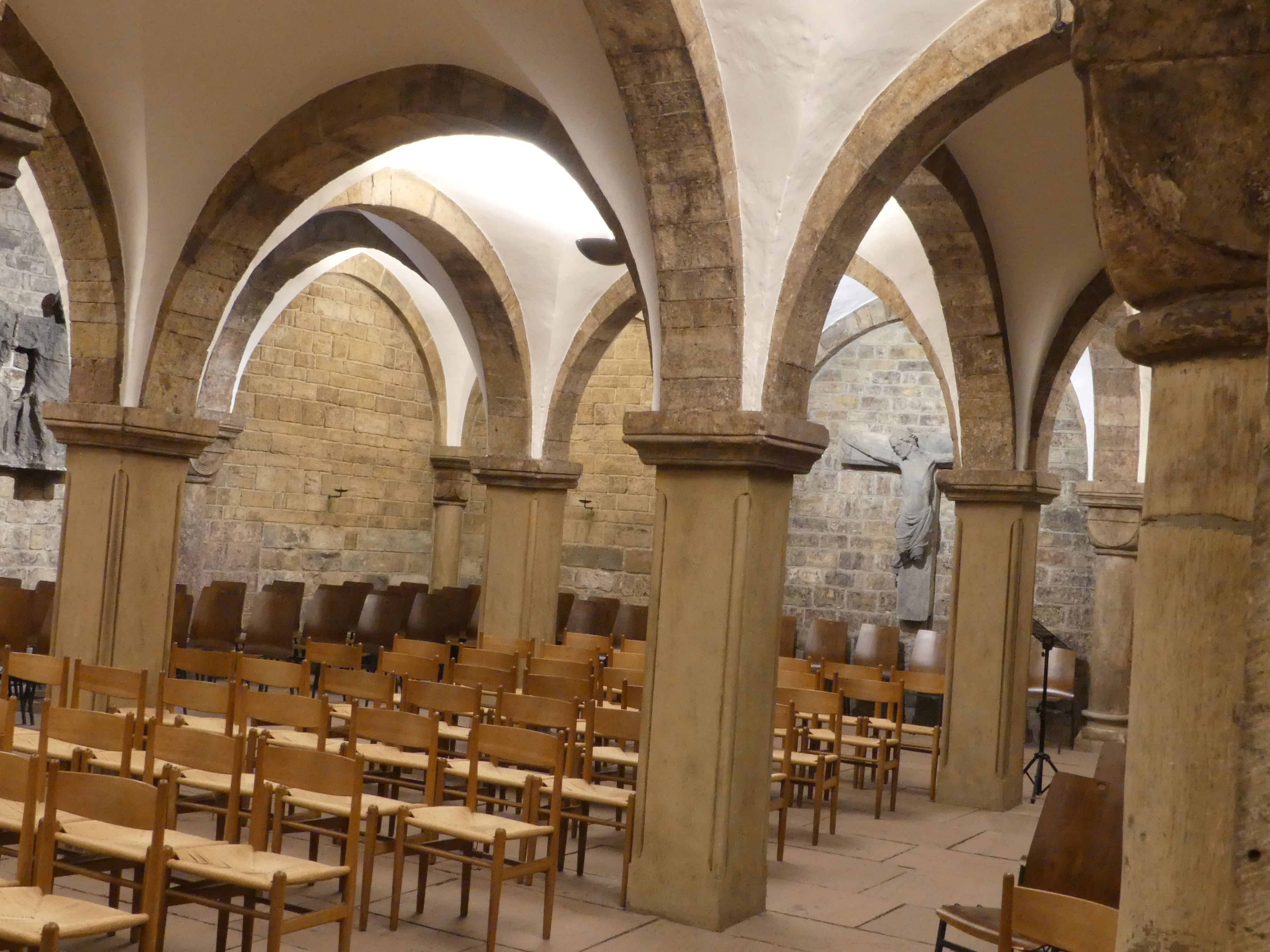
Zwischen den Pfeilern (statt sonst Säulen) im Westteil der Ostkrypta lag das Grab Erzbischof Adalberts

### Epitaphien und Grabplatten

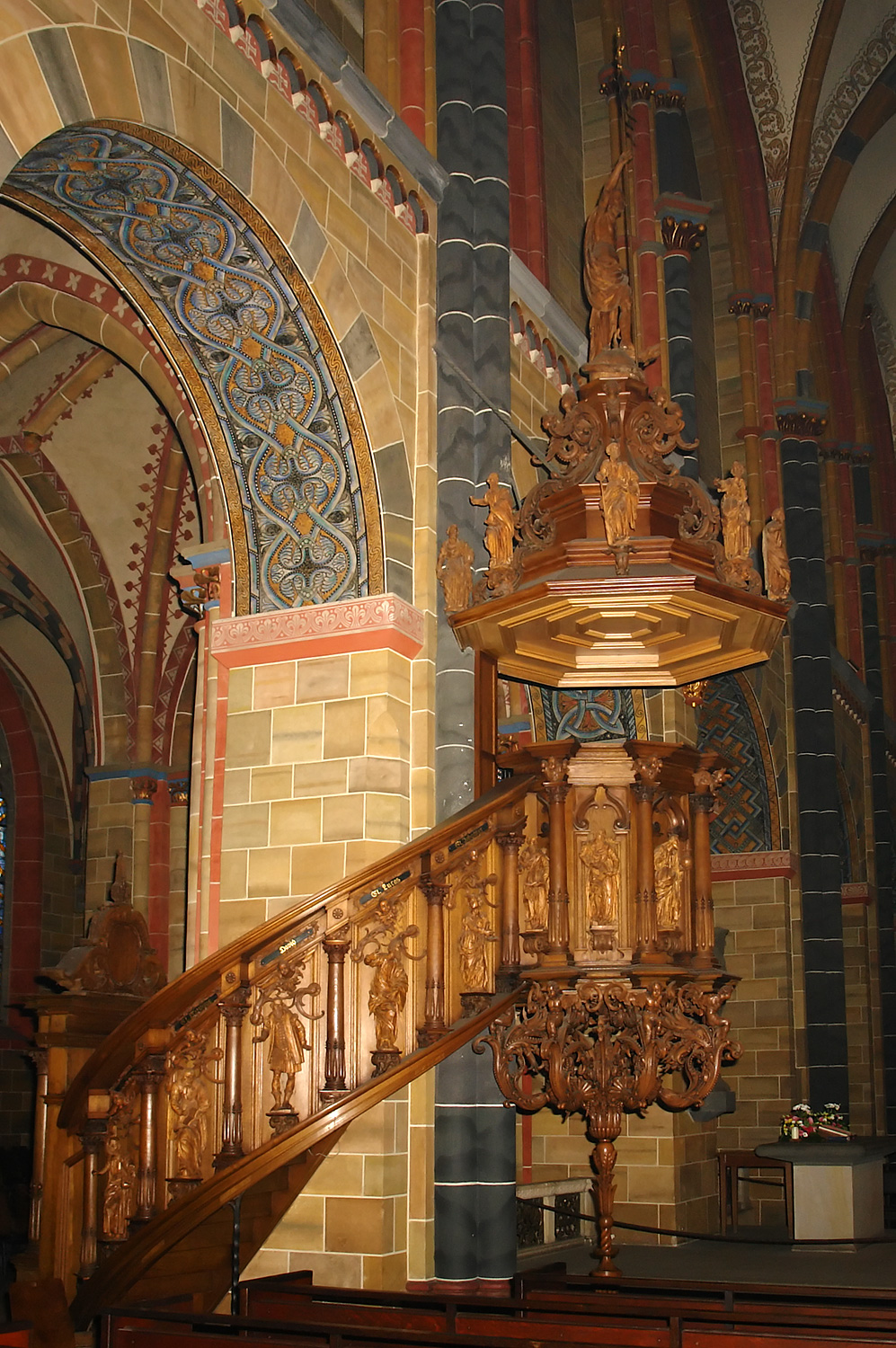
Barocke Kanzel (1641)

Im Inneren des Kirchenschiffes befinden sich annähernd 90 Gräber von Bischöfen, Erzbischöfen und anderen einflussreichen Kirchenpersönlichkeiten. Adolph Freiherr von Knigge, der auch im Dom begraben ist, stand als hannöverscher Verwalter des Bremer Dombezirks in der Rechtsnachfolge der kirchlichen Administratoren.
Wenn nicht anders angegeben, handelt es sich in der folgenden Auswahl um Bildhauerarbeiten in Stein.

Die Tabelle ist nach Spalten sortierbar (Kopfzeile anklicken).
| Name                                          | Todesjahr              | Ort                                                                                         | Darstellung, Bemerkung |
| --------------------------------------------- | ---------------------- | ------------------------------------------------------------------------------------------- | --- |
| Drei Bischöfe ?                               | 1053 ?                 | Westkrypta                                                                                  | Grabplatte mit drei Bischofsstäben, möglicherweise für die Bischöfe Adalgar († 909), Hoger (909 bis 915) und Reginward (917/918). Ihre Gräber fand man nicht dort. |
| Johann Rode. Dompropst                        | 1477                   | Dommuseum                                                                                   | Liegefigur. gravierte Messinggrabplatte |
| Johann III. Rode von Wale. Erzbischof         | 1511                   | Nordquerhaus                                                                                | Grabplatte, figürlich |
| … Vicarius                                    | 1515                   | Westkrypta, heute als Tympanon über der Tür zu einem Abstellraum                            | Kreuztragender Christus, ein helfender Kreuzträger, ein Spötter und der auf einer Betbank kniende Verstorbene                                                      |
| Brandis, Gherhardus. Kanoniker                | 1518                   | Eingang Dommuseum/Choraufgang                                                               | Gottesmutter, umgeben von St. Petrus, St. Martin, St. „Hieronimo“ and St. Benedict                                                                                 |
| Holtsviler, Johann von. Drost                 | 1575                   | Nordquerhaus                                                                                | Grabplatte mit Liegefigur in Rüstung |
| Rantzau, Berthold. Propst                     | 1489                   | Südquerhaussüdwand                                                                          | Beweinung Christi, Meister des Bentlager Sippenreliefs, Münster, um 1460–1470                                                                                      |
| Schulte, Friedrich                            | 1509                   | unter Westempore                                                                            | Trinität, mit der auf ihre Gottesmutterschaft weisenden Maria |
| Oldewagen, Gerhard                            | 1494                   | 2. südl. Mittelschiffspfeiler                                                               | Christus vor Pilatus |
| Clüver, Segebade                              | 1547                   | nördliche Turmhalle                                                                         | Allegorie der Erlösung, Stifterdarstellung |
| Hincke, Joachim                               | 1583                   | Südseitenschiff                                                                             | Liegefigur, Christi Himmelfahrt. Epitaphportal. Zuschreibung an die Werkstatt Karsten Hussmann/Hans Winter                                                         |
| von Sandvoort, Catharina                      | 1590                   | Südseitenschiff                                                                             | Neptun |
| Behr, Arnold                                  | 1578                   | Nordquerhaus                                                                                | Auferweckung des Lazarus. Zuschreibung an die Werkstatt Karsten Hussmann/Hans Winter                                                                               |
| von Hude, Segebade                            | 1578                   | Nordquerhaus                                                                                | Kreuzverehrung des Verstorbenen. Zuschreibung an die Werkstatt Karsten Hussmann/Hans Winter                                                                        |
| Clüver, Hermann                               | 1570                   | Südschiffkapelle, (5.)                                                                      | Auferweckung des Lazarus. Zuschreibung an die Werkstatt Karsten Hussmann/Hans Winter                                                                               |
| von Lith, Melchior                            | 1581                   | Südschiffkapelle, (5.)                                                                      | Auferweckung des Lazarus. Zuschreibung an die Werkstatt Karsten Hussmann/Hans Winter                                                                               |
| Varendorp, Ludolph. Dompropst                 | 1571                   | Nordseitenschiff                                                                            | Messinggrabplatte mit Bildnis |
| Varendorp, Ludolph. Dompropst                 | 1571                   | Nordschiff, Arkadenpfeiler                                                                  | Epitaph, Jüngstes Gericht. Zuschreibung an die Werkstatt Karsten Hussmann/Hans Winter                                                                              |
| von Langen, Ahasver                           | 1603                   | neben der Kanzel. Grablegung Christi. Zuschreibung an Hans Winter oder Werkstattnachfolger. | |
| von Galen, Theodor und Judocus                | 1602                   | Mittelschiff, gegenüber dem Schiffaltar                                                     | fragmentarisches Doppelepitaph, Eherne Schlange, Standfiguren der beiden Brüder. Zuschreibung an Hans Winter oder Werkstattnachfolger. →Bild                       |
| Wippermann, Engelbert                         | 1621                   | Nordschiffwestwand                                                                          | Christgeburt, Verkündigung. →Bild |
| von Hasbergen, Albert                         | 1625                   | Mittelschiff                                                                                | Auferstehung, Himmelfahrt, Tugenden. →Bild |
| Bocholt, Johannes. Kanoniker                  | 1510                   | Ostkrypta                                                                                   | Kreuzigung mit Maria, Johannes und Stifter |
| Stedebargen, Meinhard. Domvikar.              | 1535                   | Hauptschiffpfeiler                                                                          | Pietà |
| Unbenannt                                     | 1480 ca.               | zwischen Querhaus und Südseitenschiff                                                       | Kreuzigung mit 2 Stiftern |
| Unbenannt (Retabel ?)                         | 1480–1490 ca.          | Ostkrypta                                                                                   | Schmerzensmann zwischen Maria und Johannes. Westfälische Werkstatt.                                                                                                |
| von Luneberge, Bernhard. Kanoniker            | 1500–1510 ca.          | Unter Orgelempore                                                                           | Gregorsmesse mit Stifterfigur |
| Voguel, Henry                                 | 1746 (1754 ausgeführt) | Nordschiff                                                                                  | Pelikan. Bildhauer: Th. W. Frese. →Bild |
| Vaget, Gerhard. Letzter Abt des Paulsklosters | 1567                   | Dommuseum                                                                                   | Auferstehung. Zuschreibung an die Werkstatt Kirsten Hussmann/Hans Winter                                                                                           |
| Knigge, Adolph, Schriftsteller                | 1796                   | Südseitenschiff, Durchgang zum Glockenhof                                                   | Nachbildung (1984) einer älteren Grabplatte mit Inschrift und Wappen                                                                                               |

### Kanzel und Altäre

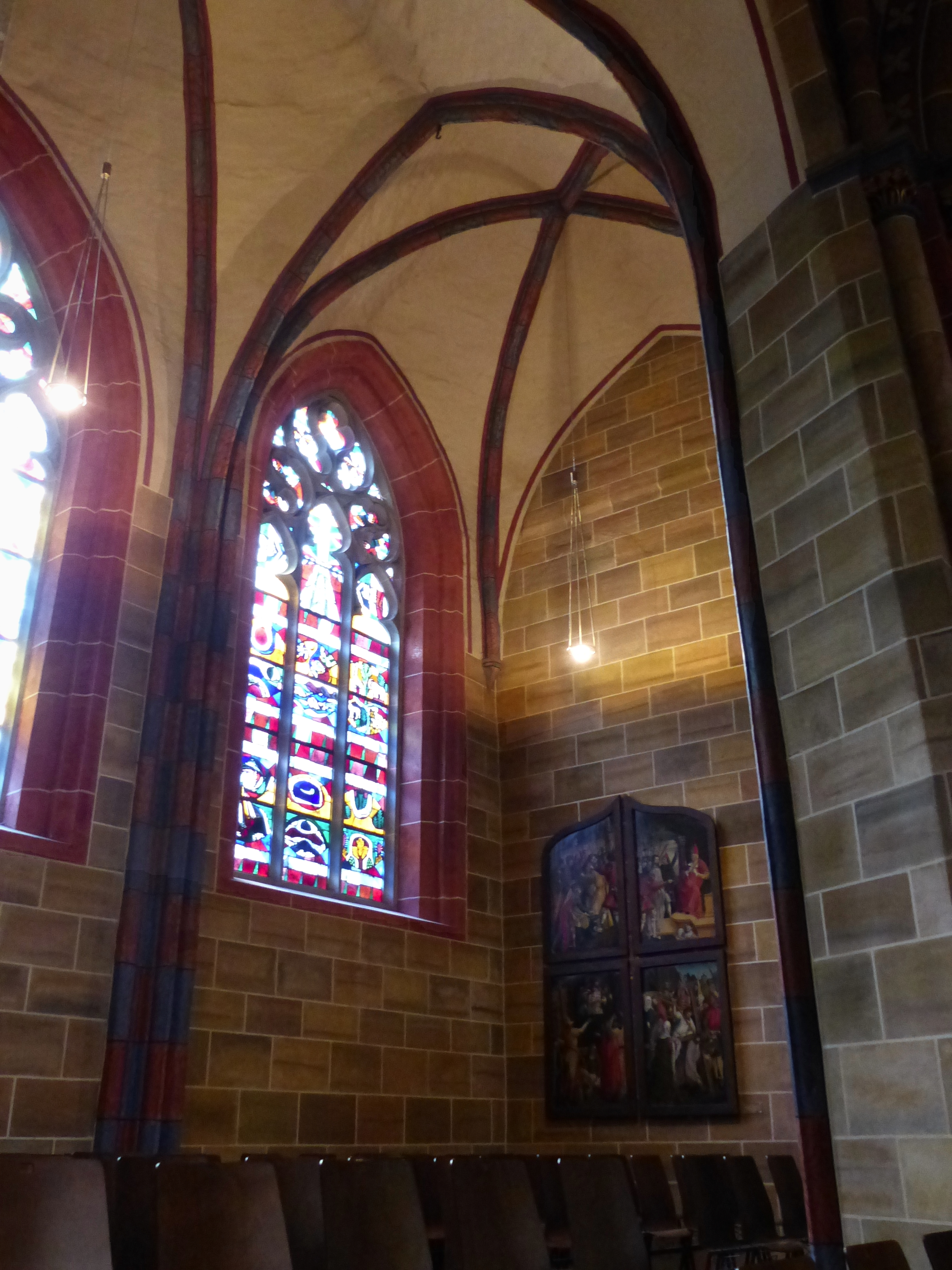
Südwestecke der westlichsten Kapelle am Südschiff; Passauer Altarflügel

Nachdem der Dom am 23. September 1638 wieder für (jetzt lutherische) Gottesdienste geöffnet worden war, ließ der letzte Bremer Erzbischof Friedrich Prinz von Dänemark 1641 die figürlich reich geschmückte Kanzel durch Jürgen Kriebel, den Glückstädter Hofbildhauer des Dänenkönigs Christian IV., anfertigen. Die Kanzel hatte ursprünglich eine farbige, in der Barockzeit eine weiß-goldene Fassung und im 19. Jahrhundert einen braunen Anstrich, der um 1977 entfernt wurde. Das Bildprogramm beginnt mit den vier Evangelisten am Treppengeländer, sie flankieren eine als David beschriftete Figur. Um den Kanzelkorb sind Propheten des Alten Testamentes (Jeremia, Jesaja, Daniel, Hesekiel und Moses) seitlich Johannes dem Täufer und einem Christus Salvator dargestellt. Den Schalldeckel umringen acht Apostel, er wird überhöht durch den über das Böse siegenden, auferstehenden Christus. Die Kanzel erhebt sich seit jeher am mittleren Pfeiler der nördlichen romanischen Arkade des Hauptschiffs.
Am Vorabend der Reformation soll der Dom fünfzig Altäre beherbergt haben, von denen keiner erhalten blieb. Der Hauptaltar ist heute schlicht. Weitere drei Altäre befinden sich in den beiden Krypten und an der Nordseite des Hauptschiffs. Wie schon beschrieben, dienen als Altarfiguren Skulpturen, die im Mittelalter für andere Zwecke geschaffen wurden.
Die Anfänge eines Altars bei der Kanzel lassen sich bis in Zeit der großen Erneuerung Ende des 19. Jahrhunderts zurückverfolgen. Ein Foto von Louis Koch aus dem Jahr 1876 (siehe → Kirchenschiff) zeigt um die Kanzel noch ein unmöbliertes Karee zwischen ostwärts gewandtem Gestühl im Westen und westwärts gewandtem im Osten. Wegen der langwierigen Bauarbeiten für den Vierungsturm (und späteren Nachbesserungen im Langhaus) wurde der Kirchenraum von August 1895 bis September 1901 durch eine Trennwand westlich der Vierung quergeteilt. In dem dann über mehrere Jahre für Gottesdienste genutzten westlichen Teil stand bis 1895 kein Altar zur Verfügung. Also wurde unter der Kanzel als Altar ein Tisch aufgestellt, mit Tischdecke und einem Bibelpult darauf. Nach Abschluss der Bauarbeiten behielt man diesen Tisch bei.

### Glasfenster
Im März 1945 gingen alle damals vorhandenen, d. h. seit 1852 erstellten Buntglasfenster verloren.
Die Rose im Westen und die Farbfenster der Chorschlusswand schuf 1946 der Bremer Georg Rohde. Die „Anbetung der Hl. Drei Könige“, wurde 1953 von dem deutschen Maler Charles Crodel entworfen. Mehrere Fenster in den Kapellen des Südseitenschiffs stammen von Robert Rabolt († 1974) aus München, die Obergadenfenster und andere entwarf Heinrich Gerhard Bücker.

### Orgeln

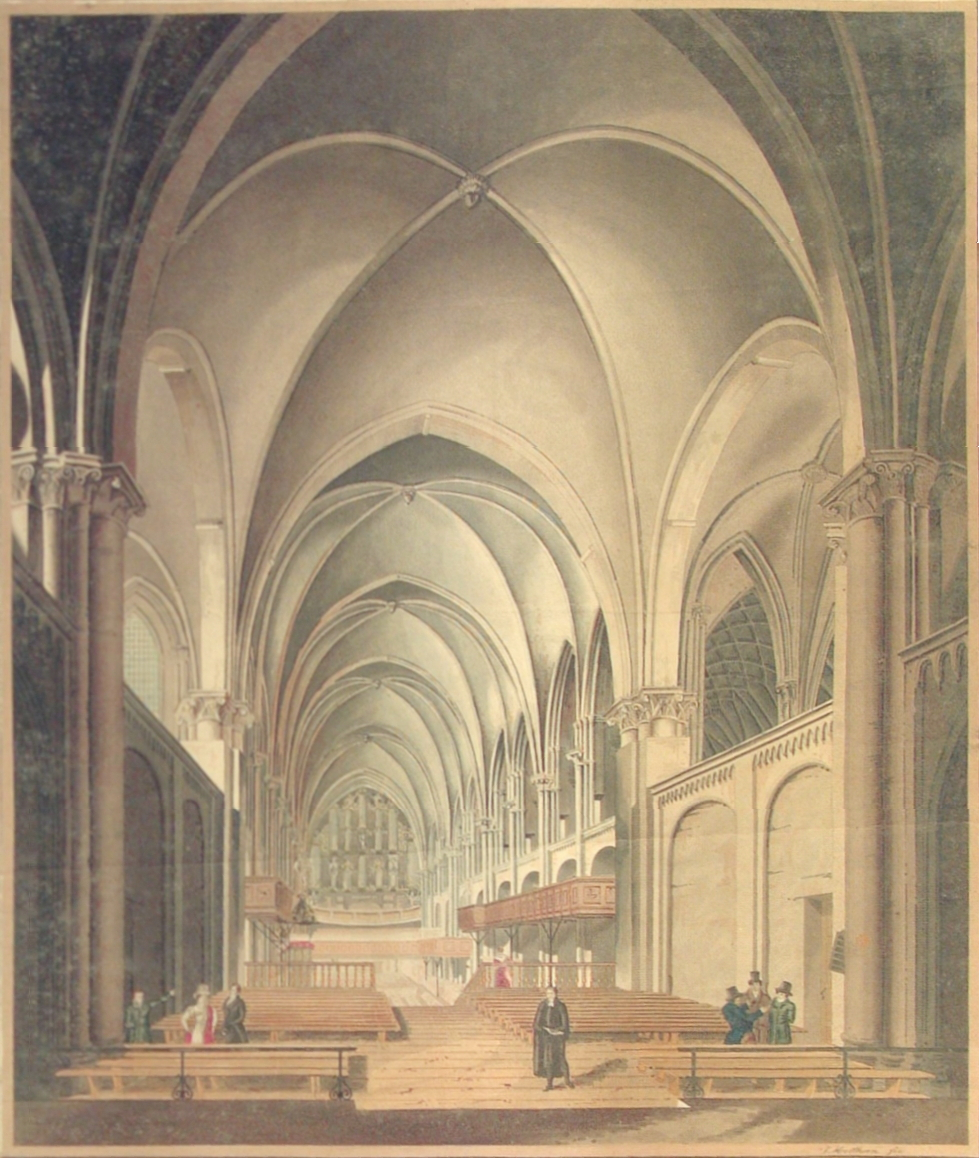
1820er-Jahre: Der riesige Prospekt der Arp-Schnitger-Orgel verdeckt das westliche Rosenfenster. Vierung mit Trennmauern zu den Querschiffen.

Seit 1244 gab es eine Anweisung an den Kantor des Doms, auch die Orgel zu betreuen.
Erstmals 1508 wurde ein Organist namentlich erwähnt.
Eine große Orgel mit mehreren Manualen und sechs Bälgen wurde ab 1528 eingebaut. Zu besonderen Anlässen wurde sie sogar in den Jahrzehnten gespielt, in denen der Dom normalerweise geschlossen war. 1688 beklagte der Domorganist Scheele schwere Schäden.
Zwischen 1693 und 1698 wurde dann die berühmte Schnitger-Orgel mit 56 Registern eingebaut, konstruiert von dem in Hamburg wohnenden Orgelbaumeister Arp Schnitger. In den 150 Jahren seines Bestehens wurde das Instrument mehrmals umgebaut, u. a. durch Otto Biesterfeldt in den Jahren 1827/28.
Eine neue Orgel erhielt der Dom dann 1847–1849. Das Instrument mit 59 Registern schuf Johann Friedrich Schulze aus Paulinzella.

#### Sauer-Orgel

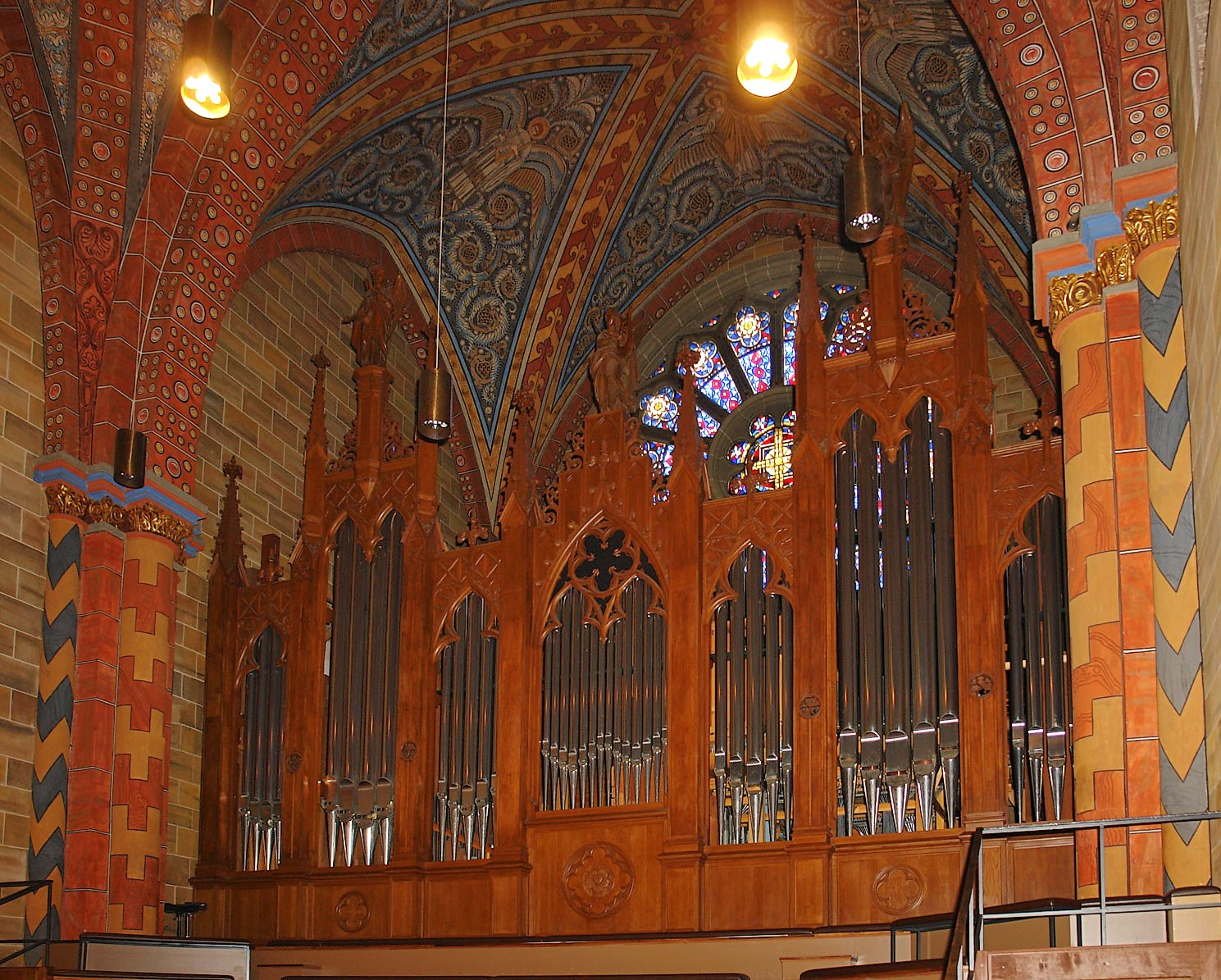
Prospekt der Sauer-Orgel

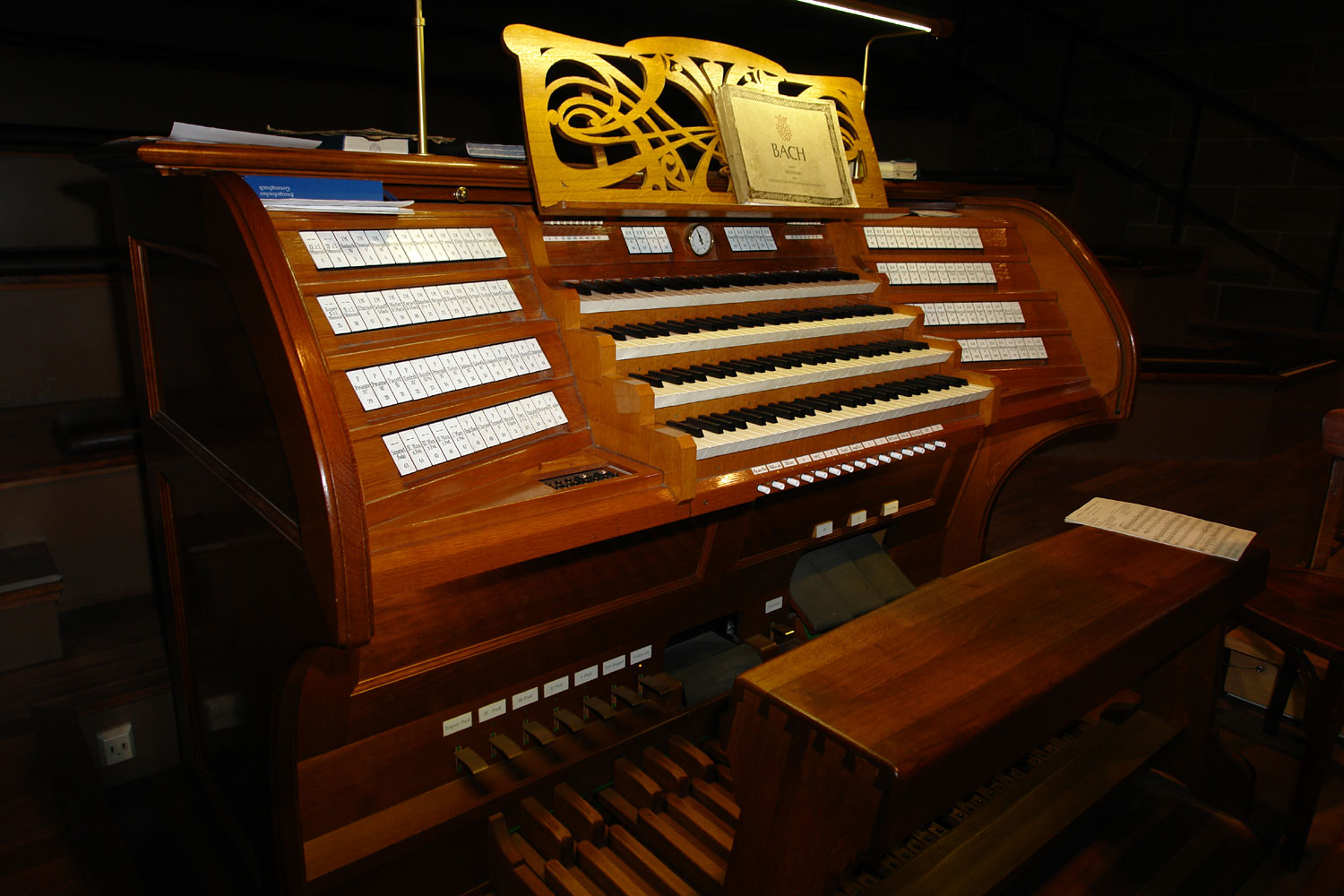
Spieltisch der Sauer-Orgel

Im Zuge der Restaurierung des Westbaues des Bremer Domes erhielt der Dom 1894 unter Verwendung des Schulze-Prospektes und des Contrabass 32' von 1849 eine neue Orgel von Wilhelm Sauer. Eine Reihe von Umbauten zwischen 1903 und 1958 führten zu umfassenden Veränderungen in der technischen Anlage und einem Austausch bzw. Umbau/Umstellung von insgesamt 58 originalen Sauer-Registern, um die Disposition dem Zeitgeschmack im Hinblick auf die sogenannte Orgelbewegung anzupassen. Vom dreimanualigen Instrument mit 65 Registern entwickelte es sich über verschiedene Zwischenstufen zum viermanualigen Instrument mit 101 Registern. Durch eine umfassende Restaurierung (1995–1996) von Christian Scheffler gelang es schließlich, zahlreiche zwischenzeitlich entfernte Register der Ästhetik Wilhelm Sauers entsprechend zu rekonstruieren. Darüber hinaus wurde der 1958 teilweise zerstörte neogotische Prospekt wiederhergestellt sowie ein neuer fahrbarer Spieltisch auf der Empore gebaut. Heute verfügt die große Orgel auf der Westempore über 98 Register. Die Orgelpfeifen sind in dem gesamten, über 90 m² großen, Raum zwischen Orgelprospekt und Fassadenwand verteilt.
| I. Manual C–a3 |                   |       |     |
| 01.            | Principal         | 16′   |     |
| 02.            | Bordun            | 16′   | (H) |
| 03.            | Prästant          | 08′   |     |
| 04.            | Doppelflöte       | 08′   |     |
| 05.            | Gamba             | 08′   |     |
| 06.            | Flûte             | 08′   | (H) |
| 07.            | Principal amabile | 08′   | (t) |
| 08.            | Quintatön         | 08′   | (H) |
| 09.            | Gemshorn          | 08′   | (H) |
| 10.            | Gedackt           | 08′   | (H) |
| 11.            | Octave            | 04′   | (H) |
| 12.            | Rohrfloete        | 04′   | (H) |
| 13.            | Violini           | 04′   | (t) |
| 14.            | Gemshorn          | 04′   | (H) |
| 15.            | Rohrquinte        | 2 ⁄3′ | (H) |
| 16.            | Octave            | 02′   | (t) |
| 17.            | Flachfloete       | 02′   | (H) |
| 18.            | Rauschquinte      | 2 ⁄3′ | (H) |
| 19.            | Cornett III–IV    | 2 ⁄3′ | (H) |
| 20.            | Mixtur III–V      | 02′   | (H) |
| 21.            | Scharff V         | 02′   |     |
| 22.            | Bombarde          | 16′   | (H) |
| 23.            | Trompete          | 08′   | (H) |
| 24.            | Clarine           | 04′   | (H) |

| II. Manual C–a3 |                 |       |     |
| 25.             | Salicional      | 16′   |     |
| 26.             | Bordun          | 16′   | (H) |
| 27.             | Principal       | 08′   | (t) |
| 28.             | Floete          | 08′   | (H) |
| 29.             | Spitzfloete     | 08′   | (H) |
| 30.             | Gedackt         | 08′   | (H) |
| 31.             | Salicional      | 08′   |     |
| 32.             | Octave          | 04′   | (H) |
| 33.             | Flauto Dolce    | 04′   |     |
| 34.             | Salicional      | 04′   |     |
| 35.             | Nachthorn       | 04′   | (H) |
| 36.             | Quinte          | 2 ⁄3′ | (H) |
| 37.             | Rohrfloete      | 02′   | (H) |
| 38.             | Piccolo         | 02′   |     |
| 39.             | Quinte          | 1 ⁄3′ | (H) |
| 40.             | Siffloete       | 01′   | (H) |
| 41.             | Rauschquinte II | 2 ⁄3′ | (H) |
| 42.             | Cornett III     | 2 ⁄3′ |     |
| 43.             | Mixtur III      | 02′   |     |
| 44.             | Cymbel III      | 02′   |     |
| 45.             | Fagott          | 16′   | (H) |
| 46.             | Tuba            | 08′   |     |
| 47.             | Clarinette      | 08′   |     |

| III. Manual C–a3 (im Schweller) |                      |       |     |
| 48.                             | Gamba                | 16′   |     |
| 49.                             | Gedackt              | 16′   | (H) |
| 50.                             | Principal            | 08′   | (H) |
| 51.                             | Concertfloete        | 08′   | (t) |
| 52.                             | Schalmei             | 08′   | (H) |
| 53.                             | Zartfloete           | 08′   | (t) |
| 54.                             | Quintatön            | 08′   |     |
| 55.                             | Gedackt              | 08′   | (t) |
| 56.                             | Aeoline              | 08′   |     |
| 57.                             | Voix celeste         | 08′   | (t) |
| 58.                             | Praestant            | 04′   | (H) |
| 59.                             | Traversfloete        | 04′   | (H) |
| 60.                             | Viola                | 04′   |     |
| 61.                             | Nasat                | 2 ⁄3′ | (H) |
| 62.                             | Nachthorn            | 02′   | (H) |
| 63.                             | Piccolo              | 02′   | (H) |
| 64.                             | Harmonia aethera III |       | (H) |
| 65.                             | Sesquialtera II      | 2 ⁄3′ | (H) |
| 66.                             | Mixtur IV            | 2 ⁄3′ |     |
| 67.                             | Trompette harmonique | 08′   | (t) |
| 68.                             | Oboe                 | 08′   | (H) |
| 69.                             | Krummhorn            | 08′   | (H) |
|                                 | Glocken              |       | (H) |

| IV. Manual C–a3 (im Schweller) |                    |     |     |
| 70.                            | Quintatön          | 16′ | (t) |
| 71.                            | Gemshorn           | 08′ | (H) |
| 72.                            | Unda maris         | 08′ | (H) |
| 73.                            | Rohrflöte          | 08′ | (t) |
| 74.                            | Traversflöte       | 04′ | (t) |
| 75.                            | Fugara             | 04′ |     |
| 76.                            | Flautino           | 02′ |     |
|                                | im Einzelschweller |     |     |
| 77.                            | Vox humana         | 08′ | (H) |
|                                | Tremulant (Nr. 77) |     |     |

| Pedal C–f1 |                     |         |     |
| 78.        | Contrabass          | 32′     | (H) |
| 79.        | Principalbass       | 16′     | (H) |
| 80.        | Violon              | 16′     |     |
| 81.        | Subbass             | 16′     | (H) |
| 82.        | Salicetbass         | 16′     | (H) |
| 83.        | Quintbass           | 10 2⁄3′ | (t) |
|            | Echobass (= Nr. 49) | 16′     |     |
| 84.        | Offenbass           | 08′     | (H) |
| 85.        | Cello               | 08′     |     |
| 86.        | Bassflöte           | 08′     | (H) |
| 87.        | Dulciana            | 08′     | (H) |

| (Fortsetzung) |               |        |     |
| 88.           | Quinte        | 5 1⁄3′ |     |
| 89.           | Flauto Dolce  | 04′    |     |
| 90.           | Octave        | 04′    |     |
| 91.           | Terz          | 1 3⁄5′ |     |
| 92.           | Mixtur IV     |        |     |
| 93.           | Posaune       | 32′    | (H) |
| 94.           | Posaune       | 16′    | (H) |
| 95.           | Fagott        | 16′    |     |
| 96.           | Trompete      | 08′    | (H) |
| 97.           | Clarine       | 04′    |     |
| 98.           | Englisch Horn | 04′    | (H) |

(H) = Vorhandenes Register (historischer Bestand)
(t) = teilweise vorhandenes, in Teilen rekonstruiertes Register
- Koppeln
  - Normalkoppeln: II/I, III/I, IV/I, III/II, IV/II, IV/III, I/P, II/P, III/P, IV/P
  - Superoktavkoppel: II/I
- Spielhilfen
  - Feste Kombinationen (p, mf, f); Tutti; Tutti Rohrwerke; Absteller (Rohrwerke, Manual 16′); Zungen-Einzelabsteller
  - Schwelltritte für III. und IV. Manual; Schwelltritt für Vox Humana (IV)
  - Crescendowalze, Absteller (Walze, Koppeln aus der Walze, Handregister)
  - 2 × 256-fache Setzeranlage (abschließbar); Sequenzer.
- Anmerkungen

1. ↑  II. Manual (für die Superoktavkoppel II/I) ausgebaut bis a4.

#### Bach-Orgel

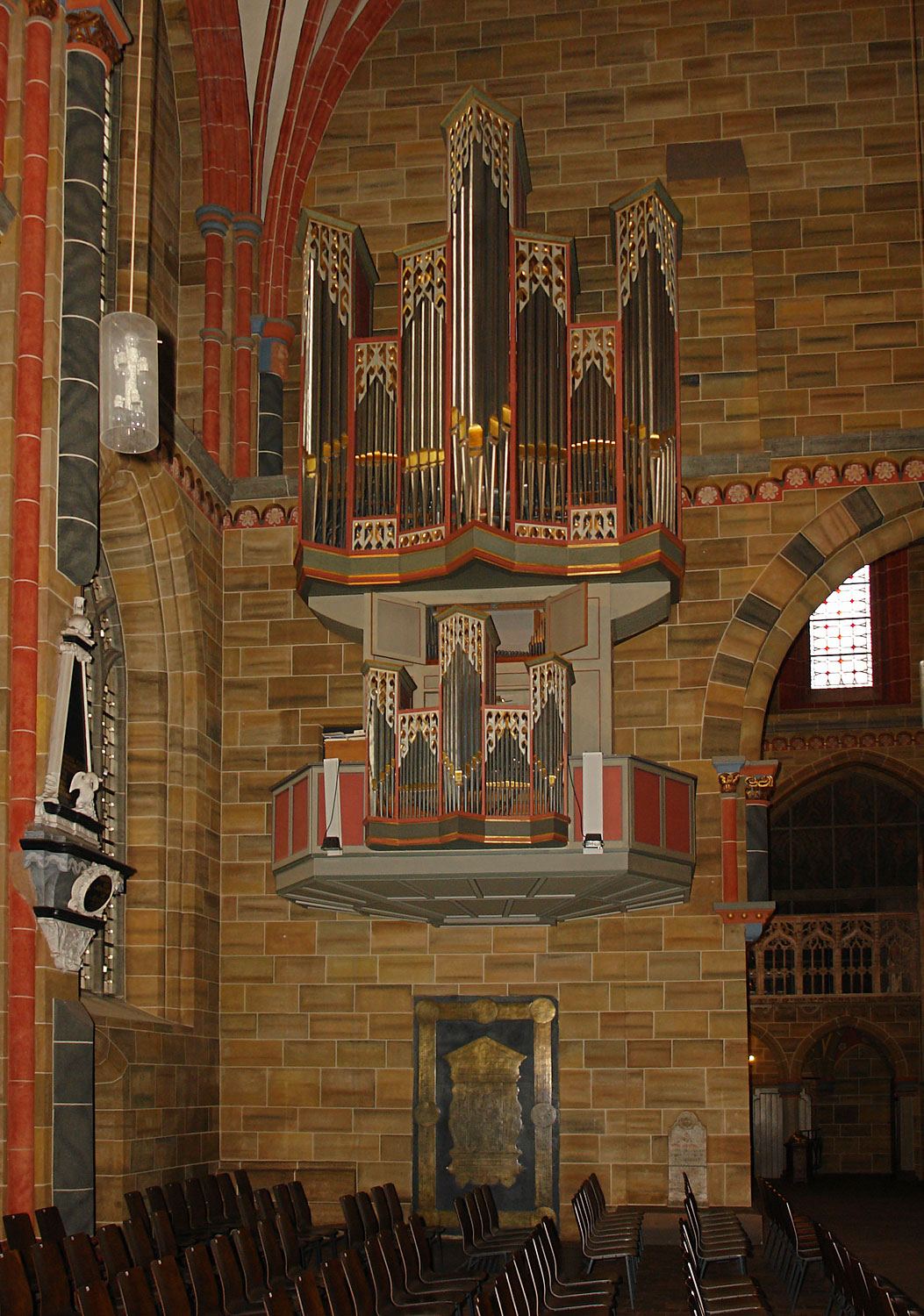
Bach-Orgel

An der Ostwand des nördlichen Querschiffes befindet sich die im Stile des Neobarock gehaltene Bach-Orgel mit 35 Registern, die zwischen 1965 und 1966 in der Werkstatt der niederländischen Orgelbauer van Vulpen in Utrecht gefertigt und am 20. Februar 1966 mit einem Konzert von Käte van Tricht eingeweiht wurde. Sie ersetzte die im Zweiten Weltkrieg schwer beschädigte erste Bachorgel des Erbauers Wilhelm Sauer, die anlässlich des 26. deutschen Bachfestes 1939 im Dom eingeweiht wurde.
| I Rugwerk C–g3 |                |       |
| 1.             | Holpijp        | 8′    |
| 2.             | Prestant       | 4′    |
| 3.             | Roerfluit      | 4′    |
| 4.             | Gernshoorn     | 2′    |
| 5.             | Nasard         | 1 ⁄3′ |
| 6.             | Sexquialter II | 2 ⁄3′ |
| 7.             | Scherp IV      | 1′    |
| 8.             | Dulciaan       | 16′   |
| 9.             | Kromhoorn      | 8′    |
|                | Tremulant      |       |

| II Hoofdwerk C–g3 |                 |       |
| 10.               | Prestant        | 16′   |
| 11.               | Prestant        | 8′    |
| 12.               | Roerfluit       | 8′    |
| 13.               | Octaaf          | 4′    |
| 14.               | Spitsfluit      | 4′    |
| 15.               | Quint           | 2 ⁄3′ |
| 16.               | Octaaf          | 2′    |
| 17.               | Mixtuur VI–VIII | 1 ⁄3′ |
| 18.               | Trompet         | 8′    |

| III Borstwerk C–g3 |              |    |
| 19.                | Houtgedekt   | 8′ |
| 20.                | Gedekt Fluit | 4′ |
| 21.                | Prestant     | 2′ |
| 22.                | Siflet       | 1′ |
| 23.                | Tertiaan II  |    |
| 24.                | Cimbel II    |    |
| 25.                | Vox humana   | 8′ |
|                    | Tremulant    |    |

| Pedal C–f1 |                   |       |
| 26.        | Prestant (Nr. 10) | 16′   |
| 27.        | Subbas            | 16′   |
| 28.        | Octaaf            | 8′    |
| 29.        | Gedekt            | 8′    |
| 30.        | Octaaf            | 4′    |
| 31.        | Nachthoorn        | 2′    |
| 32.        | Mixtuur VI        | 2 ⁄3′ |
| 33.        | Bazuin            | 16′   |
| 34.        | Trompet           | 8′    |
| 35.        | Schalmei          | 4′    |
| 36.        | Cornet            | 2'    |

- Koppeln: II/I, III/I, I/P, II/P, III/P
- Schwelltritt für Borstwerk

#### Wegscheider-Chororgel

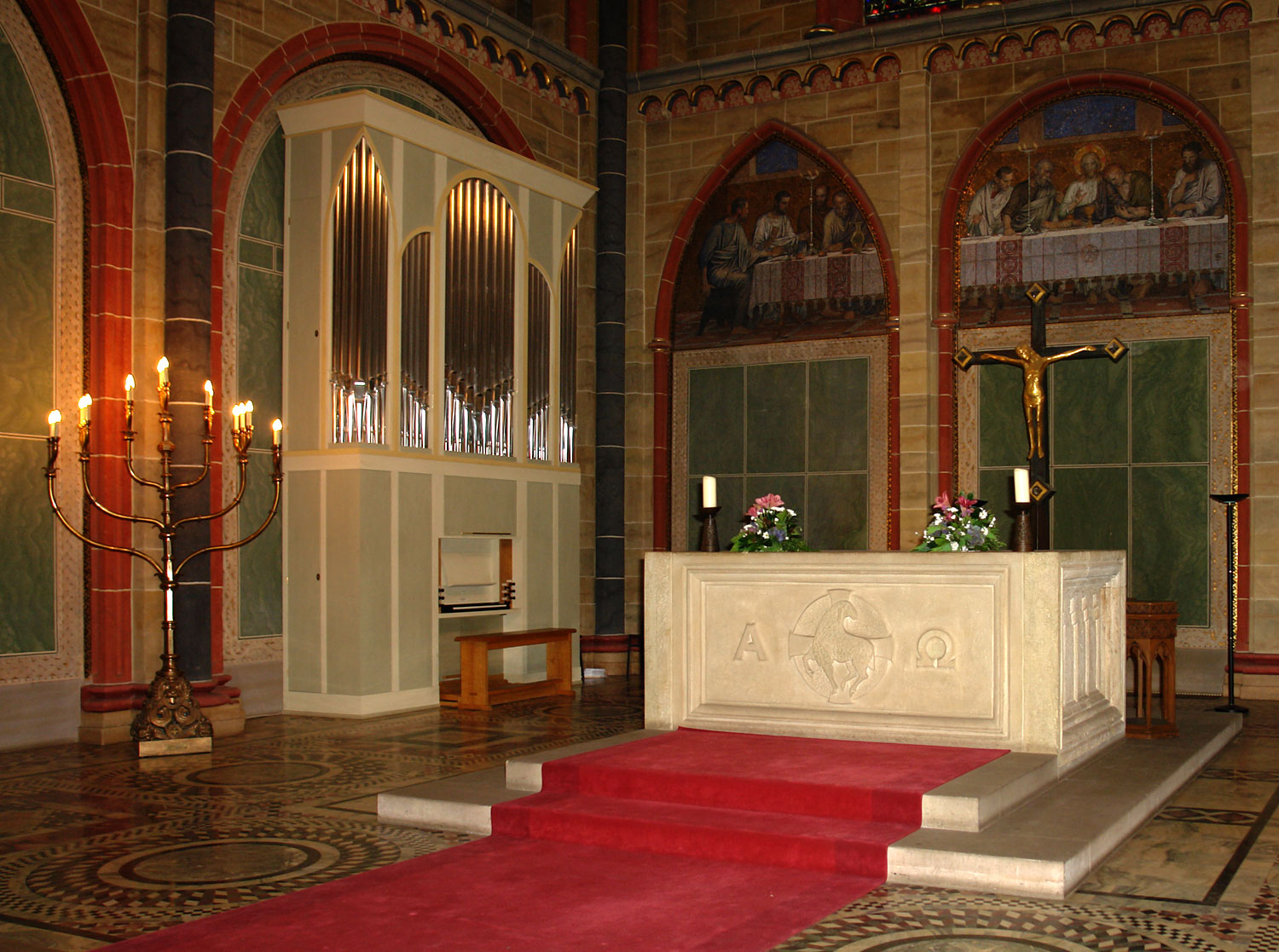
Wegscheider-Orgel

2002 wurde im Hochchor des Domes eine einmanualige Chororgel aus der Dresdner Orgelwerkstatt Wegscheider errichtet, die der musikalischen Gestaltung von Trauungen, Abendmahlsgottesdiensten und anderen Veranstaltungen im Hochchor dient. Ermöglicht wurde der Bau dieser Orgel, die sich im Chorraum an der Nordseite links vom Altar befindet, durch eine Stiftung von Ingeborg Jacobs, der Witwe des Bremer Firmengründers Walther C. Jacobs.
| Manualwerk C–f3 |                |     |
| 1.              | Bordun         | 16′ |
| 2.              | Principal      | 8′  |
| 3.              | Viola di Gamba | 8′  |
| 4.              | Gedackt        | 8′  |
| 5.              | Octave         | 4′  |

| (Fortsetzung) |             |    |
| 6.            | Rohrflöte   | 4′ |
| 7.            | Nasat       | 3′ |
| 8.            | Superoctave | 2′ |
| 9.            | Mixtur III  |    |
|               | Tremulant   |    |

| Pedal C-d1 |                   |     |
| 10.        | Subbass (= Nr. 1) | 16′ |

- Koppeln: I/P

#### Silbermann-Orgel

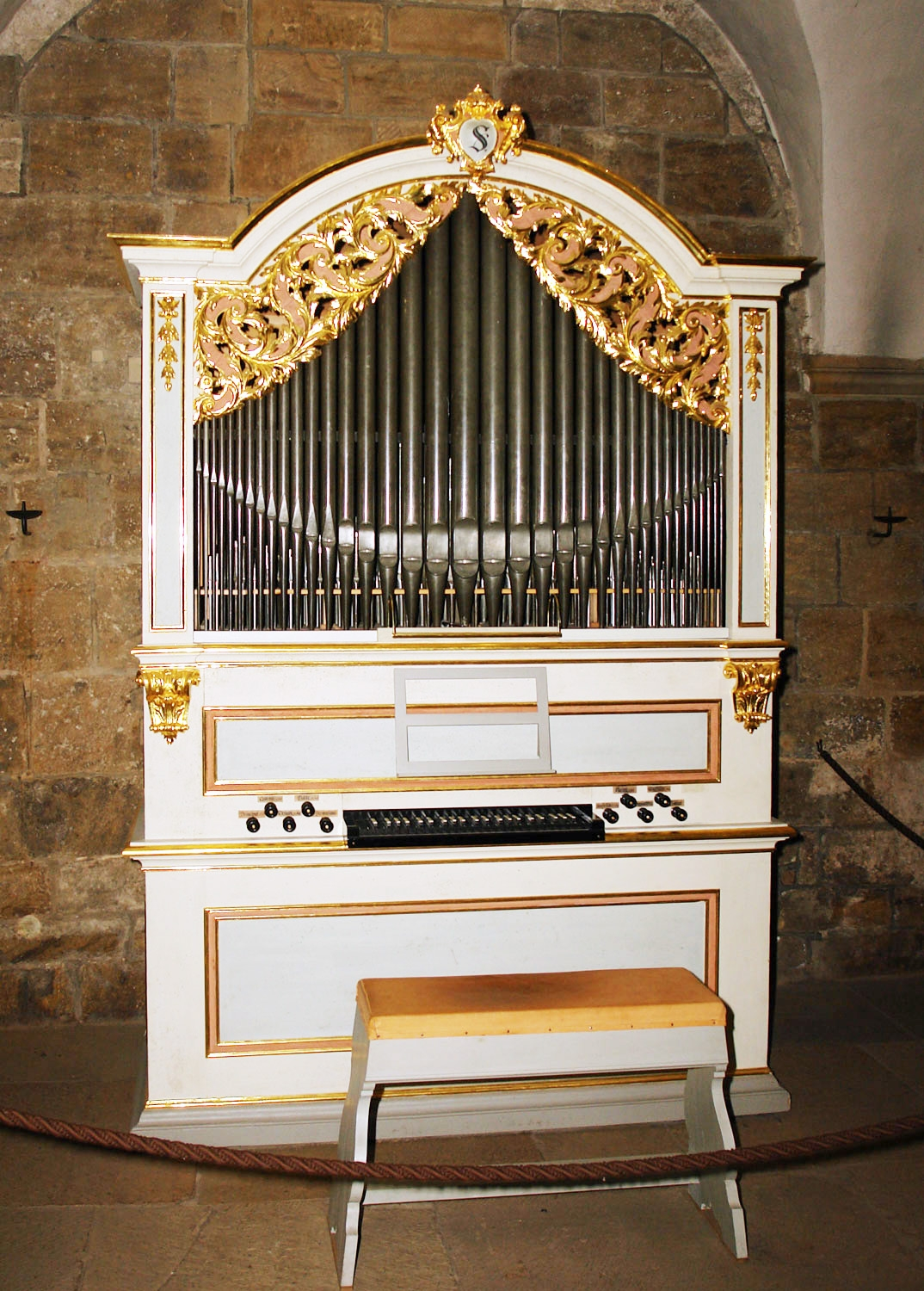
Silbermann-Orgel

1939 erwarb die Domgemeinde aus Dresden eine historische Silbermann-Orgel mit acht Registern. Sie war ursprünglich zwischen 1734 und 1748 unter der Leitung des Orgelbauers Gottfried Silbermann für die Kirche im sächsischen Etzdorf entstanden und erhielt 1796 ein Pedal. Seit 1865 stand sie im Gotteshaus von Wallroda. 1902 erwarb sie der Dresdner Orgelbauer Eduard Berger. Anschließend befand sich die Orgel 37 Jahre lang in verschiedenen privaten Händen und wurde mehrmals umgebaut, bevor sie 1939 von Richard Liesche und Käte van Tricht in Dresden entdeckt und in den Bremer Dom transferiert wurde.
Hier befand sie sich zunächst in der Westkrypta, wurde während des Krieges in die Ostkrypta versetzt und steht heute wieder an ihrem alten Platz in der Westkrypta. Im Jahr 1994 restaurierte die Dresdner Orgelwerkstatt Kristian Wegscheider das Instrument und sorgte neben der Entfernung des später hinzugefügten Pedals für eine Wiederherstellung der zwischenzeitlich modifizierten Tonhöhe, Stimmung und Intonation. Sie ist eine von 32 noch existierenden Silbermann-Orgeln.
Gleichzeitig fertigte Wegscheider eine Kopie des Instrumentes an, die seit 1994 im Gottfried-Silbermann-Museum in Frauenstein im Erzgebirge steht. Eine weitere Kopie steht seit Ostern 1995 in der Güldendorf#Dorfkirche Güldendorf.
| Manual CD–c3           |                |                                                     |
| Rohrflöte              | 8′             | C–c0 Holz neu, 36 Metallpfeifen alt                 |
| Principal              | 4′             | Zinn, 37 Pfeifen im Prospekt, 43 von 49 Pfeifen alt |
| Rohrflöte              | 4′             | Metall, 48 Pfeifen alt                              |
| Nasat (Diskant)        | 3′             | Metall, Zinn, 22 von 25 Pfeifen alt                 |
| Octava                 | 2′             | Zinn, 48 Pfeifen alt                                |
| Sesquialtera (Diskant) | 1 3⁄5′(= Terz) | Zinn, 4 von 25 Pfeifen alt                          |
| Quinta                 | 1 ⁄2′          | Zinn, 28 von 48 Pfeifen alt                         |
| Sifflöte               | 1′             | Zinn, 24 von 48 Pfeifen alt                         |
| Tremulant              |                |                                                     |

#### Klop-Orgel

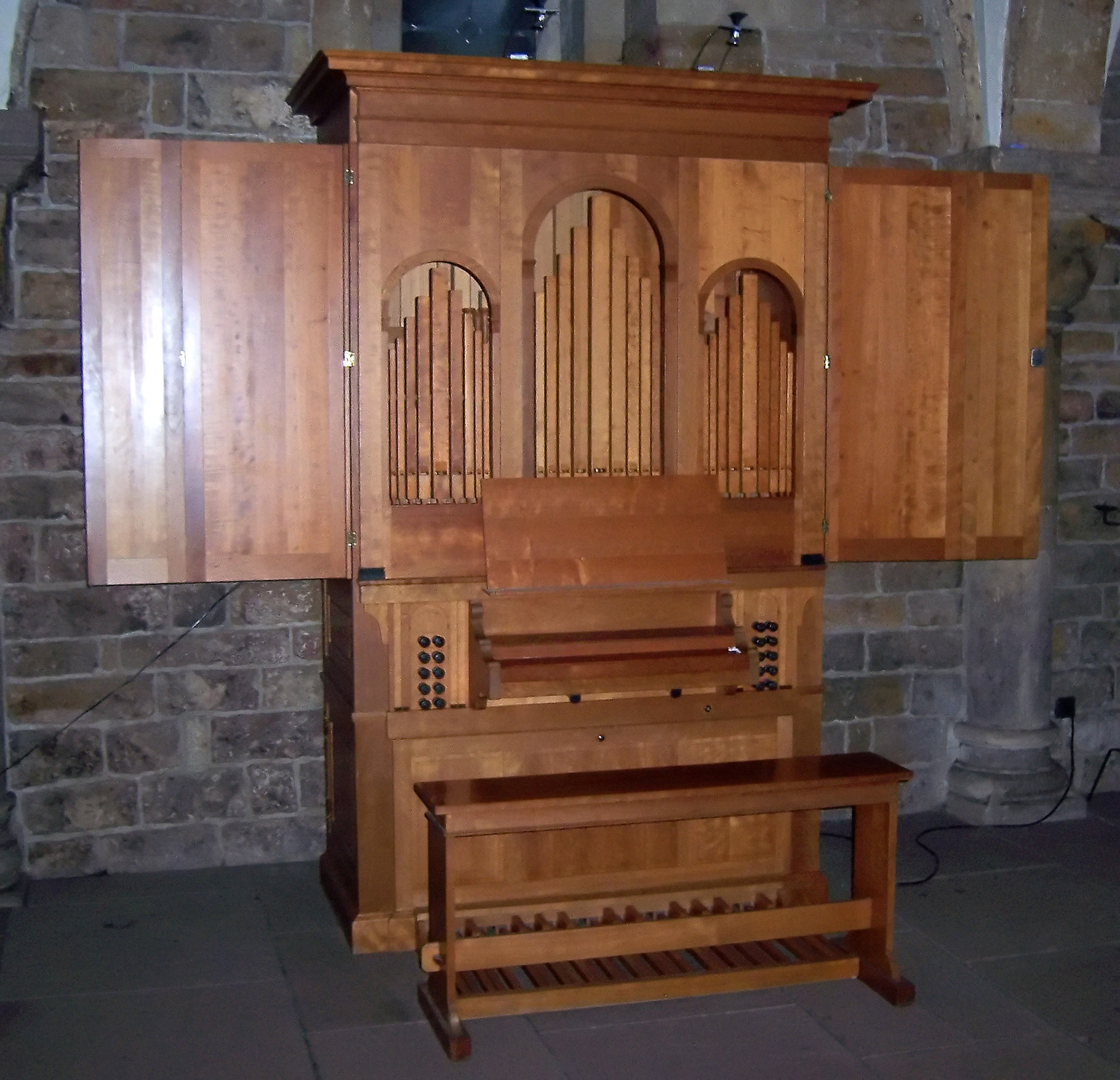
Klop-Orgel

Im April 2001 erhielt der Dom eine 1991 in der niederländischen Orgelwerkstatt Klop Early Keyboard Instruments gebaute zweimanualige Orgel. Die Klop-Orgel war eine Leihgabe aus Privatbesitz und stand bis 2023 in der Ostkrypta unter dem Chor. Im Stile der italienischen Renaissance hat sie als „organo di legno“ ausschließlich Holzregister.
| I Hauptwerk C–f3 |                 |       |     |
| 1.               | Principale      | 8′    | B/D |
| 2.               | Voce Umana      | 8′    | D   |
| 3.               | Ottava          | 4′    | B/D |
| 4.               | Flauto          | 4′    | B/D |
| 5.               | Decimaquinta    | 2′    | B/D |
| 6.               | Decimanona      | 1 ⁄3′ | B/D |
| 7.               | Vigesimaseconda | 1′    | B/D |
| 8.               | Vigesimasesta   | 2⁄3′  | B/D |

| II Regalwerk C–f3 |       |    |     |
| 9.                | Regal | 8′ | B/D |

| Pedal C–d1 |                |
|            | angehängt an I |

#### Palmieri-Orgel

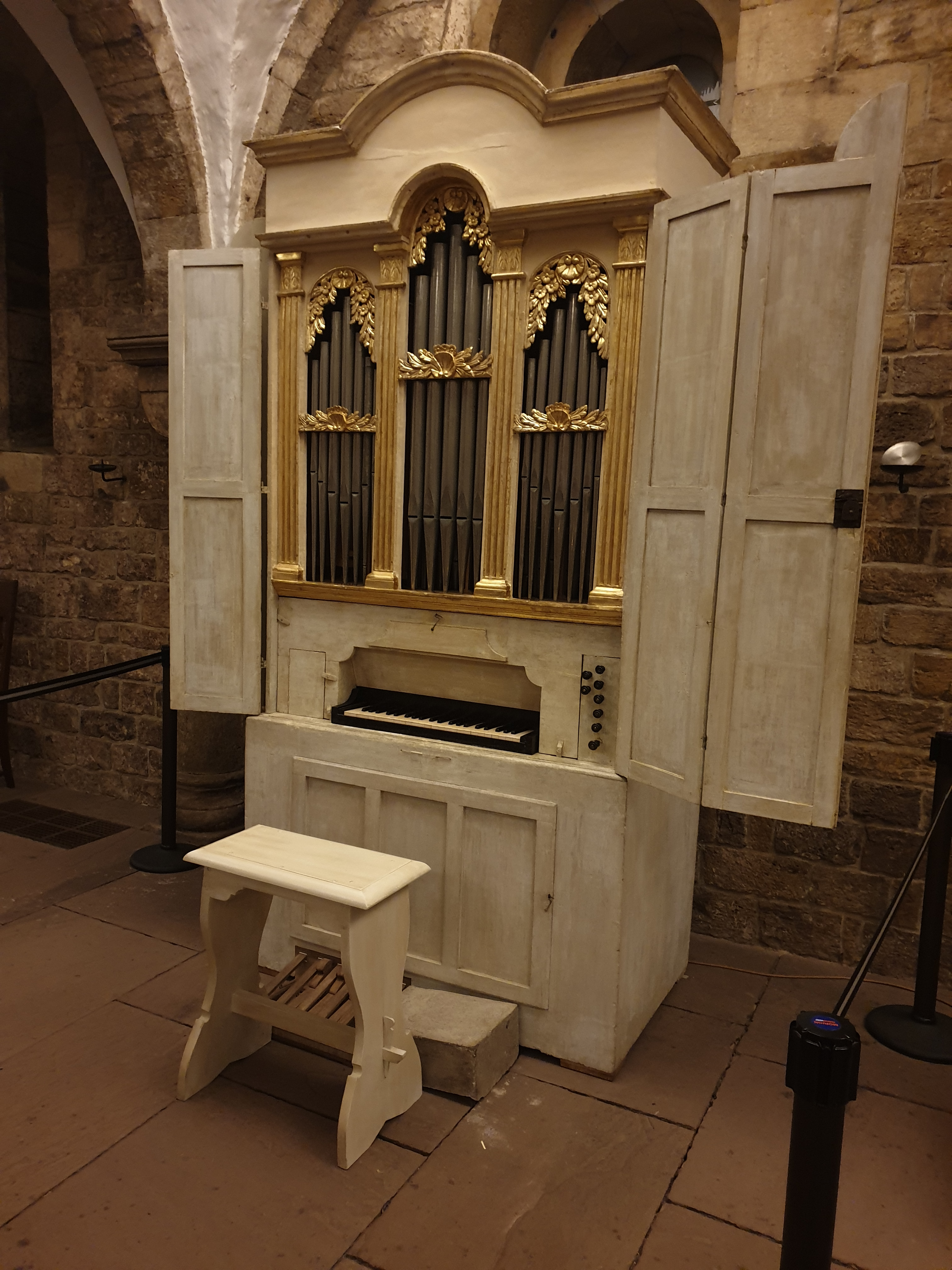
Palmieri Orgel, Ostkrypta Bremer Dom

In der Ostkrypta des Bremer St. Petri Doms steht eine historische Orgel von Pasquale Palmieri, einem Orgelbauer aus dem 19. Jahrhundert in Neapel. Das 1810 erbaute Instrument wurde sorgfältig nahezu auf seinen historischen Zustand hin restauriert und am 7. September 2023 eingeweiht. Die Orgel befand sich vor dem Erwerb durch die Gemeinde in Privatbesitz und war in einer Kirche in Verona aufgestellt. Das Werk ist ein seltenes Beispiel italienischer Orgelbaukunst aus dem 19. Jahrhundert. Über den Orgelbauer selbst ist wenig bekannt, lediglich drei seiner Werke sind erhalten. Das rein mechanische Schleifladen-Instrument umfasst 7 Register auf einem Manual mit kurzer Oktave und angehängtem Pedal. Die Disposition lautet wie folgt:
| Manual CDEFGA - c3 |       |
| Principale         | 8′    |
| Voce Umana         | 8′    |
| Ottava             | 4′    |
| Flauto in XII      | 2 ⁄3′ |
| Decimaquinta       | 2′    |
| Decimanona         | 1 ⁄3′ |
| Vigesimaseconda    | 1′    |
| Tremolo            |       |

- Nebenregister: Usignolo (5 Pfeifen), Cornamusa (einzelne Zungenpfeife, liegend)
- Spielhilfe: Tiratutti (Sammelzug für das Ripieno)
- Winddruck: 53 mmWS
- Stimmung:
  - Höhe a1 = 441 Hz bei 15 °C
  - Valotti-Barca

### Glocken

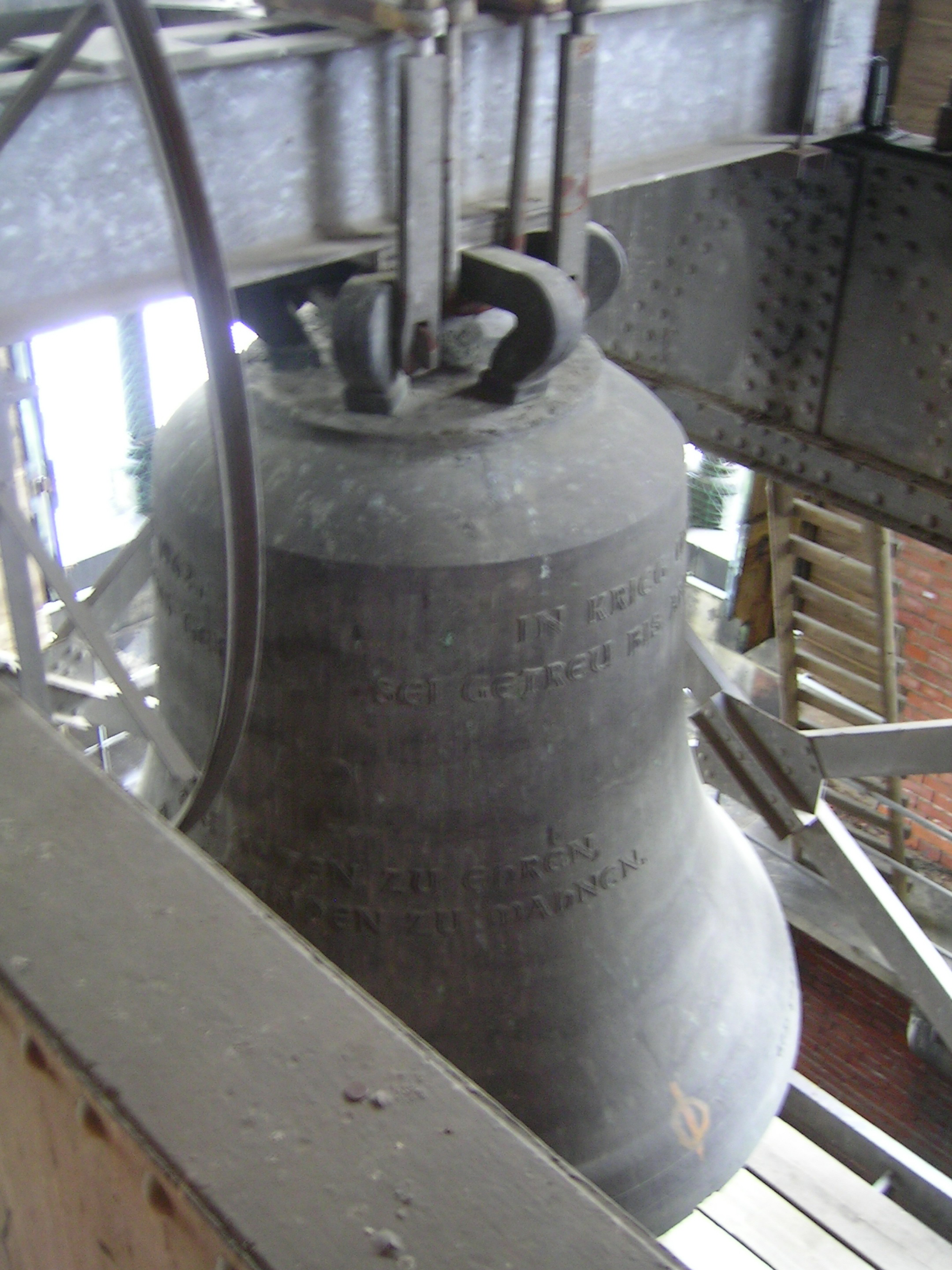
Einstige Glocke 1 – Brema (2017 stillgelegt, 2023 ersetzt)

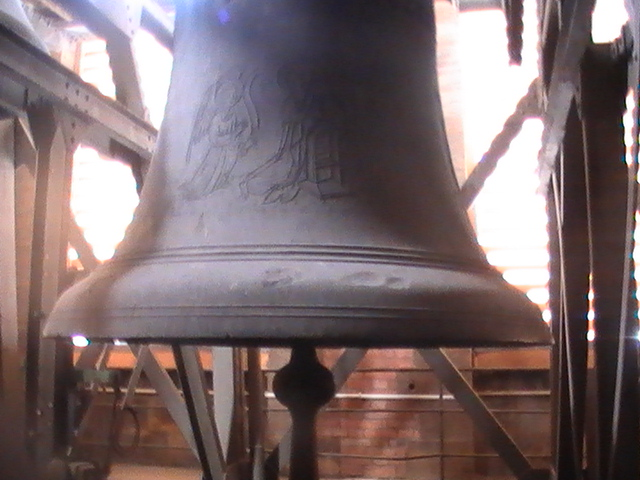
Glocke 2 – Maria Gloriosa

Der Dom hatte im Mittelalter mindestens acht Glocken. Von ihnen ist nur die Gloriosa aus dem Jahr 1433 noch erhalten. Einige waren durch den Einsturz des Südturms 1638 zerstört worden.
Ende des 19. Jh. erhielt der Bremer Dom seine heutige Gestalt. Seit dieser Zeit prägen drei Generationen von Otto-Glocken neben der mittelalterlichen Gloriosa-Glocke von Ghert Klinghe die Glockenklänge des Domes. Von 1893 bis 1896 lieferte die Fa. F. Otto fünf Glocken für den St.-Petri-Dom, darunter die 1. Brema. Im Jahr 1925 lieferte Otto die zweite Generation von Glocken bestehend aus drei Glocken, darunter die 2. Brema. Diese Otto-Glocken mit Ausnahme der 1. Brema fielen den Glockenbeschlagnahmen der beiden Weltkriege zum Opfer. Im Jahr 1951 goss Otto wieder zwei neue Glocken für den Bremer Dom und 1962 die 3. Brema. Mit den Brema-Glocken, die die größten im Geläute des Domes sind, hatte die Domgemeinde nicht viel Glück. Die 1. Brema erhielt 1919 einen Riss und musste neu gegossen werden. Die 2. Brema wurde im Zweiten Weltkrieg vernichtet. Die 3. Brema erhielt 1972 ebenfalls einen Riss und musste aufwendig repariert werden.
Der Bestand bis 2023 umfasste vier Glocken:
| Glocke | Name      | Gussjahr | Gießer, Gussort              | Durchmesser | Masse   | Schlagton | Turm     | Bemerkung |
| ------ | --------- | -------- | ---------------------------- | ----------- | ------- | --------- | -------- | --- |
| 1      | Brema     | 1962     | Glockengießerei Otto, Bremen | 2143 mm     | 6950 kg | g°−3      | Südturm  | Wurde 2017 aus Sicherheitsgründen stillgelegt. Anfang 2023 wurde sie demontiert und für die neuen Glocken in Zahlung gegeben. |
| 2      | Gloriosa  | 1433     | Ghert Klinghe, Bremen        | 1770 mm     | 3700 kg | h°−4      | Nordturm | Älteste Glocke des Doms. |
| 3      | Hansa     | 1951     | Glockengießerei Otto, Bremen | 1448 mm     | 2100 kg | d′+1      | Nordturm | |
| 4      | Felicitas | 1951     | Glockengießerei Otto, Bremen | 1293 mm     | 1475 kg | e′−1      | Nordturm | |

Im Jahr 2017 brachte ein Gutachten von einem Sachverständigen erneut grobe Mängel an der Brema zum Vorschein. Da die Qualität der Schweißnähte aus den 1970er-Jahren sehr dürftig war und es sich bei der Glocke sowieso um ein gusstechnisch minderwertiges Instrument der Nachkriegszeit handelte, entschied sich die Domgemeinde für einen Neuguss der Brema. Des Weiteren wurde einer Vervollständigung des Geläutes um zwei Glocken, so wie es im Jahr 1896 bestanden hat, in den Tönen fis′ und g′ zugestimmt. Im Dezember 2022 reiste die Delegation der Domgemeinde für den Neuguss nach Innsbruck. Im Januar 2023 konnten die neu gegossenen Glocken von ihren Mänteln befreit und zum Abtransport nach Bremen vorbereitet werden. Bei einer feierlichen Zeremonie vor dem Dom wurden alle drei Klangkörper am 1. März 2023 geweiht.
Seit 2023 umfasst das Geläute folgende Glocken:
| Glocke | Name          | Gussjahr | Gießer, Gussort                       | Durchmesser | Masse   | Schlagton | Turm     | Bemerkung                |
| ------ | ------------- | -------- | ------------------------------------- | ----------- | ------- | --------- | -------- | ------------------------ |
| 1      | Brema         | 2022     | Glockengießerei Grassmayr (Innsbruck) | 2144 mm     | 7000 kg | g°−2      | Südturm  | 4. Neuguss der Brema.    |
| 2      | Gloriosa      | 1433     | Ghert Klinghe, Bremen                 | 1770 mm     | 3700 kg | h°−4      | Nordturm | Älteste Glocke des Doms. |
| 3      | Hansa         | 1951     | Glockengießerei Otto, Bremen          | 1448 mm     | 2100 kg | d′+1      | Nordturm |                          |
| 4      | Felicitas     | 1951     | Glockengießerei Otto, Bremen          | 1293 mm     | 1475 kg | e′−1      | Nordturm |                          |
| 5      | Gerechtigkeit | 2022     | Glockengießerei Grassmayr, Innsbruck  | 1132 mm     | 1050 kg | fis′−1    | Nordturm |                          |
| 6      | Schöpfung     | 2022     | Glockengießerei Grassmayr, Innsbruck  | 1059 mm     | 863 kg  | g′±0      | Nordturm |                          |

#### Die mittelalterliche Glocke „Gloriosa“
Die Glocke aus dem Jahr 1433 ist ein Werk des bremischen Glockengießers Ghert Klinghe.
Sie trägt mehrere Inschriften. Die erste ist in Latein verfasst und lautet:
Unter diesen Zeilen befindet sich ein auf Niederdeutsch gereimtes Gedicht:
Die alte Glocke von Ghert Klinghe wird in Bremen traditionell Maria Gloriosa genannt. Dies ist auf eine falsche Wiedergabe der Glockeninschrift zurückzuführen. Richtig beginnt die Glockeninschrift wie folgt: + GLORIOSA ANNO DOMINI … und endet mit dem Namen der Gottesmutter Maria, aber nicht mit dem Wort Gloriosa.
Zusätzlich zu den Inschriften ist die Gloriosa auf der Wandung noch mit biblischen Szenen geschmückt. So werden etwa Mariä Verkündigung und die Kreuzigungsgruppe mit den Heiligen Cosmas, Damian, Maria Magdalena und Simon Petrus dargestellt.

#### Neuere Glocken
Im Jahr 1951 spendete ein in die Vereinigten Staaten ausgewanderter gebürtiger Bremer der Hauptkirche seiner alten Heimatstadt die Neuanschaffung zweier Glocken für den Nordturm. Sie erhielten die Namen Hansa und Felicitas. Gegossen wurden beide Glocken in der Glockengießerei Otto im Bremer Stadtteil Hemelingen. Die Inschriften sind stark von den damals noch nicht weit zurückliegenden Schrecken des Krieges beeinflusst. Die Hansa trägt die Inschrift:
und die Felicitas den Spruch:
Zwölf Jahre später, 1962, spendete eine Bremer Kaufmannsfamilie einen Neuguss der ehemals im Dom vorhandenen Glocke Brema. Auch diese wurde, wie schon ihre Vorgänger aus den Jahren 1894 und 1925, in der Glockengießerei Gebrüder Otto gefertigt. Sie war die größte Glocke des Bremer Doms, wog etwa sieben Tonnen und hing allein im Südturm. Risse in der Aufhängung machten 2008 eine mehrmonatige Stilllegung erforderlich. Nach Reparaturarbeiten konnte die Brema am 25. Mai desselben Jahres wieder geläutet werden. Ein Sachverständiger konnte 2017 erneut grobe Mängel an der Glocke und an der Aufhängung feststellen. Man entschied sich für einen Neuguss. 2022 wurde dieser in der Glockengießerei Grassmayr in Innsbruck vollzogen. Ihre Proportionen gleichen in etwa der alten Brema, jedoch soll sie im Klang deutlich kräftiger und wärmer klingen als die alte. Die Inschrift der (alten) Glocke lautet:
Die 1894 aus zwei von Kaiser Wilhelm II. gespendeten Kanonen gegossene erste Brema zersprang 1919. Sie trug die Inschrift:
2022 wurden neben der Brema für die Vervollständigung des Geläutes zwei weitere Glocken in den Tönen fis′ und g′, ebenso von der Glockengießerei Grassmayr angefertigt, gegossen. Damit weist das Geläute mit sechs Klangkörpern einen Bestand wie im Jahr 1896 auf.

#### Läuteordnung
Im Zuge der Geläuteerweiterung 2023 wurde auch eine neue Läuteordnung erarbeitet, welche die Schonung der mittelalterlichen Gloriosa vorsieht.

#### Stadtgeläut
Die nahegelegene mittelalterliche Martinikirche konnte ihre durch Metallspenden und Krieg zerstörten Glocken ebenfalls bis 1962 ersetzen und hat sie in der Tonfolge auf die Domglocken abgestimmt. Bei der Einweihung am 18. Juli 1962 läuteten die Glocken von Dom und Martinikirche zusammen zehnstimmig. Das sogenannte Altstadtgeläut hat die Tonfolge:
| Kirche    | Dom | Dom | Martini | Dom | Martini | Dom | Martini | Martini | Martini | Martini | Martini |
| --------- | --- | --- | ------- | --- | ------- | --- | ------- | ------- | ------- | ------- | ------- |
| Schlagton | g0  | h0  | c1      | d1  | d1      | e1  | f1      | g1      | a1      | c2      | d2      |

## Bauorganisation

### Bürgerliche Bauverwaltung im Spätmittelalter
Trotz aller Interessenkonflikte zwischen Erzbistum und Stadt darf nicht vergessen werden, dass ein hohes Maß an bürgerlicher Identifikation mit dem Dom als Bau und städtischem Ort bestand. Im späteren Mittelalter war die fabrica ecclesiae mehr als nur Bauhütte, ihr kam als Bau selbst, mit einem modernen Begriff ausgedrückt, geradezu die Qualität einer juristischen Person zu. Ihr Vorsteher („buwmester“) wurde im späten 14. und 15. Jahrhundert überwiegend aus den Reihen des Rates genommen. Dieser Laienpflegschaft entsprach die Sorge um die Sicherung des baueigenen Vermögens vor fremder Verwendung. Trotz ihrer Amtsbezeichnung waren diese „Baumeister“ keine Handwerker, sondern entsprachen den späteren Dombauherren; die ratsfähigen Familien bestanden aus reichen Immobilienbesitzern, und Bestimmungen verwehrten in Bremen Handwerkern den Sitz im Rat. Bedeutende Inhaber dieses Amtes waren Heinrich Doneldey, der um 1340 den Nordturm erhöhte, und um 1400 der zeitweilige Bürgermeister Johann Hemeling.

### Bremer Dombaumeister
Dombaumeister waren und sind für den Bau und die Erhaltung von Domen verantwortlich; früher zumeist in Dombauhütten. Nachfolgend einige bekannte Bremer Dombaumeister:
- Cordt Poppelken, Baumeister von 1502 bis 1522, errichtete das spätgotische Nordschiff und baute die Westkrypta um
- Johann Wetzel, seit etwa 1830
- Max Salzmann, seit etwa 1888
- Ernst Ehrhardt, von 1897 bis 1901
- Walter Görig, seit etwa 1930
- Friedrich Schumacher, seit etwa 1960 bis um 1980

## Domgemeinde

### Kirchenleitung
Das oberste Entscheidungsgremium der St.-Petri-Domgemeinde ist der Kirchenkonvent. Dieser setzt sich aus ständigen sowie aus wählbaren Mitgliedern zusammen. Ständig im Konvent vertreten sind die Bauherren, die Prediger, die hauptamtlichen Kirchenmusiker sowie insgesamt 36 Diakone und Altdiakone. Die frei wählbaren Plätze, auf die sich jedes Gemeindemitglied bewerben kann, werden für jeweils eine Vierjahresperiode vergeben; es besteht jedoch die Möglichkeit zur Wiederwahl. Der Kirchenkonvent gab sich im Jahr 1999 eine Verfassung, die seinen Aufgabenbereich genau umreißt: Das Gremium ist für die Wahl der Bauherren aus seiner Mitte, die Wahl und Ernennung der Prediger, sowie die Wahl der Mitglieder des Kirchenvorstandes verantwortlich. Alle von der Finanzverwaltung in der Domkanzlei getroffenen Entscheidungen hinsichtlich des Haushaltsplanes, der Stellenplanung oder der Jahresrechnung bedürfen der Zustimmung des Konvents. Allein dieser ist darüber hinaus in der Lage, die Gottesdienstordnung grundsätzlich zu ändern. Zur Beratung über verschiedene Themen ist es dem Konvent erlaubt, Arbeitsgemeinschaften und Ausschüsse bestehend aus seinen Mitgliedern zu bilden.

### Bekannte Domprediger und Superintendenten
zeitlich geordnet
- Albert Hardenberg (um 1510–1574), Theologe und Reformator, Domprediger von 1547 bis 1561
- Simon Musaeus von 1561 bis 1562 Superintendent Bremen
- Marcus Meinecke (1520–1584), Superintendent Bremen von 1571 bis 1584
- Christoph Pezel (1539–1604), Superintendent Bremen von 1584 bis 1604
- Daniel Lüdemann (1621–1677), Superintendent Bremen 1652 bis 1672, dann Generalsuperintendent Bremen und Verden
- Simon Hennings, 3. Prediger 1654 bis 1661
- Bernhard Oelreich, Superintendent von 1673 bis 1686
- Jacob Hieronymus Lochner (1649–1700), Superintendent vor 1700.
- Gerhard Meier (1664–1723), von 1701 oder 1702 bis 1723 Superintendent
- Christoph Bernhard Crusen (1676–1744), Pastor und Superintendent von 1725 bis 1744
- Johann Vogt (1695–1764), Domprediger ab 1719
- Wolbrand Vogt (1698–1774), Domprediger ab 1746
- Johann Georg Olbers (1716–1772), Domprediger ab 1760
- Johann Gotthard Schlichthorst (1723–1780), Domprediger seit 1765, 1775 bis 1780 Pastor Primarius und Superintendent
- Johann David Nicolai (1742–1826), 1771–1781 Subrektor bzw. Rektor des Athenaeums, Domprediger seit 1781, Pastor Primarius von 1810 bis 1826
- Adolph Georg Kottmeier (1768–1842), Domprediger
- Oscar Mauritz (1867–1959), Hilfsprediger von 1889 bis 1892, Domprediger ab 1897, Pastor Primarius von 1915 bis 1946
- Otto Hartwich (1861–1948), Domprediger von 1909 bis 1934
- Erich Pfalzgraf (1879–1937), Domprediger von 1914 bis 1937
- Heinz Weidemann (1895–1976), Domprediger von 1926 bis 1944 und ab 1934 Landesbischof von Bremen, Mitglied der NSDAP von 1933 bis 1943
- Maurus Gerner-Beuerle (1903–1982), Domprediger von 1946 bis 1971
- Gerhard Tietze (1907–1989), Domprediger von 1946 bis 1977, Pastor der Hohenzollern
- Günter Abramzik (1926–1992), Domprediger von 1958 bis 1992
- Ortwin Rudloff (1930–1993), Domprediger von 1971 bis 1993
- Peter A. Ulrich (* 1953), Domprediger von 1992 bis 2019

### Gemeindeleben
Der Bremer Dom bietet heutzutage Gläubigen etwa 1600 Sitzplätze an. Gottesdienste mit Taufen finden sonntäglich ab 10:00 Uhr statt, häufig mit Abendmahl. An kirchlichen Feiertagen können Zeiten variieren. Geleitet werden die Gottesdienste im wechselnden Turnus von den momentan sechs Pastoren der Gemeinde. Essentieller Bestandteil eines jeden Gottesdienstes im Dom sind das Spiel auf der Sauer-Orgel sowie die Lieder des Domchores. Wie in jeder anderen Kirche finden auch im Dom Konfirmationen, kirchliche Hochzeiten sowie Trauerfeiern statt.
Am jeweils letzten Sonntag eines Monats ab 18:00 Uhr wird im Dom die Thomasmesse gefeiert. Sie stellt eine Alternative zum sonst oftmals festgeschriebenen Ablauf eines Gottesdienstes dar und richtet sich laut eigener Beschreibung an fragende Christen, Zweifler im Glauben, frustrierte Kirchgänger, Gottesdienstmuffel. Der Name dieses Gottesdienstes erinnert an den Apostel Thomas, der auch als der ungläubige Thomas bekannt ist. Die Thomasmesse ist ökumenisch ausgerichtet und setzt ihre Schwerpunkte auf moderne Kirchenmusik, Meditation und alternative Glaubensvermittlung. So werden beispielsweise die Lesungen und Predigten sowohl von Geistlichen als auch von Laien gestaltet und Dialoge und Rollenspiel initiiert.
Für Touristen ist der Dom frei geöffnet, es werden jedoch auch Führungen angeboten.
Zusätzlich zur Hauptkirche in der Bremer Innenstadt verfügt die Domgemeinde noch über die St.-Petri-Domkapelle am Osterdeich Nr. 70a im Ortsteil Peterswerder (Stadtteil Östliche Vorstadt). Auch dort werden Gottesdienste und Taufen abgehalten. Zudem ist sie in unregelmäßigen Abständen Veranstaltungsort der Familiengottesdienste, die speziell für kleinere Kinder gedacht sind.

### Kirchenmusik
Die Kirchenmusik hat eine lange Tradition in der Bremer Domgemeinde. So wurde beispielsweise bereits im Jahr 1685 durch den Kantor Laurentius Laurentii der erste Domchor ins Leben gerufen. Dieser hatte nachweisbar 1732 neun Mitglieder. Der Chor finanzierte sich durch Auftritte auf Familienfesten und wurde zunächst von der Gemeinde selber nur mangelhaft unterstützt, obwohl einige Kantoren, wie etwa Wilhelm Christian Müller, versuchten, seine Popularität zu steigern. Die Neugründung des Chores erfolgte 1856 und im darauffolgenden Jahr begann man mit öffentlichen Konzerten. So wurde hier im Jahr 1868 das Werk Ein deutsches Requiem von Johannes Brahms uraufgeführt. Heutzutage erarbeitet der Chor jährlich etwa sechs bis acht große Konzerte. Diese werden oftmals von Rundfunkanstalten übertragen. Auch hat der Chor schon mehrere Schallplatten und CDs veröffentlicht, von denen Ein deutsches Requiem mit dem Preis der deutschen Schallplattenkritik ausgezeichnet wurde. Zu den Kantoren des Domchores zählen unter anderem:
- Laurentius Laurentii (ab 1684)

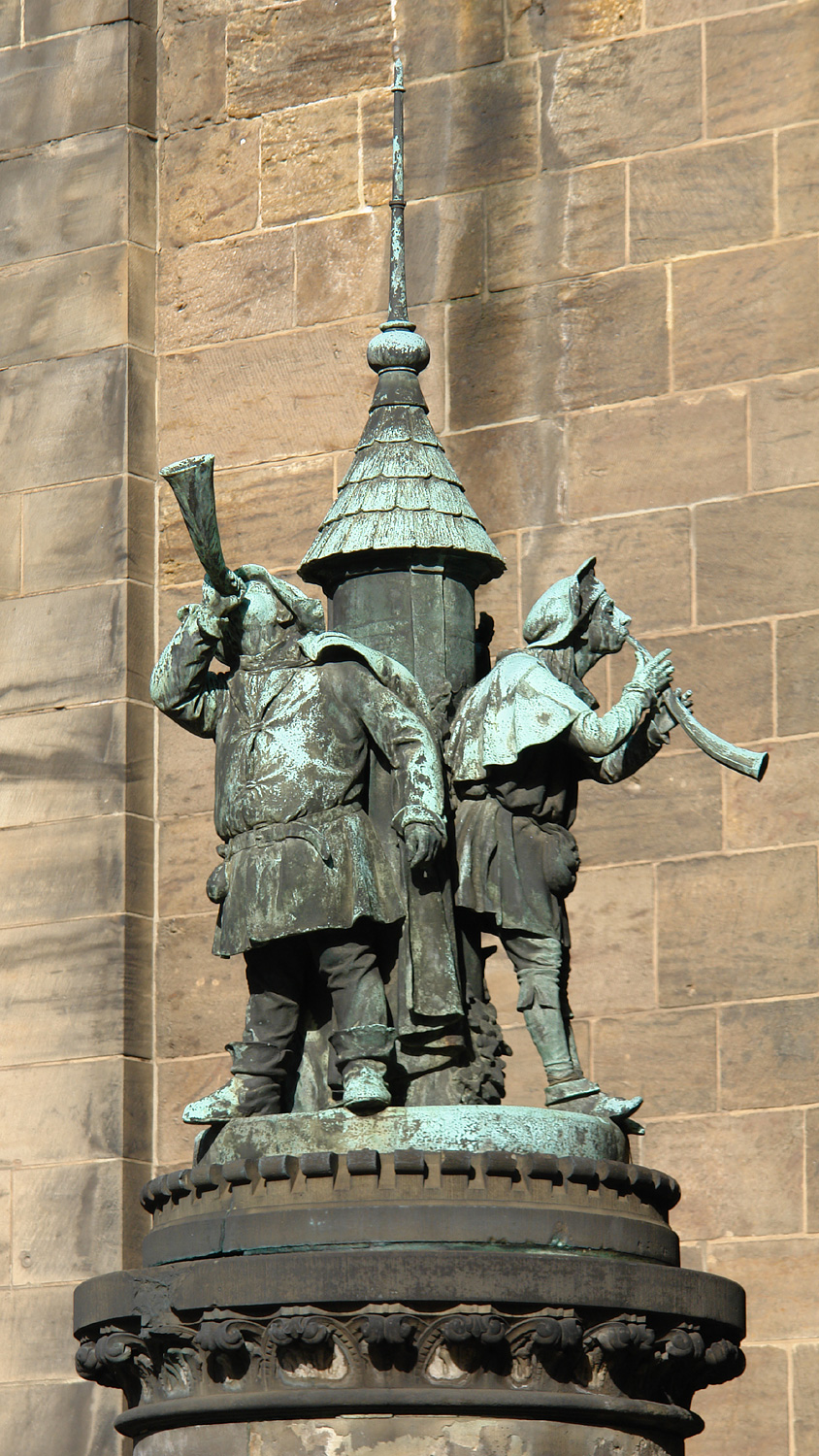
Der Turmbläserbrunnen am südlichen Domturm

- Wilhelm Christian Müller (1784–1817)
- Carl Martin Reinthaler (1858–1893)
- Eduard Nößler (ab 1893)
- Richard Liesche (1930–1957)
- Hans Heintze (1957–1975)
- Wolfgang Helbich (1976–2008)
- Tobias Gravenhorst (seit 2008)

Stadtweit bekannt sind auch die Turmbläser des Doms, die es in Bremen seit mindestens 1737 gibt. Sie blasen jeden Sonntag nach dem Gottesdienst mit Posaunen Choräle, Quartette, Fugen und Volkslieder von der Aussichtsplattform des Südturms. In der Weihnachtszeit spielen sie nicht nur sonntags. Die Tradition der Turmbläser drohte in Bremen noch vor wenigen Jahren unterzugehen, da die Finanzierung ungesichert war, seit etwa 2006 finden die Konzerte jedoch wieder regelmäßig statt.
Neben den oratorischen Darbietungen des Chores finden im Jahr durchschnittlich noch 50 weitere Konzerte und Vorführungen statt, die eher instrumental geprägt sind. Zusätzlich werden jeden Donnerstag bei freiem Eintritt kleine Vorführungen von Orgel-, Kammer- oder Chormusik angeboten. Im Jahr 1983 initiierte der damalige Domkantor Wolfgang Helbich die sogenannten „NÄCHTE“. Diese gut fünfstündigen Mischungen aus Chormusik, sinfonischen Werken und Kammermusik sind jeweils einem bestimmten Komponisten gewidmet, finden jedes Mal in einem anderen Bereich des Kirchenschiffes statt und werden zumeist von Radio Bremen übertragen.
Zur Förderung des musikalischen Nachwuchses gibt es am Dom die Bremer Domsingschule.
Als Organisten am Bremer Dom waren unter anderem Käte van Tricht (1933–1974), Richard Liesche (1930–1957), Hans Heintze (1957–1975), Zsigmond Szathmáry (1976–1978) und Wolfgang Baumgratz (1979–2013) tätig. Seit 2014 ist Stephan Leuthold Organist am Dom.

### Diakonie
Die 1638 gegründete Diakonie existiert noch immer. Ihr gehören momentan (Februar 2008) 24 Mitglieder an. Diese haben sich verpflichtet, jeweils zwölf Jahre ehrenamtlich für die Kirche und die Gemeinde tätig zu sein.

## Angeschlossene Einrichtungen

### Domschulen
Im Laufe der Geschichte gab es zwei dem Dom angegliederte kirchliche Schulen. So erfolgte 1642 die Gründung einer lutherischen Lateinschule, der Domschule, welche als Konkurrenz zur reformierten Lateinschule, dem Paedagogeum von 1528 im Katharinenkloster, fungierte. Das Gebäude der Schule befand sich im Kapitelhaus an der Domsheide unmittelbar südlich des Doms. Für das Institut, welches in der Regel sechs Lehrkräfte hatte, erließ man 1648 eine Schulordnung und im gleichen Jahr fiel die Schule zusammen mit dem Dom an Schweden und unterstand von da an einem Konsistorium. Die Professoren beziehungsweise die Lehrer, welche zuvor noch zusätzlich im Kirchendienst arbeiten mussten, wurden nun von dieser Tätigkeit entbunden. Zum Lehrpersonal gehörten der Rektor, der Konrektor, der Subrektor, ein Collaborator, ein Kantor für den Musikunterricht sowie ab 1683 auch ein Grammaticus.
1681 richtete man das Athenaeum ein. Dieses war eine Abteilung für Studenten, die vormals die Lateinschule besucht hatten – also praktisch die weiterführende Oberstufe. Auch dieses geschah als Konkurrenz zum reformierten Gymnasium illustre von 1610. Zunächst besuchten nur wenige Schüler das Athenaeum, doch es wurde für seine herausragende Bibliothek gerühmt. 1718 wurden beide Institute hannoverisch und im Jahr 1726 zählte das Athenaeum 89 Schüler. Nachdem es 1803 zurück an die Stadt Bremen geführt worden war, unterstellte man es einem Scholarchen. Die Schule wurde seitdem als Lyzeum bezeichnet und die Schülerzahl stieg auf bis zu 170 an. 1817 ging das Lyzeum in der sogenannten Hauptschule auf.
Eine weitere Domschule existierte seit dem 16. Jahrhundert ebenfalls im Kapitelhaus. Die Schüler kamen mehrheitlich aus lutherischen Familien. 1874 zog man in das umgebaute Pastorenhaus in der Marktstraße Nummer 14 um, aber nur sechs Jahre später, 1880, ging diese Domschule in einer kostenpflichtigen staatlichen Volksschule auf.

### Dombibliothek
Als bedeutendste Bremer Büchersammlung des Mittelalters standen in der Dombibliothek zahlreiche Handschriften dem liturgischen Bedarf der Kleriker und für gelehrte Studien an der Domschule zur Verfügung. Sie erlitten ein wechselvolles Schicksal. Adam von Bremen berichtet, dass der Dombrand von 1041 auch die Bibliothek zerstört habe. Unter Erzbischof Hartwich I. wuchs der Bestand wieder erheblich an, vermutlich auch durch die Arbeit im Dom-Skriptorium. Einige hochberühmte Manuskripte befinden sich heute in den großen Bibliotheken der Welt: Der Dagulf-Psalter aus der Hofschule Karls des Großen in der Österreichischen Nationalbibliothek in Wien, dessen elfenbeinerne Einbandtafeln im Louvre, das Perikopenbuch Heinrichs III. in der Staats- und Universitätsbibliothek Bremen, ein weiteres Echternacher Evangelistar in der Bibliothèque Royale in Brüssel, drei Evangeliare des 11. Jahrhunderts in der John Rylands University Library in Manchester, der Münchener Staatsbibliothek und im Niedersächsischen Landesmuseum, sowie der „Große Lombarduspsalter“ und weitere Handschriften des 12. bis 15. Jahrhunderts in der Bremer Staatsbibliothek. 1531 begründete Franz Grambek mit seiner Bibliothek die Dombibliothek Bremen neu.

### Dom-Museum
→siehe auch den Hauptartikel Dom-Museum (Bremen), insbesondere zu den Ausgrabungen.

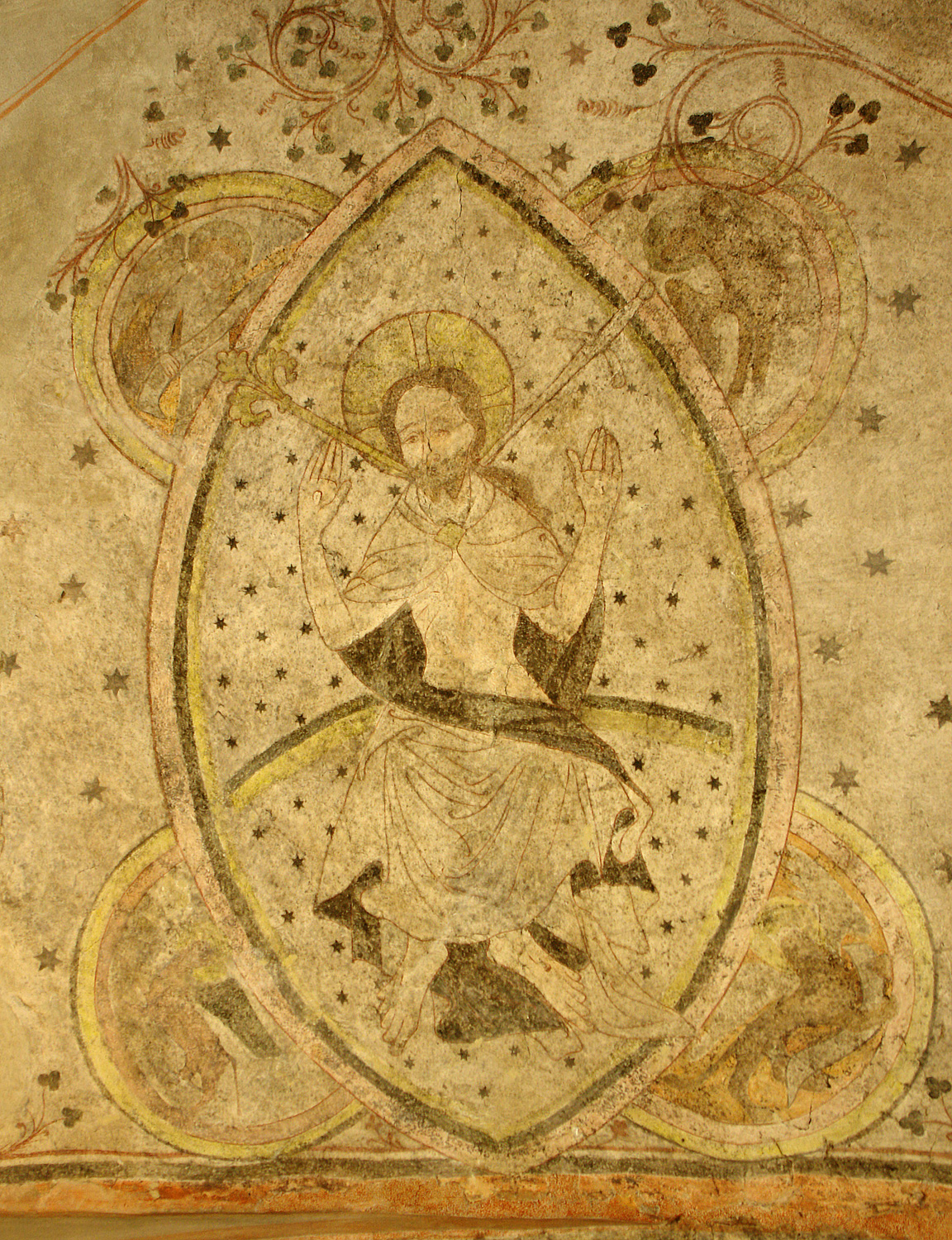
Thronender Christus in der Mandorla (Dom-Museum)

1987 wurde das Dom-Museum eingeweiht und dient seither in erster Linie der Ausstellung jener Gegenstände, die während der archäologischen Grabungen von 1973 bis 1984 geborgen wurden. In dem ökumenischen Museum werden jedoch auch andere liturgische Gegenstände aus vergangenen Jahrhunderten gezeigt, dazu zählen zeitweise auch Leihgaben der bremischen katholischen Kirche. Im Jahr 1995 kam es zu einer Erweiterung des Museums, dessen Kosten von der Stiftung Bremer Dom e. V. getragen wurden. Bei Umbaumaßnahmen in einem Raum wurden durch Zufall mittelalterliche Wandmalereien entdeckt, die zu den umfangreichsten erhaltenen in Bremen gehören und wahrscheinlich kurz vor der Altarweihe dieser einstigen Kapelle im Jahr 1414 entstanden sind.

### Bibelgarten

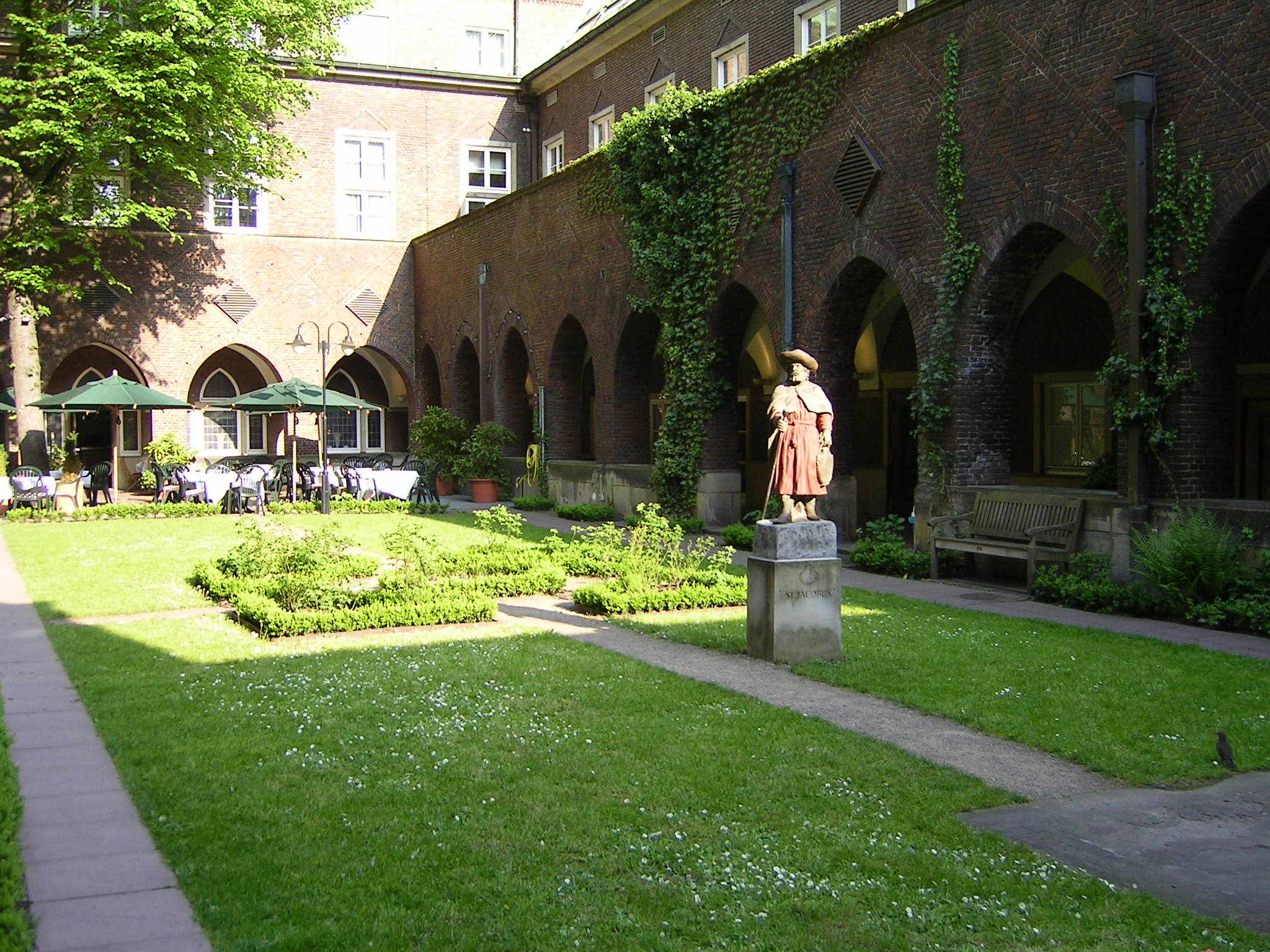
Bibelgarten in Richtung Glocke, vorn die ehemalige Brunnenplastik Jakobus’ des Älteren

Der im Heimatschutzstil umbaute Innenhof des Konzerthauses Glocke (anstelle des 1925 abgerissenen mittelalterlichen Kreuzgangs) misst 37 m × 13 m und wurde 1998 als Bibelgarten bepflanzt. Er beherbergt neben 60 verschiedenen Pflanzenarten, die alle in der Bibel erwähnt werden, auch traditionelle Gewächse aus Klostergärten, darunter Aaronstab, Lilien und Weizen. Der Garten wird von den „Bibelgärtnern“ gepflegt und ist der Öffentlichkeit zugänglich. Einmal im Monat werden Führungen angeboten. Im Garten befinden sich einige Bänke, die zum Verweilen im Grünen einladen sollen. Auf der zentralen Rasenfläche steht die Kopie einer Statue von einem ehemaligen Bremer Jakobi-Brunnen mit der den Jakobsweg kennzeichnenden Muschel auf dem Sockel.

## Besonderheiten

### Bleikeller
Bleikeller ist der umgangssprachliche Name der Ostkrypta. Der Name Bleikeller kam dadurch zustande, dass dort Blei für Dach- und Fensterreparaturen gelagert wurde. Bekannt ist er vor allem dadurch, dass hier einige Mumien gefunden wurden. Sie wurden um 1698 zufällig von den Gesellen des Orgelbauers Arp Schnitger entdeckt, denen man die Ostkrypta als Arbeitsraum zugewiesen hatte. Ursache der Mumifizierung ist die aufgrund der Luftdurchlässigkeit des Untergrunds schnelle Austrocknung der Bestatteten; mit Einwirkungen des Bleis hat das nichts zu tun.
Seit ihrer Entdeckung werden insgesamt acht, teils namentlich bekannte, Bleikellermumien in offenen Särgen ausgestellt, zunächst am Fundort, später, nachdem die Ostkrypta als Lagerraum vermietet wurde, im Kohlenkeller. Nach den archäologischen Grabungen in der zweiten Hälfte des 20. Jahrhunderts mussten die Mumien erneut umziehen, diesmal in den Keller eines Domanbaus am Bibelgarten, weil im Kohlenkeller das Dommuseum untergebracht wurde. Der Name Bleikeller wurde jeweils auf den Ausstellungsort übertragen.

### Nachbau
Für den ersten katholischen Kirchenneubau in Hamburg nach der Reformation, den 1893 errichteten Neuen Mariendom, wurde der Bremer Dom zum Vorbild genommen. Im Jahre 1995 wurde er zur Kathedrale als Bischofssitz für das neue Erzbistum Hamburg erhoben.

### Orange Bank
Zwischen den westlichen Portalen stellte die Bremische Kirche am 8. November 2023 im Rahmen der UN Woman-Kampagne Orange the World eine orange Bank gegen Gewalt gegen Frauen auf.